# Biserica de lemn din Micănești

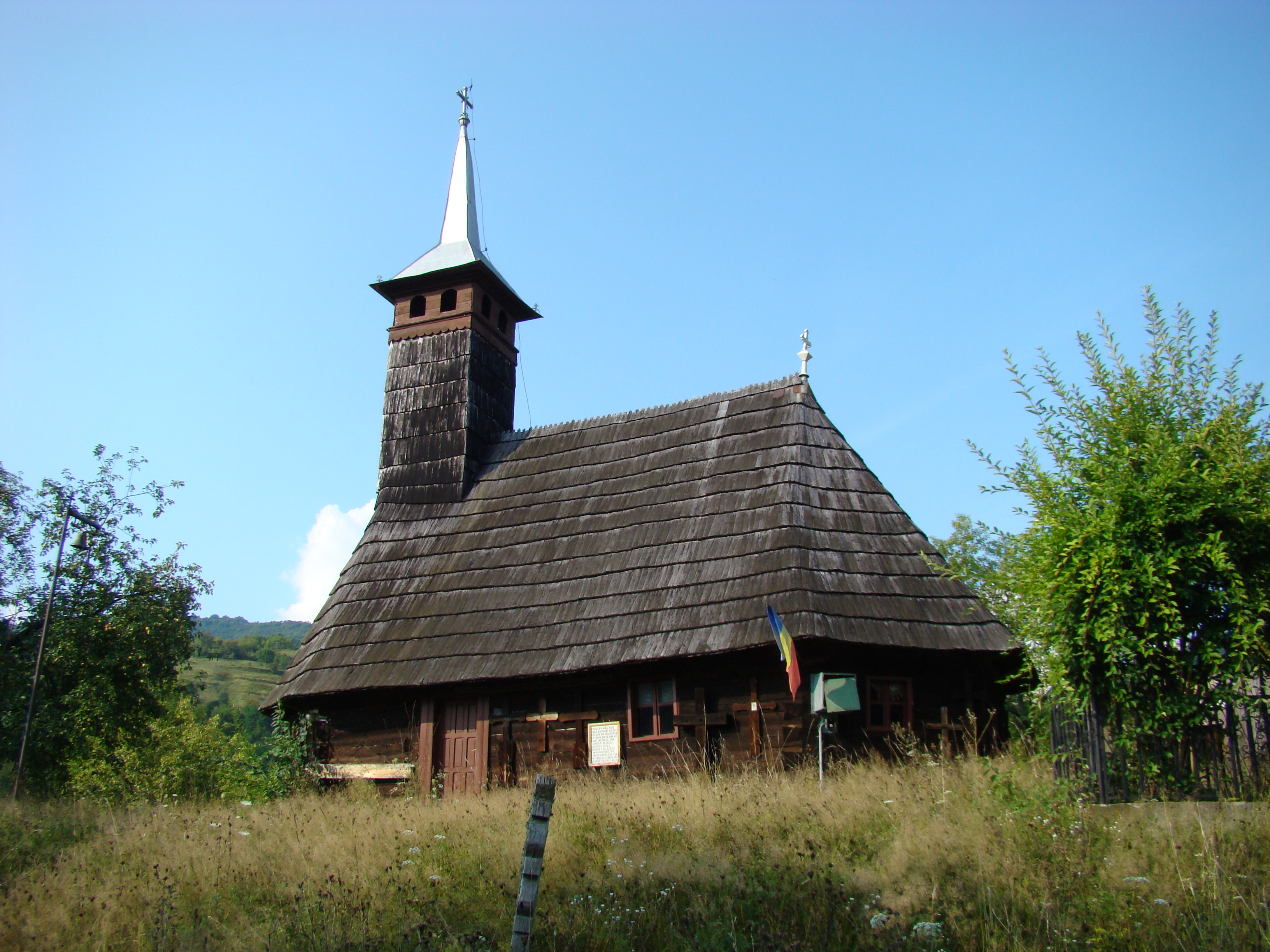
Biserica de lemn „Înălțarea Domnului” din Micănești, comuna Zam, județul Hunedoara, foto: august 2009.

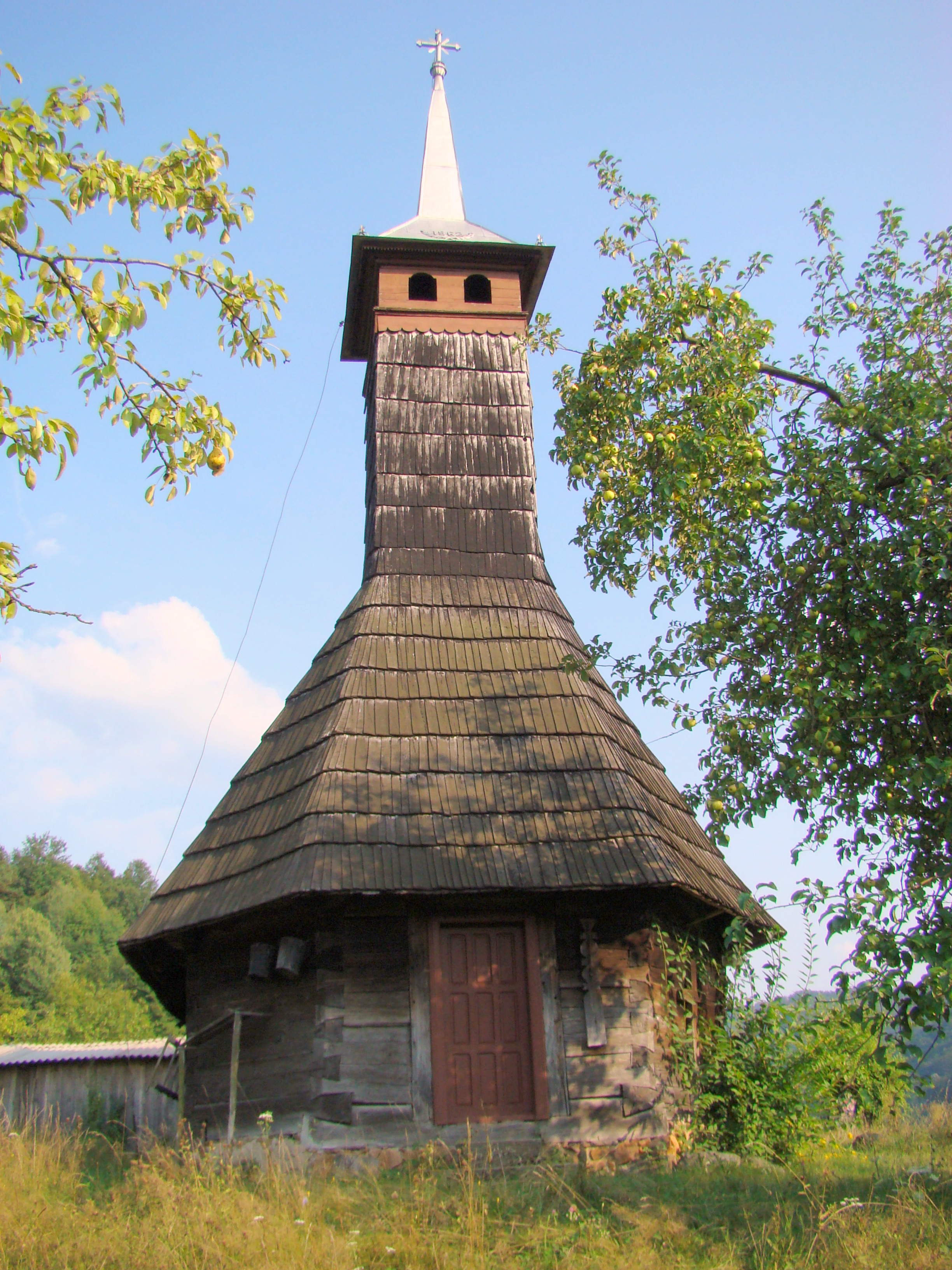
Biserica de lemn „Înălțarea Domnului” din Micănești, comuna Zam, județul Hunedoara, foto: august 2009.

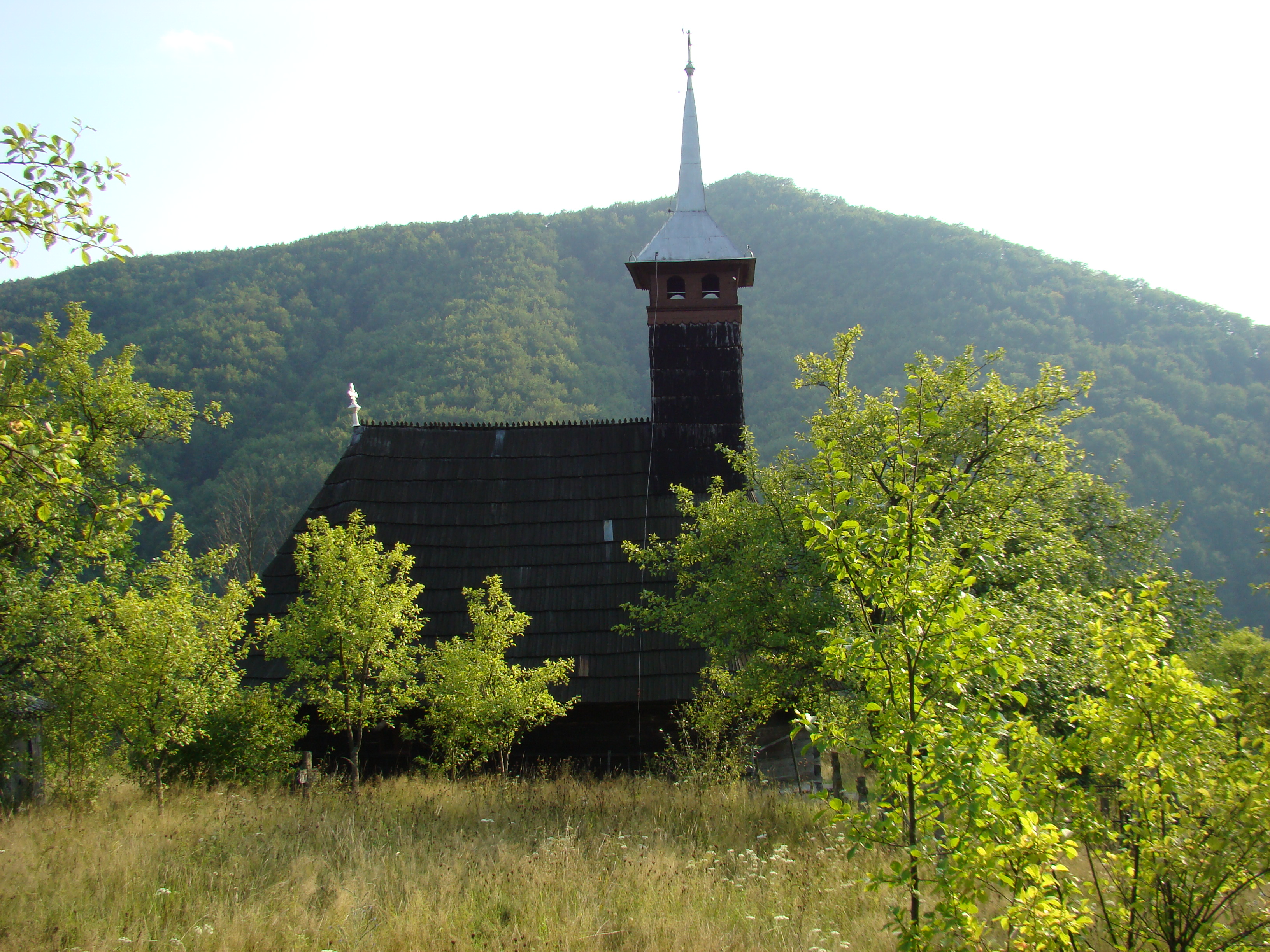
Biserica (nord)

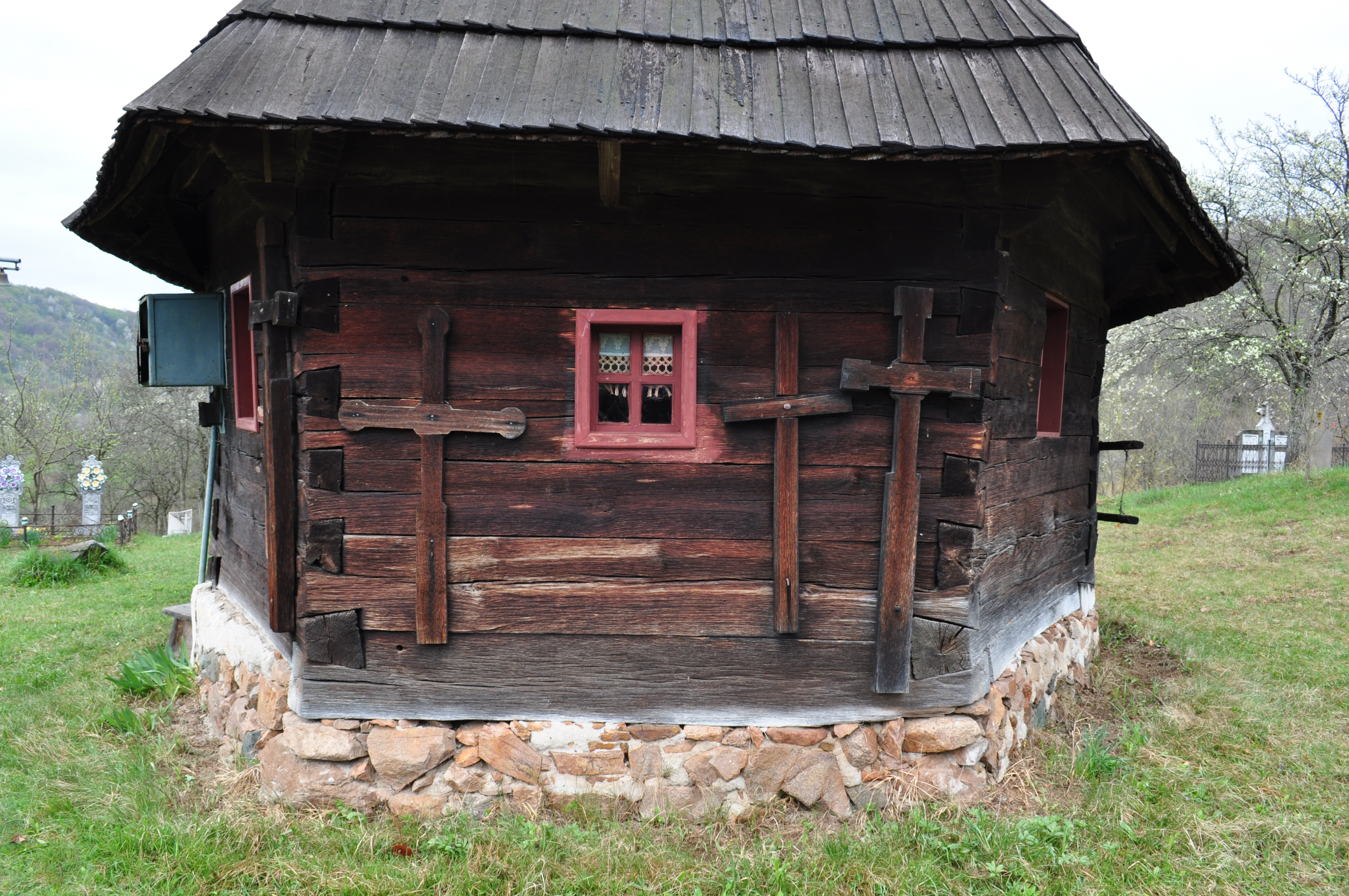
Absida altarului

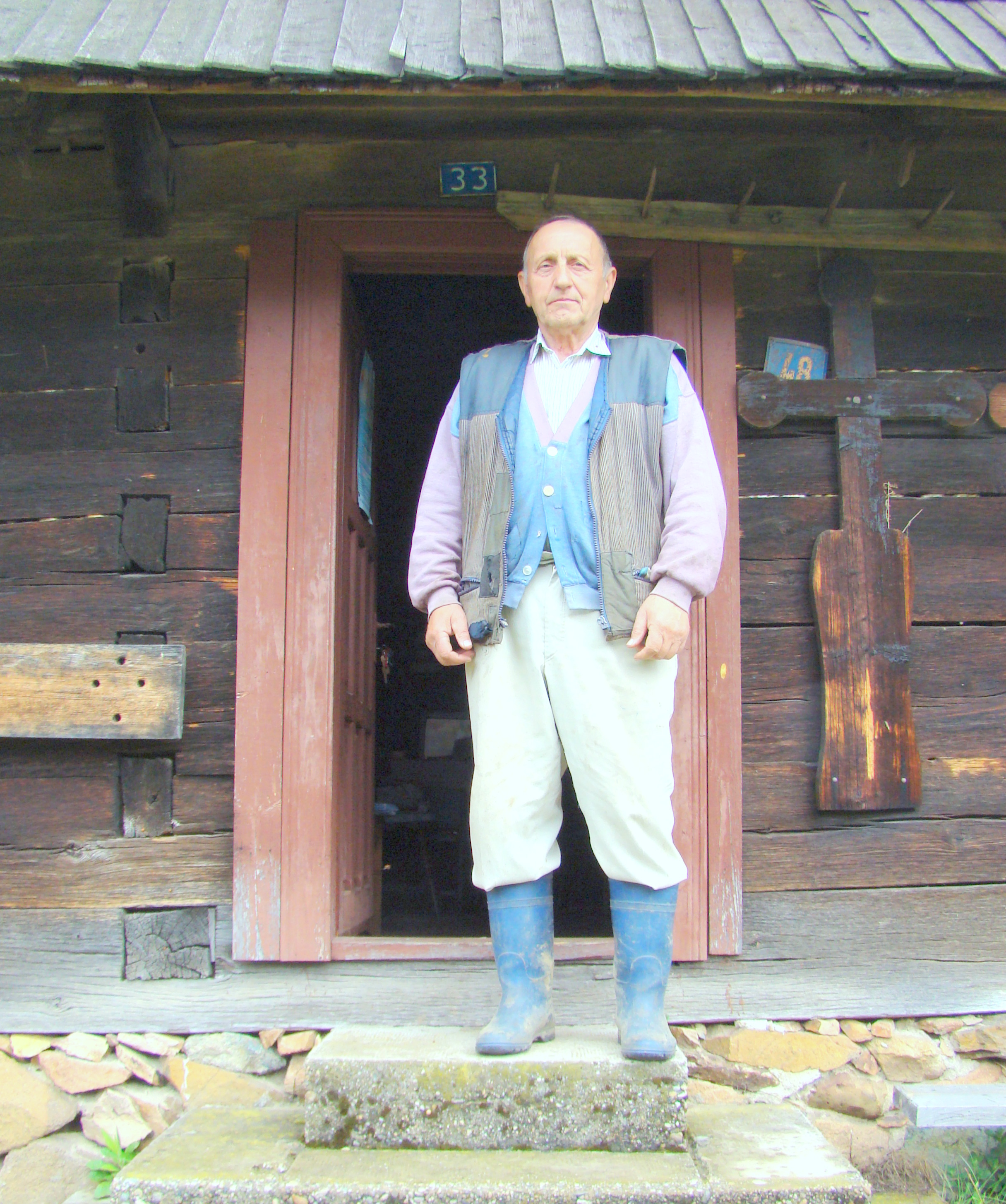
Diacul Filip Nicoară

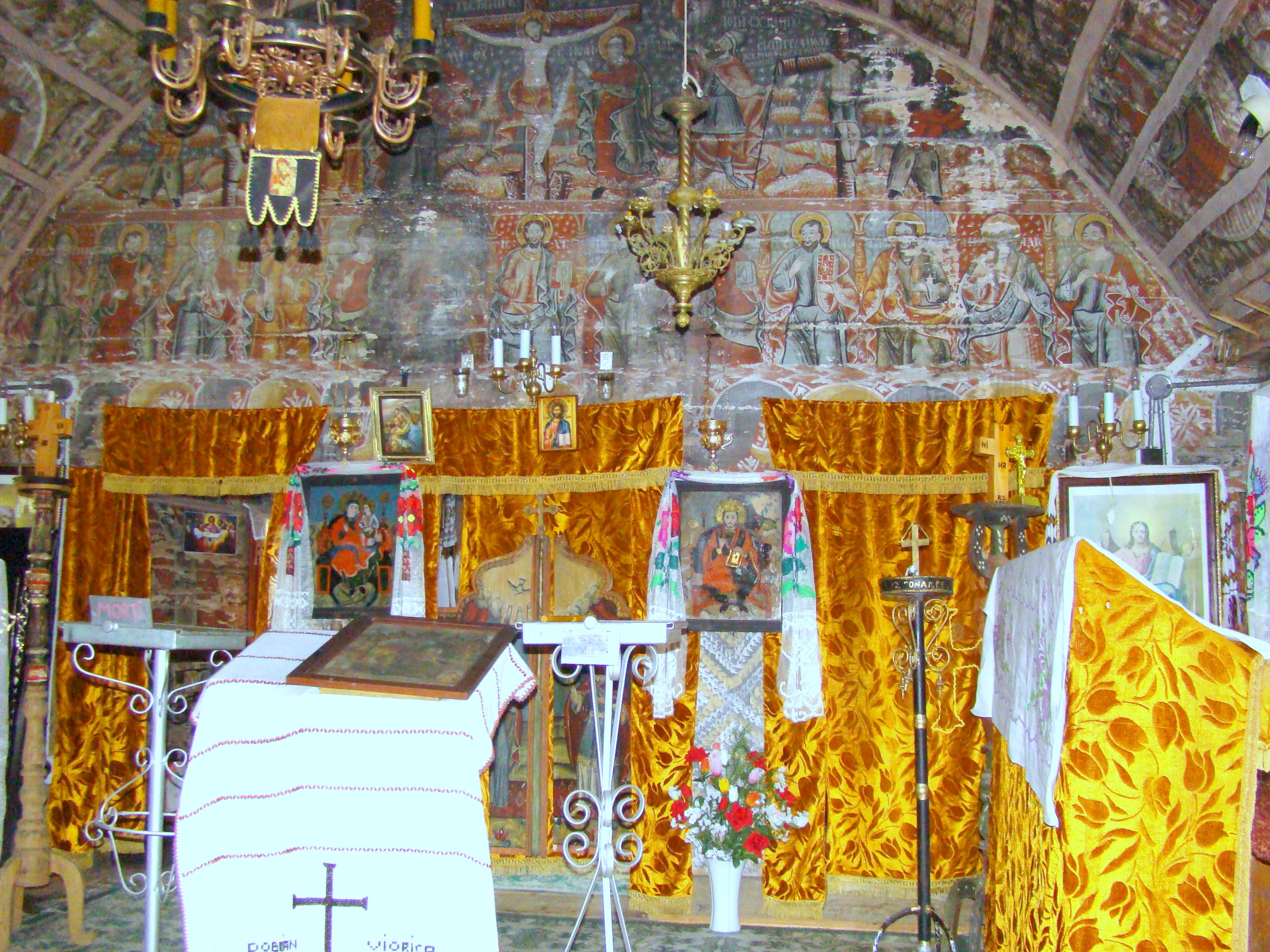
Interiorul navei

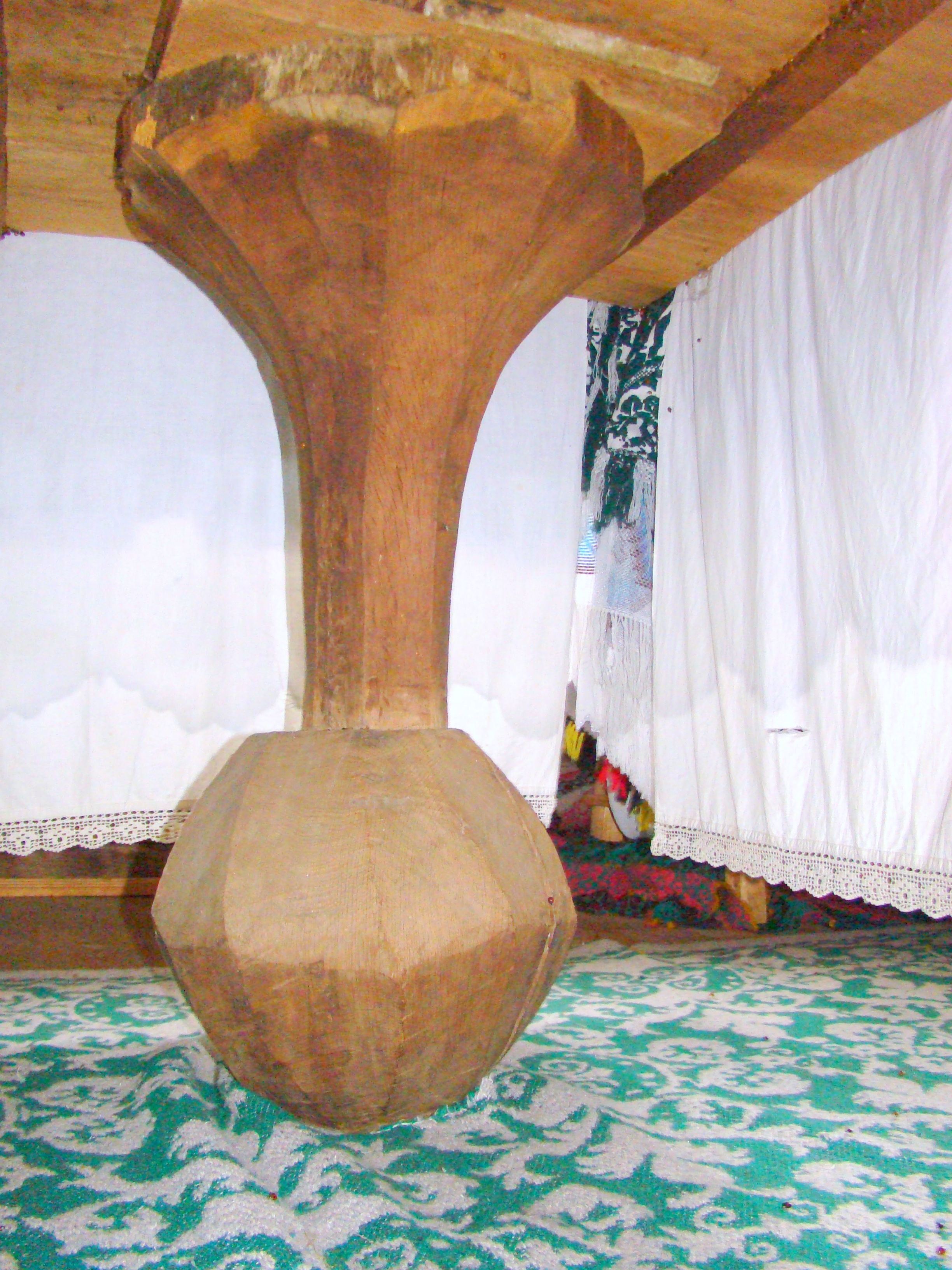
Piciorul mesei altarului

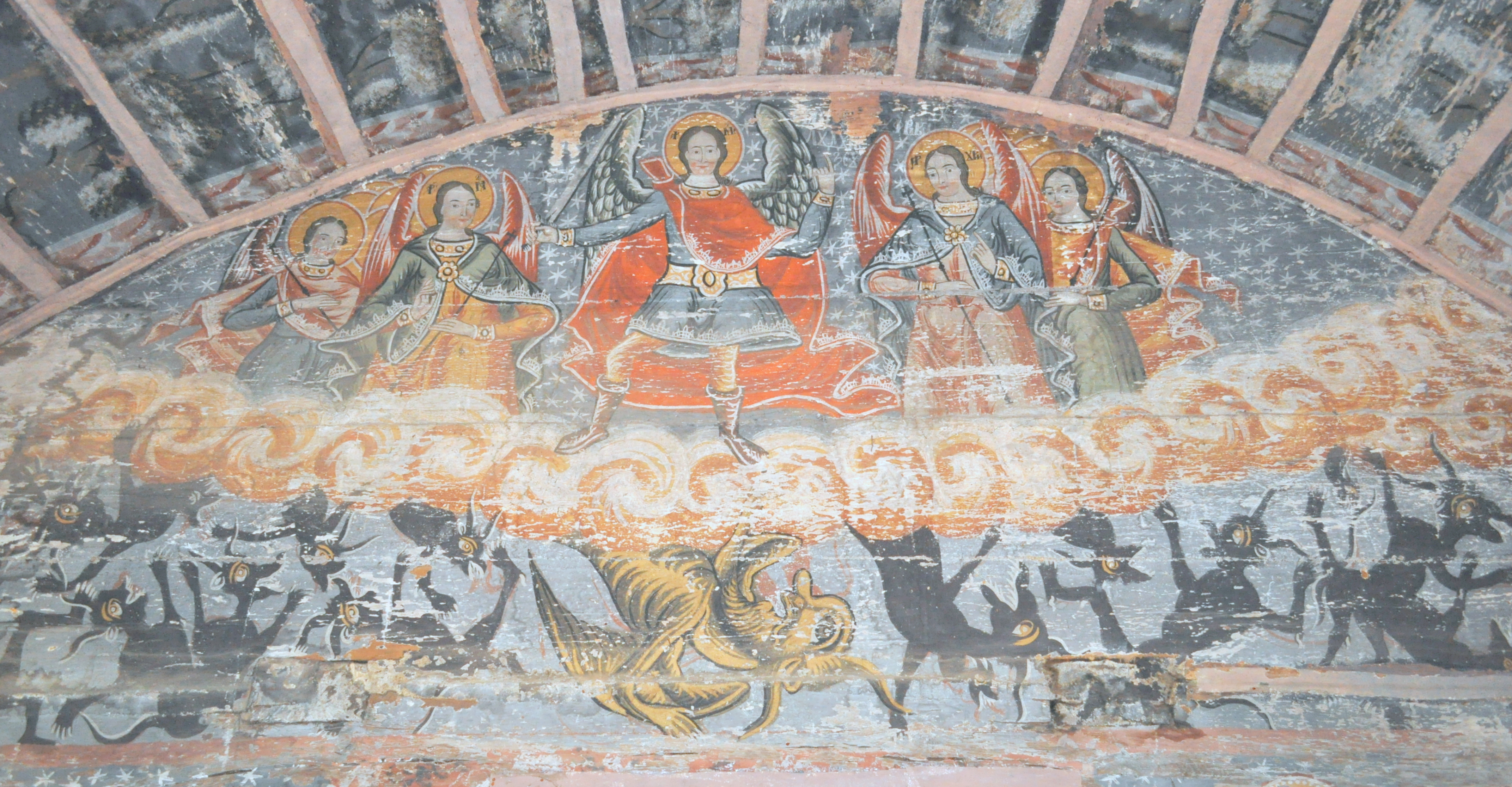
Minunata compoziție de pe timpanul de vest al naosului, a raiului ceresc și iadului, zugrăvită de penelul „popii Ioan din Deva”

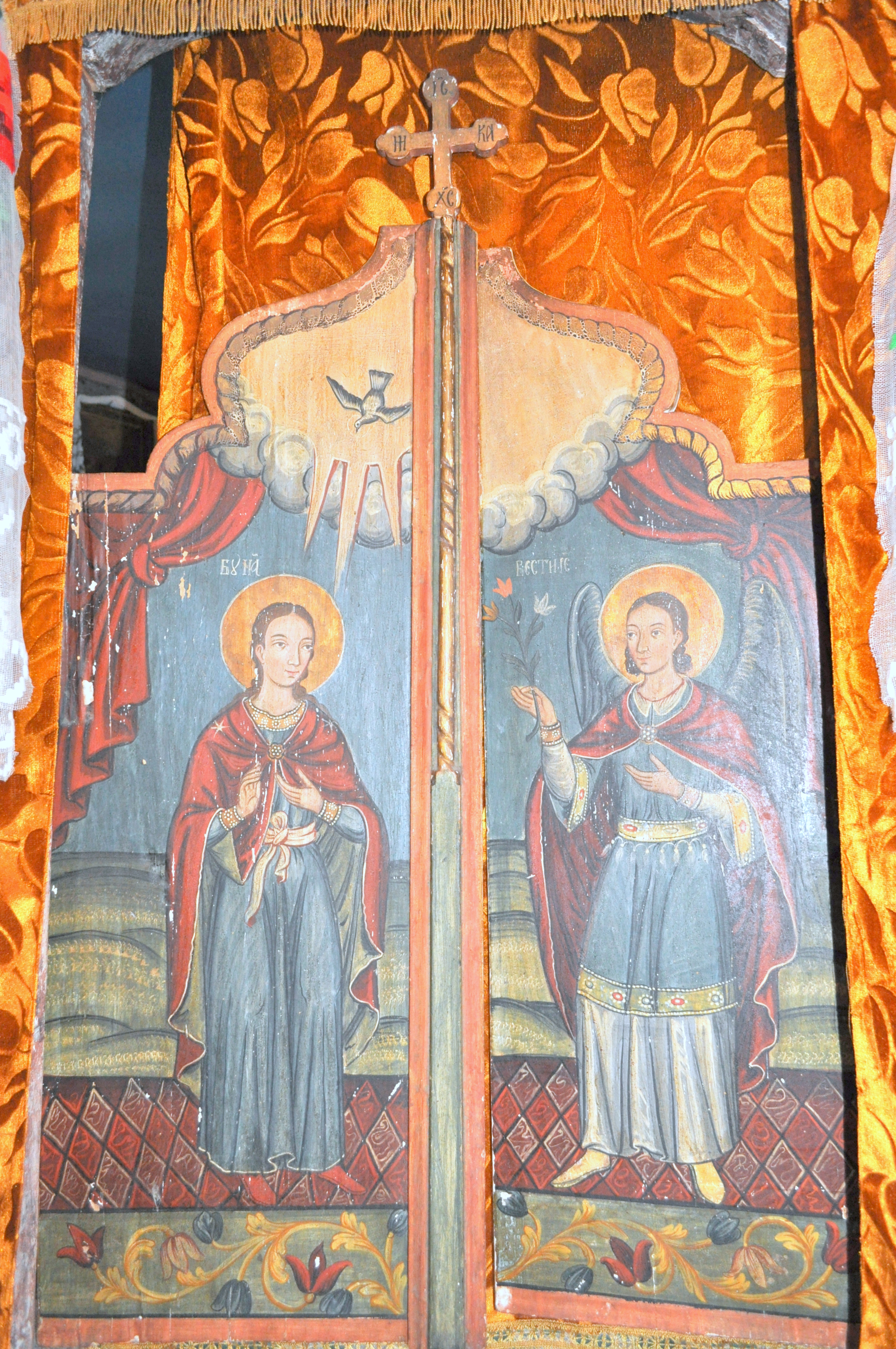
Ușile împărătești pictate de Constantin Zugravul din Râșca

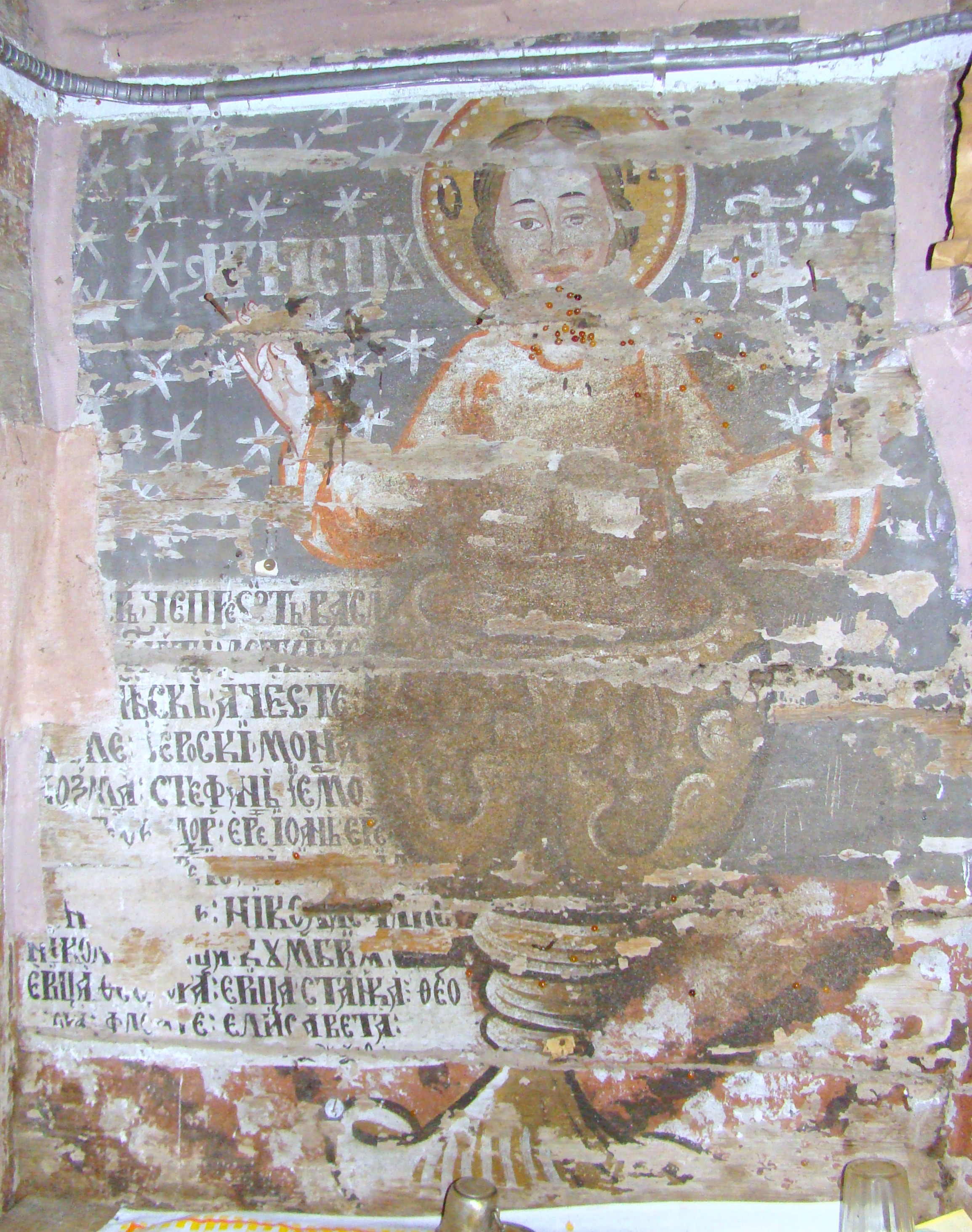
Pomelnicul din altar: „Verice preot va sluji la sfânta Liturghie să pomenească aceste nume: Eroschi monah, Cozma, Ștefan iermonah; erei Teodor, erei Ioan, erei Ștefan, erei ... Ioan, Neagoe ... Nicolae, ereița Cumăchia, ereița Teodora, eraița Stanca, Teodora, Floarea, Elisabeta, 1761.”

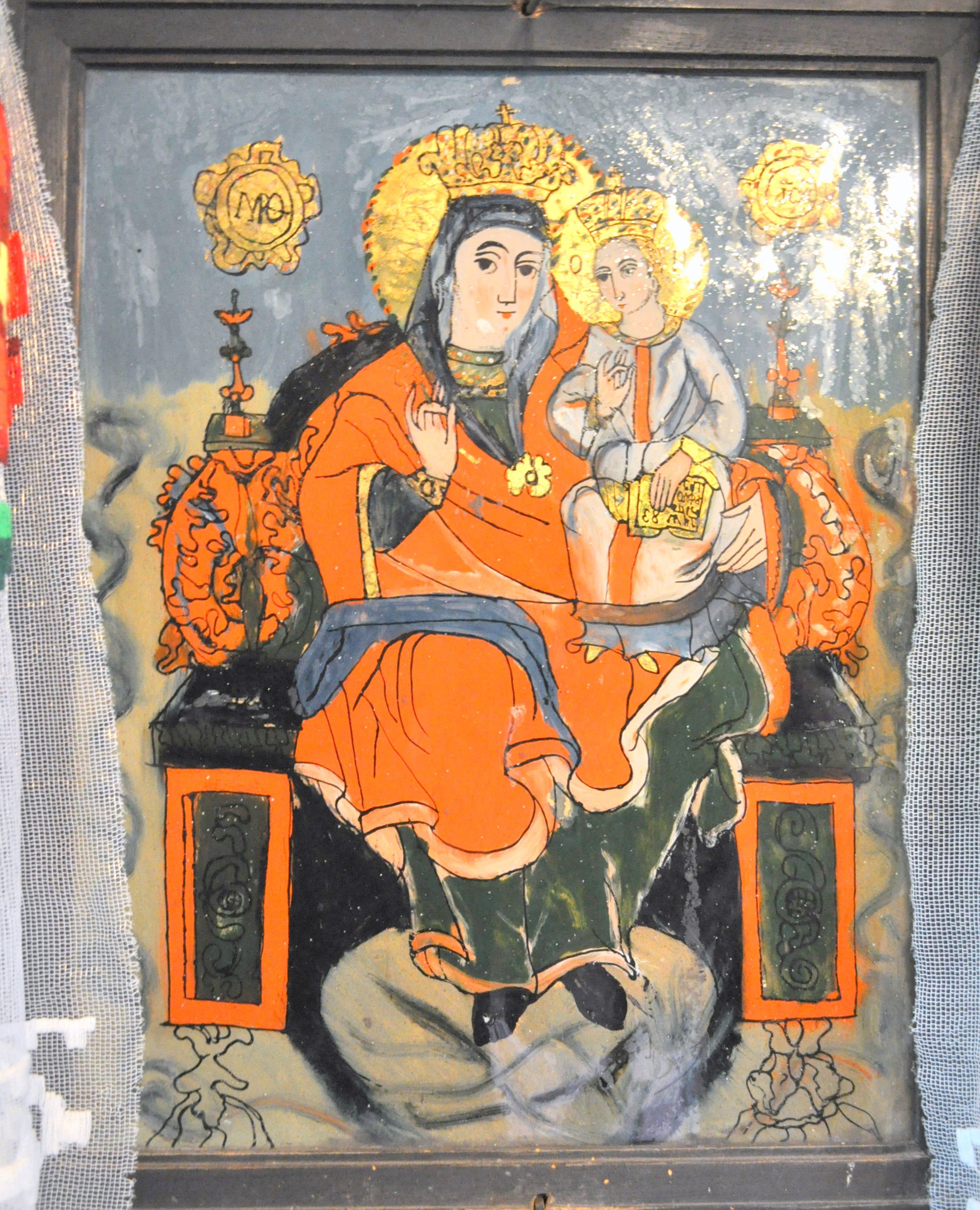
Icoană împărătească pe sticlă: Maria cu pruncul

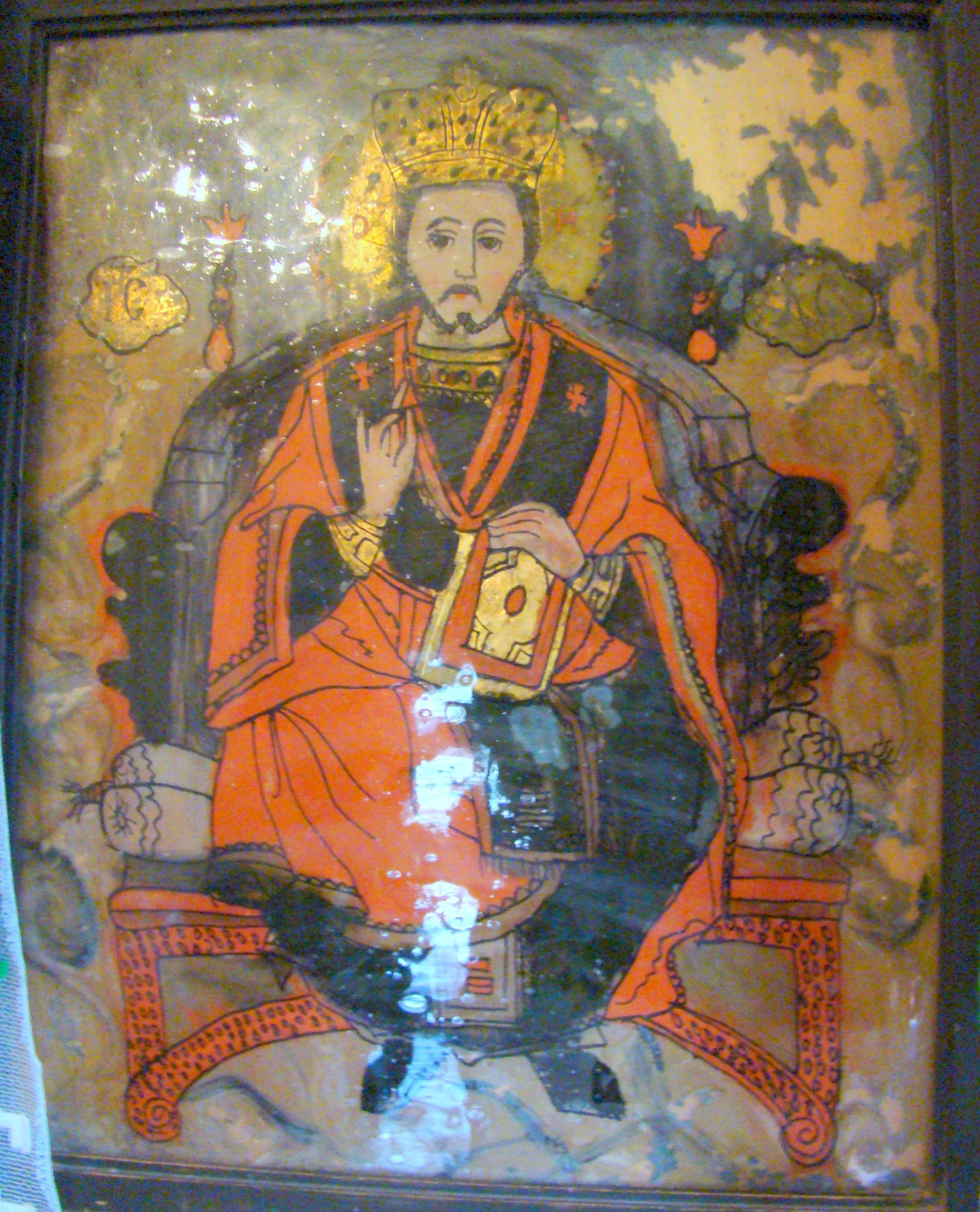
Icoană împărătească pe sticlă: Iisus binecuvântând

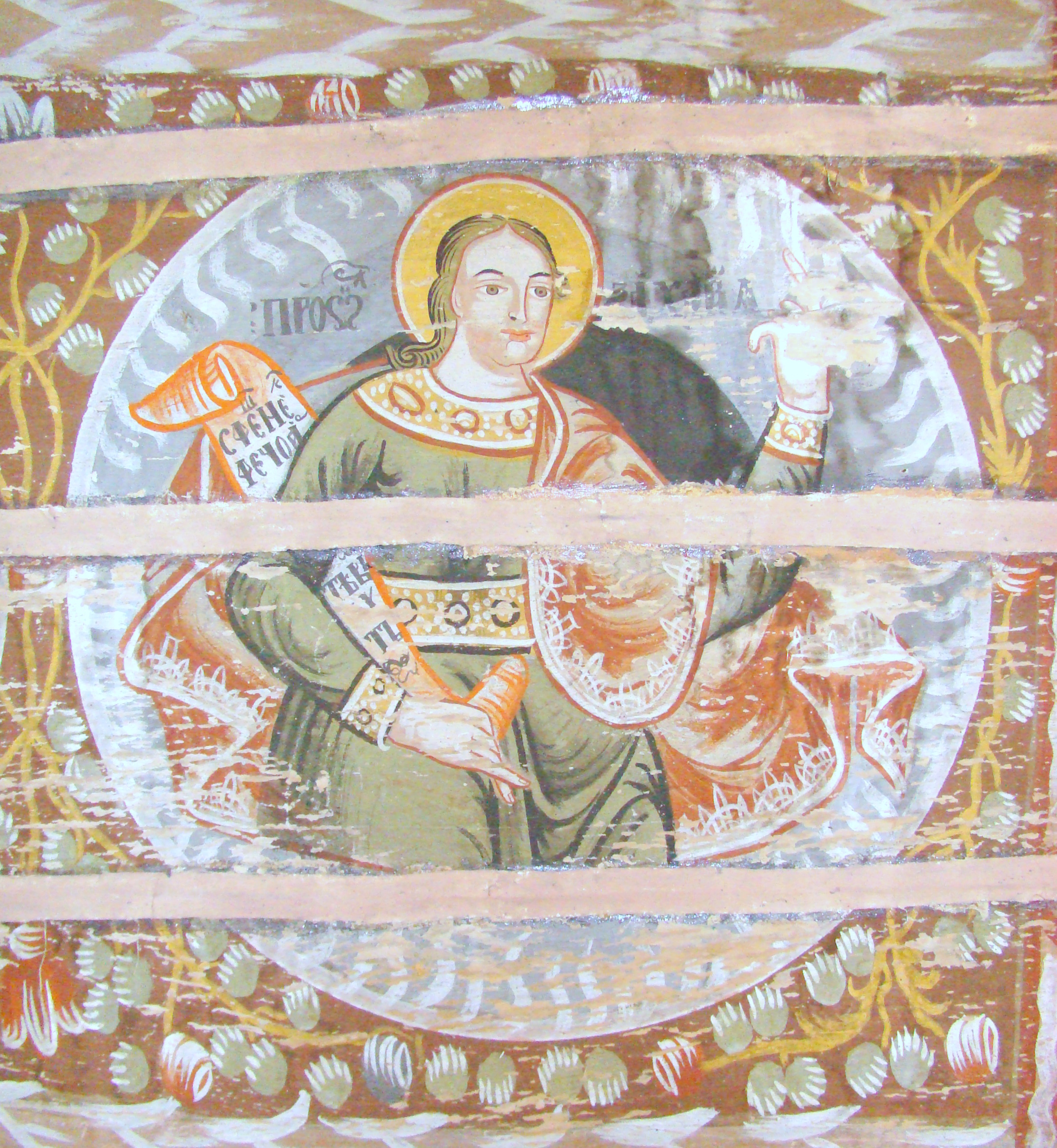
Pictura naosului (detaliu)

Biserica de lemn din Micănești, comuna Zam, județul Hunedoara a fost ridicată în 1761. Are hramul „Înălțarea Domnului” și figurează pe noua listă a monumentelor istorice, cod LMI HD-II-m-A-03364.

## Istoric și trăsături
Momentul înălțării bisericii-monument istoric  din satul Micănești este ușor de stabilit fiind transmis de pisaniile fragmentare din altar și din naos („...fiind preoți acestui popor și acestui sat popa Pașcul din Roșia [jud.Arad] și ...”) de inscripția clopotului vechi („Acest clopot se prăznuiește la biserică Ofânbae [Baia de Arieș, jud.Alba n.n.] 1761”) și de legenda antimisului dăruit „în zilele Mariei Tereza”.
Lăcașul păstrează planimetria arhaică a unui dreptunghi cu capetele de est și de vest nedecroșate, poligonale, cu trei laturi. Un alt antimis, dăruit în anul 1837 de episcopul Vasile Moga, consemnează un amplu șantier de primenire, căruia îi corespunde adosarea clopotniței zvelte și înlocuirea bolților semicilindrice ale altarului și pronaosului prin tavane drepte.
Biserica a fost consolidată în anul 1937, alte reparații s-au desfășurat în anul 2008. Învelitoarea de șiță a fost reînnoită ultima dată în 1961.
Ansamblul pictural, precum și frumoasa grafie a legendelor și a pisaniilor, îndreptățesc atribuirea executării decorului iconografic al lăcașului „popii” Ioan Zugravul din Deva; diferit, pictura dverelor se datorează zugravului Constantin din Râșca, cel mai de seamă discipol al preotului pictor.
Tradiția locală transmite informația că edificiul ar fi deservit inițial, dar de pe un alt amplasament, și satul Pogănești; așa s-ar explica, poate, menționarea unui singur lăcaș de cult în dreptul acestor sate în tabelele conscripției din anii 1761-1762. Dacă recensămintele ecleziastice din anii 1805, respectiv 1829-1831 atestă edificiul actual, în schimb comisiile de catagrafiere din anii 1733 și 1750 înregistrează prezența unei înaintașe. 

## Imagini din exterior

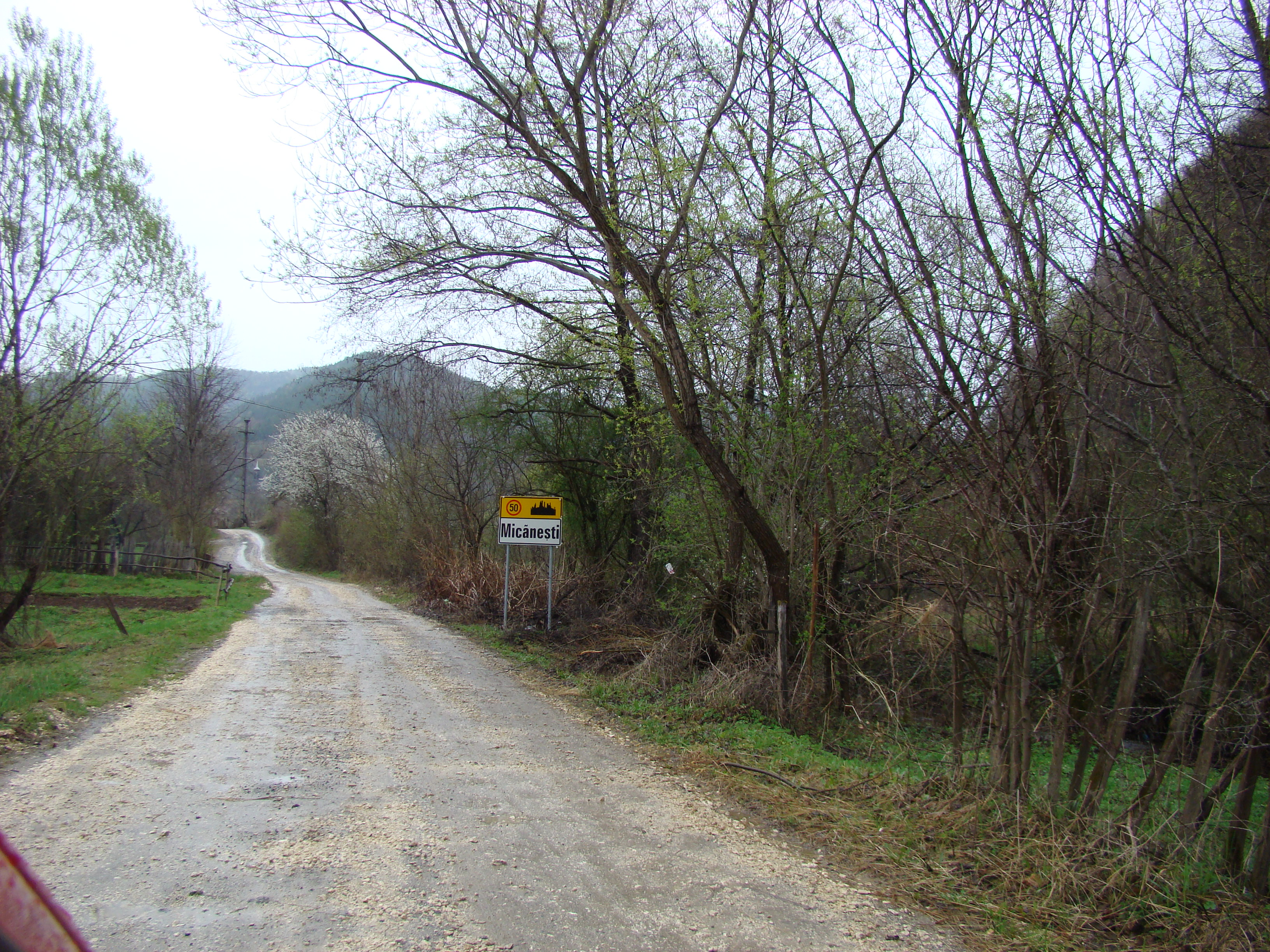
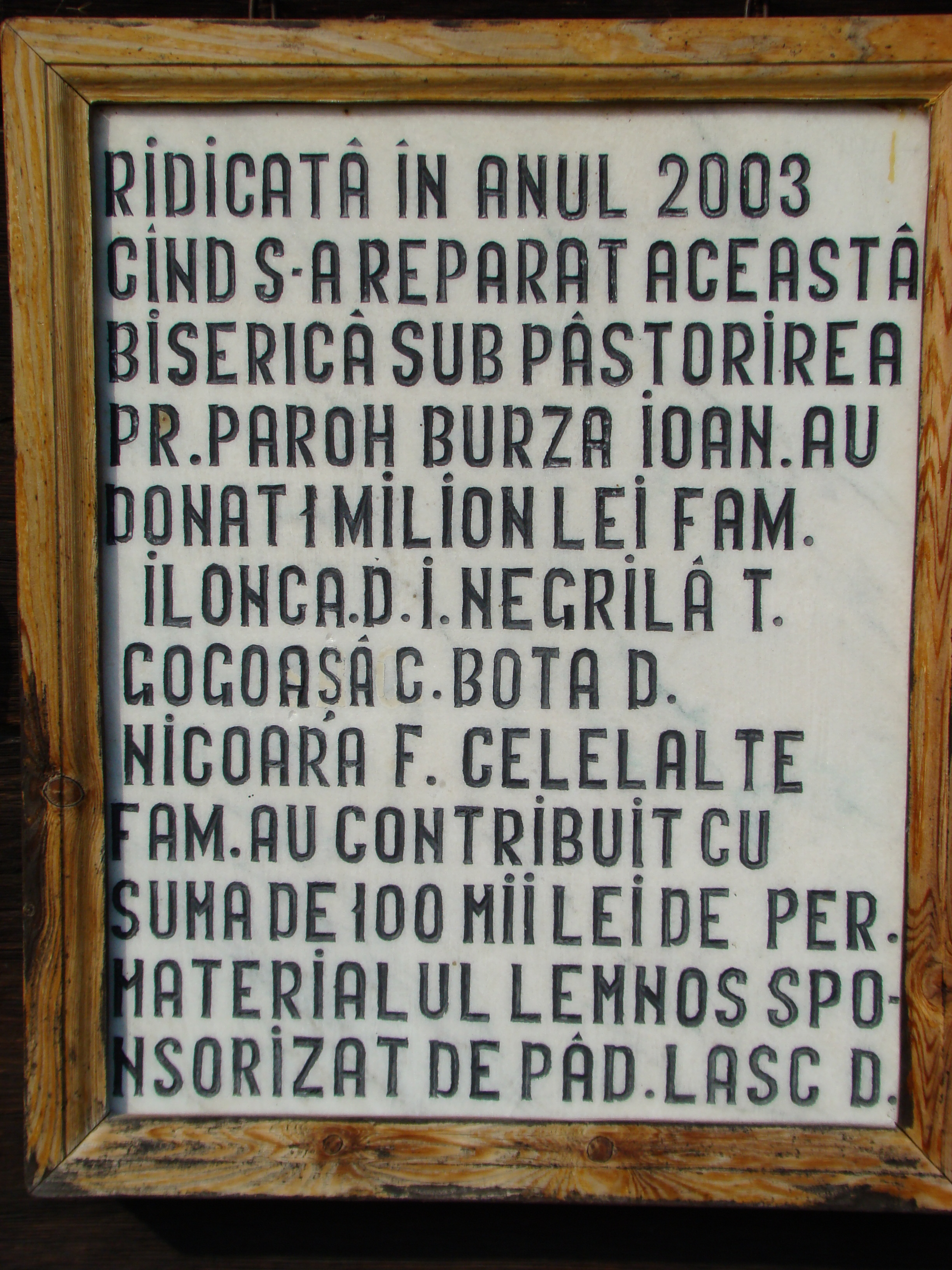
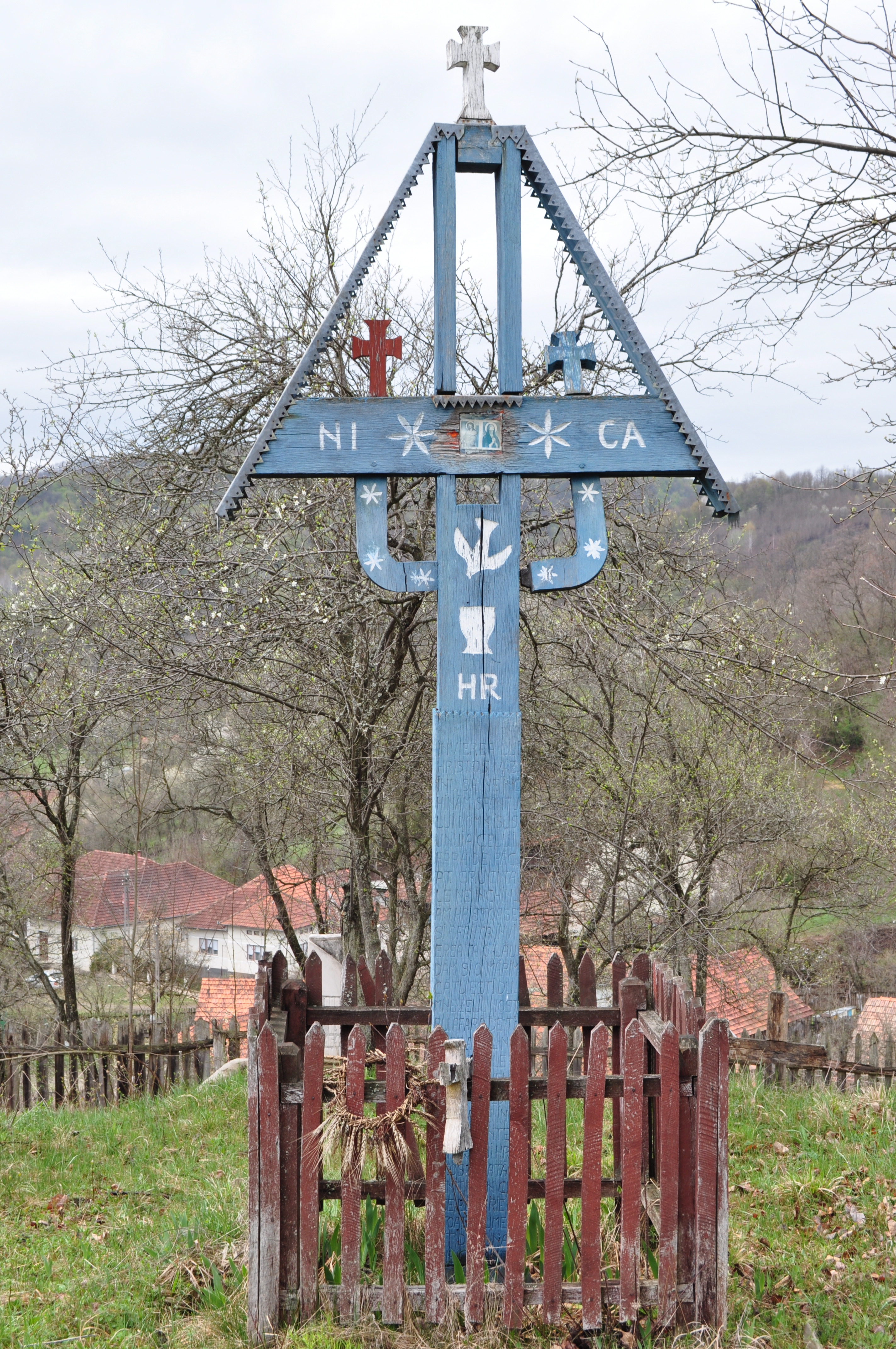
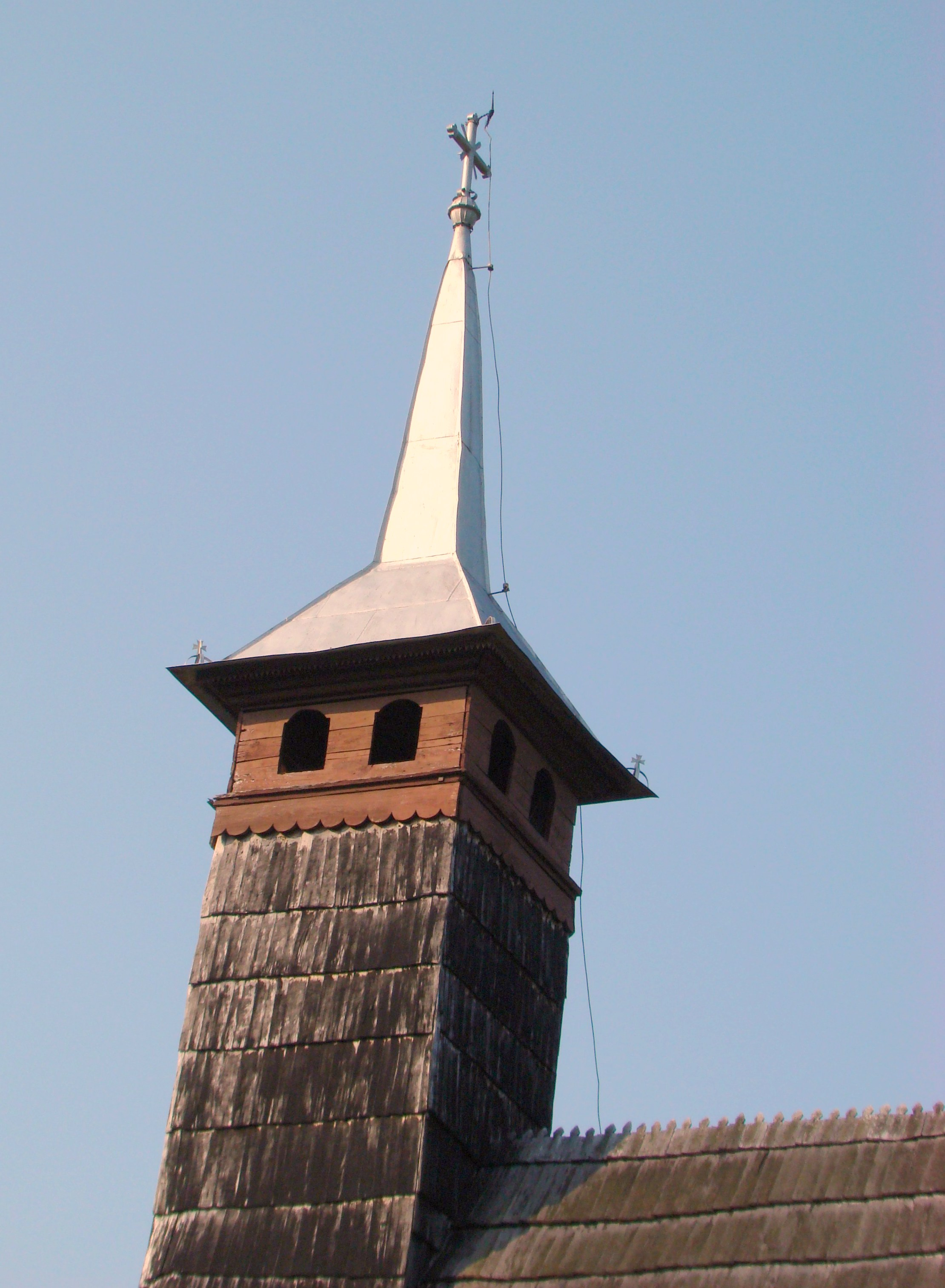
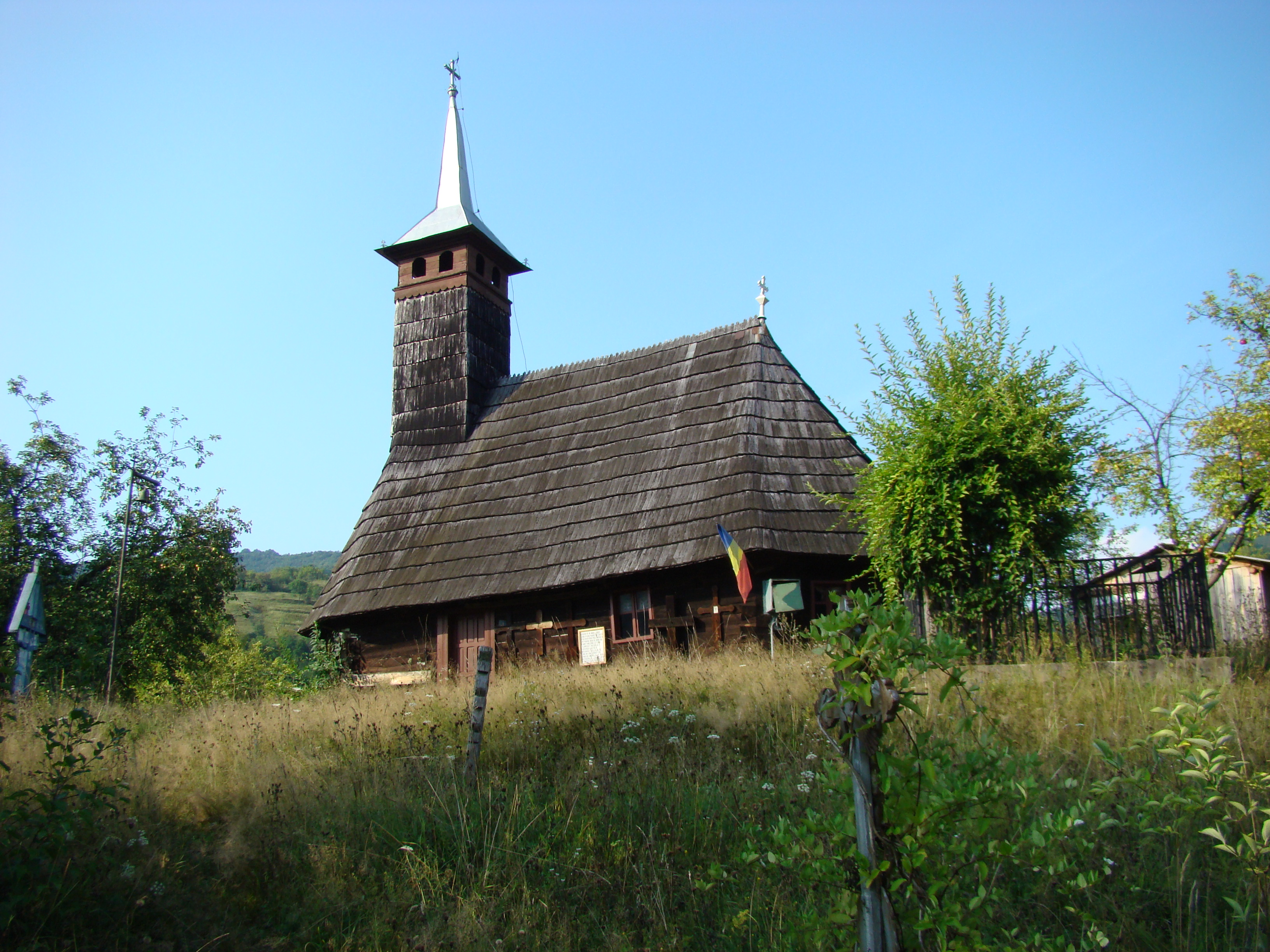
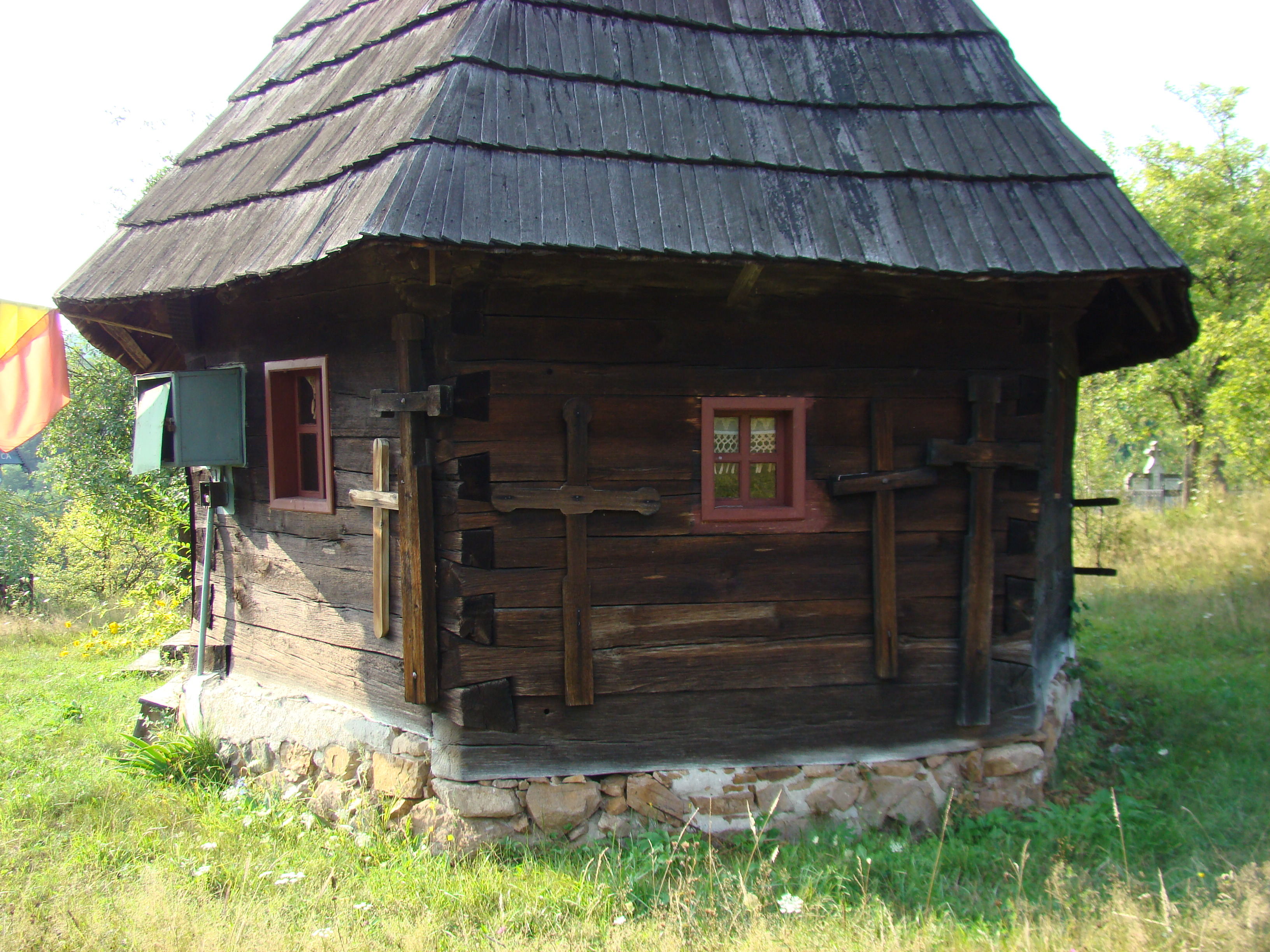
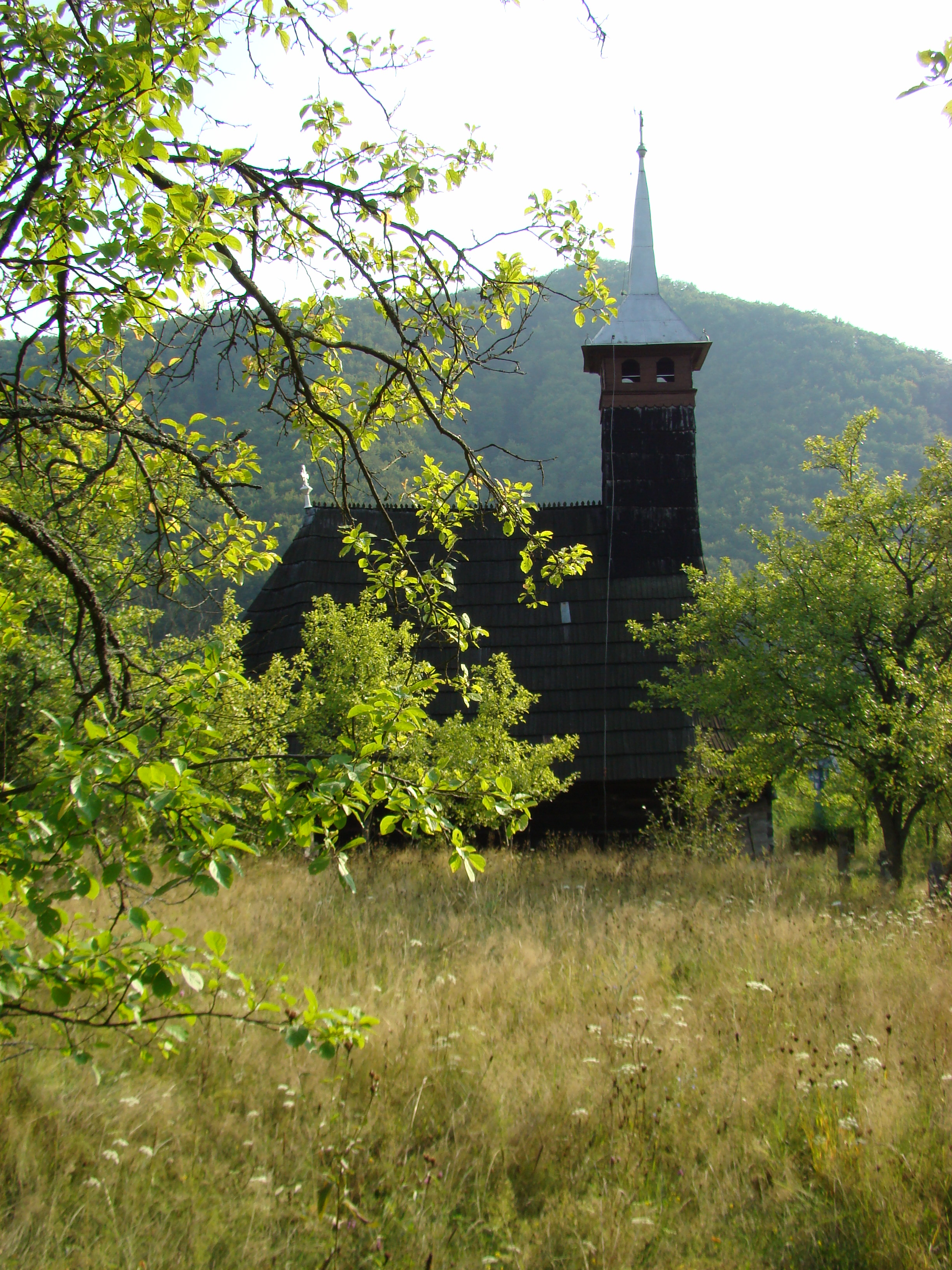
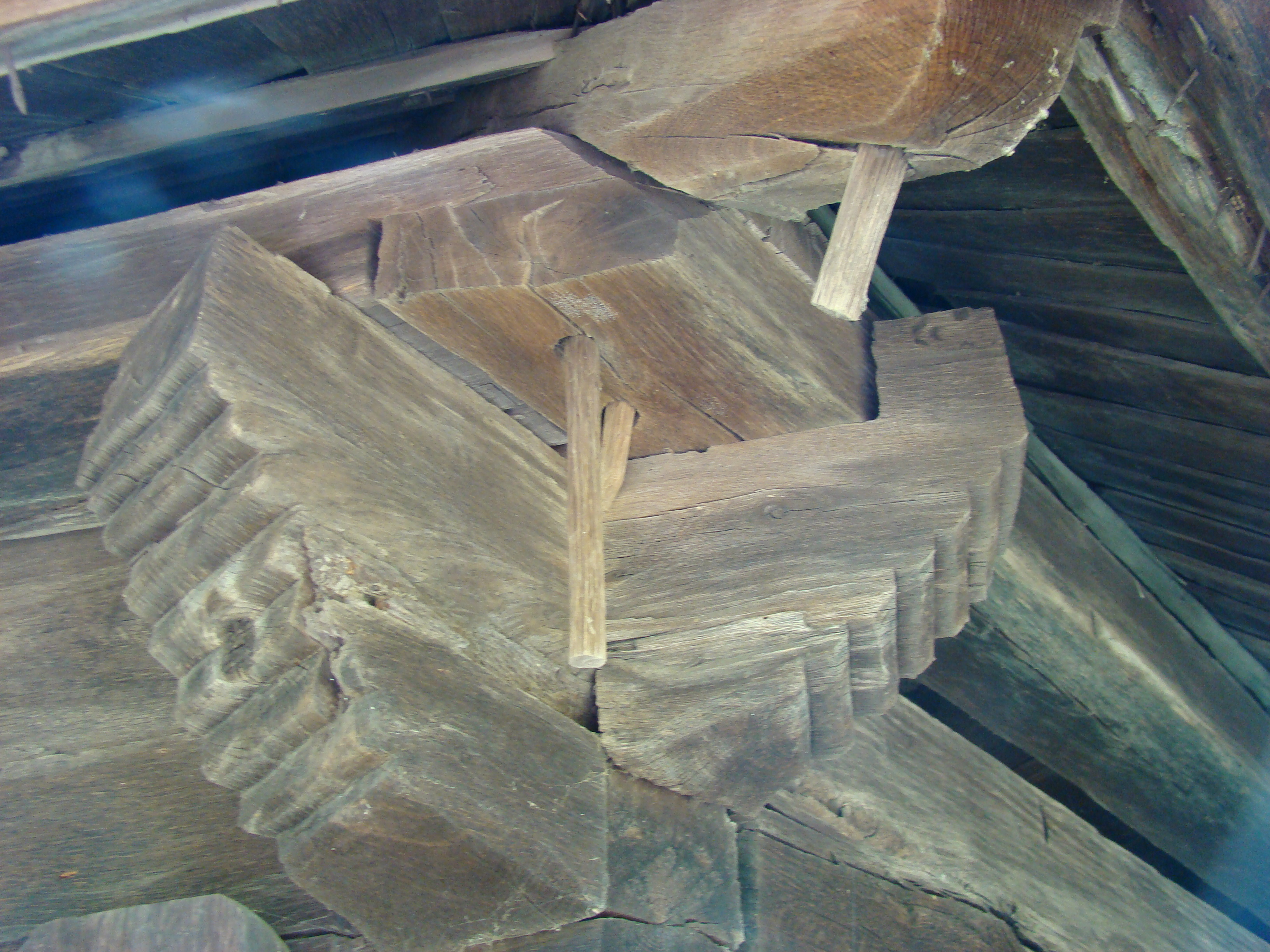
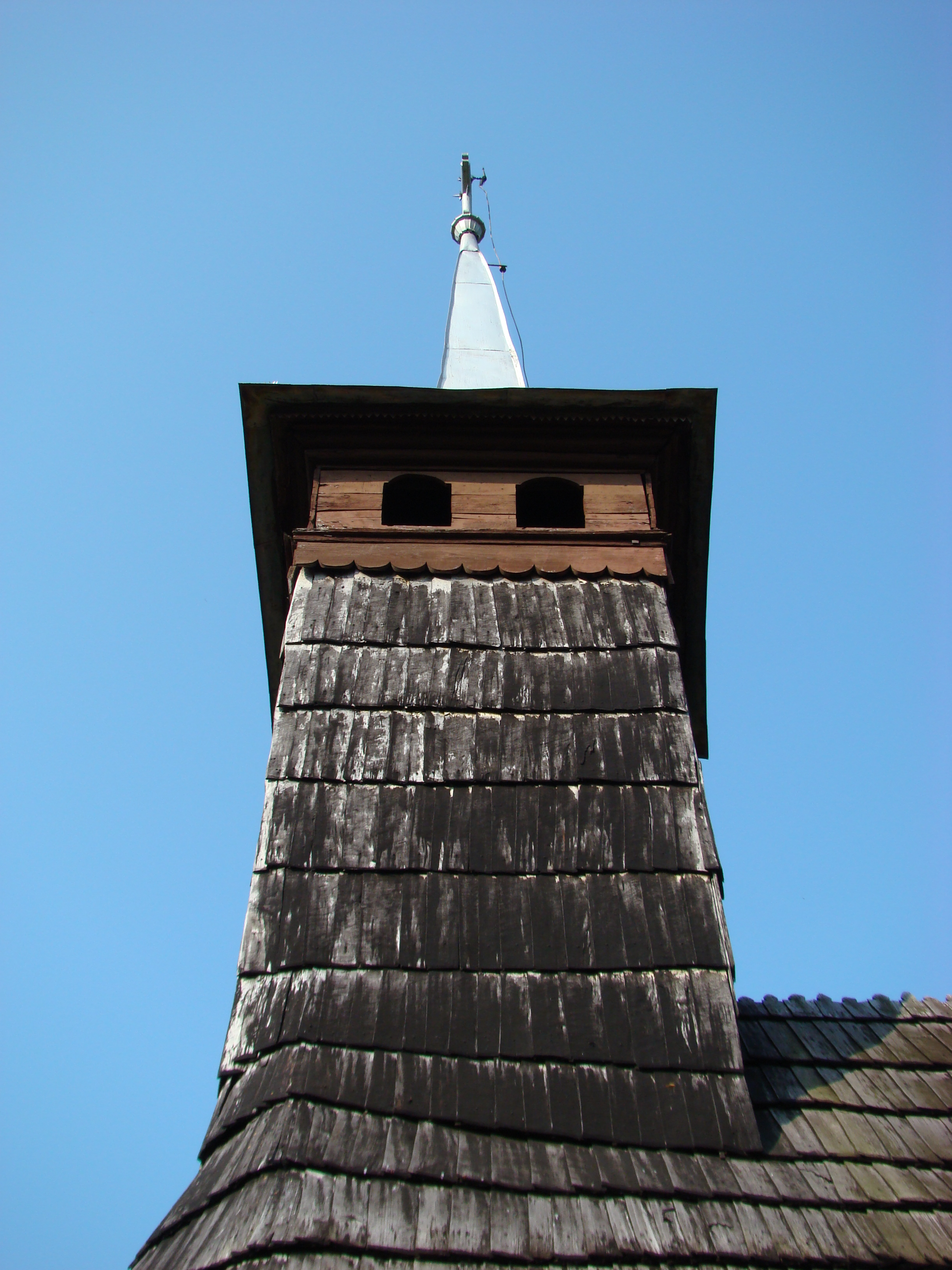
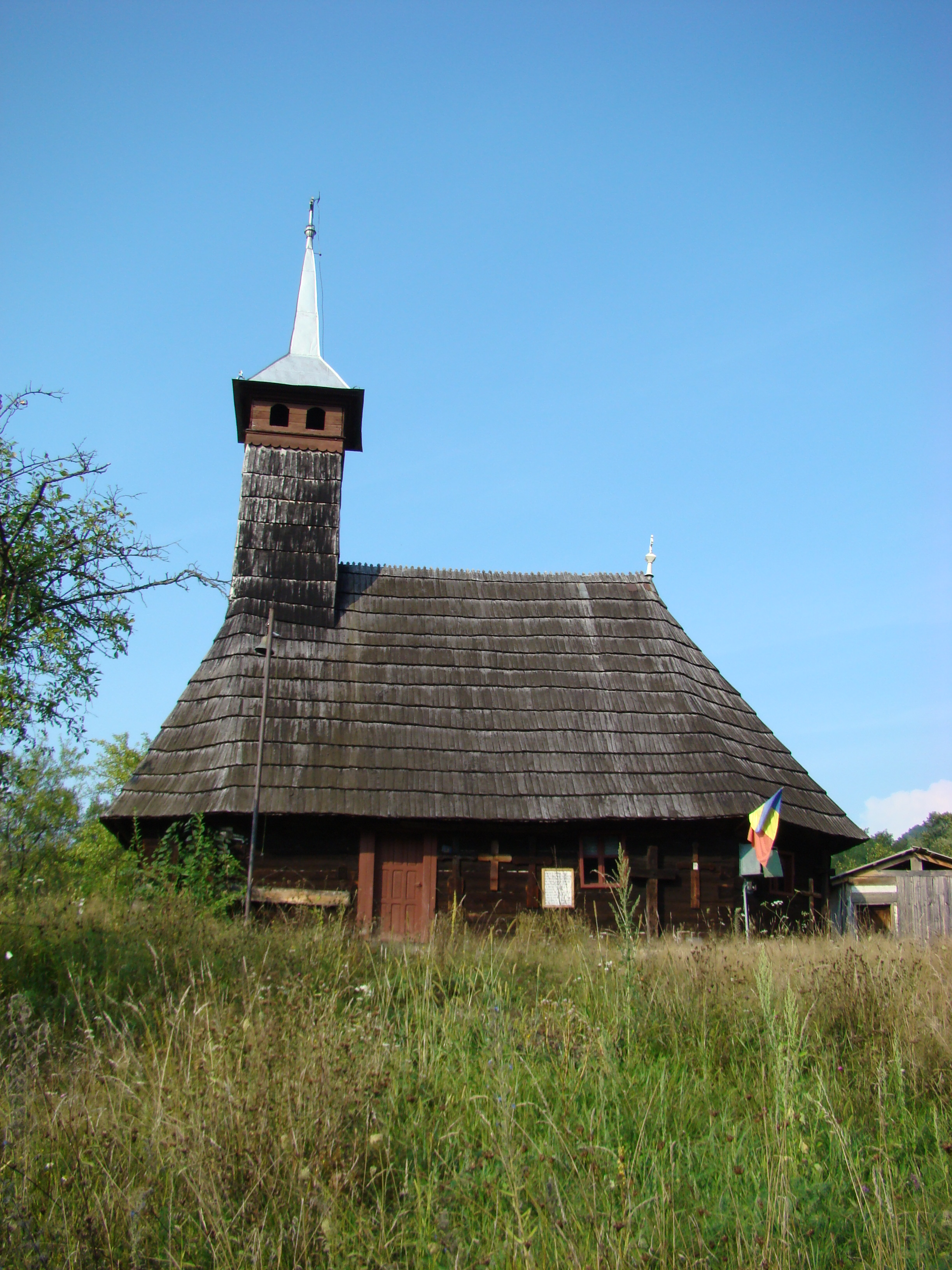
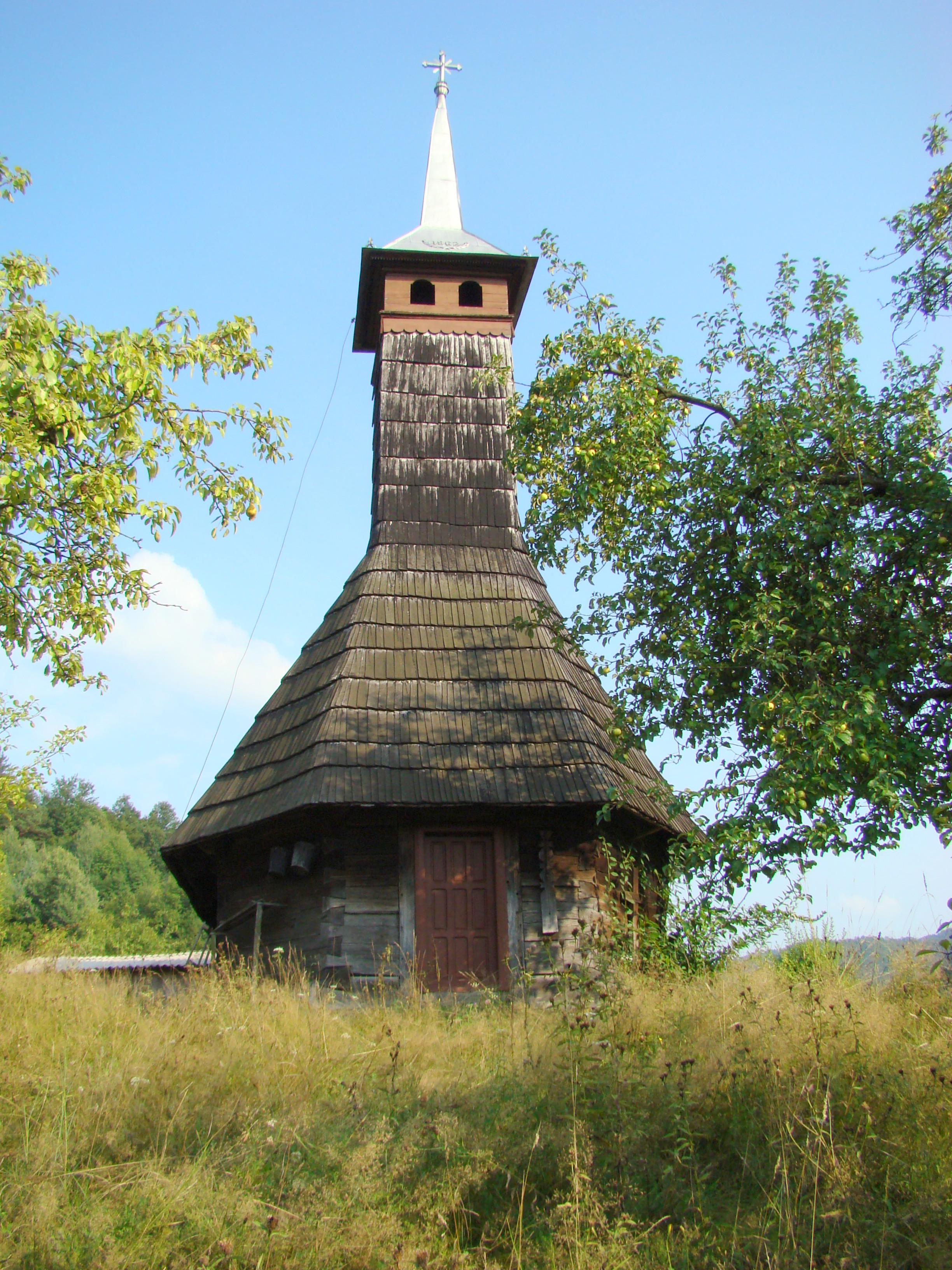
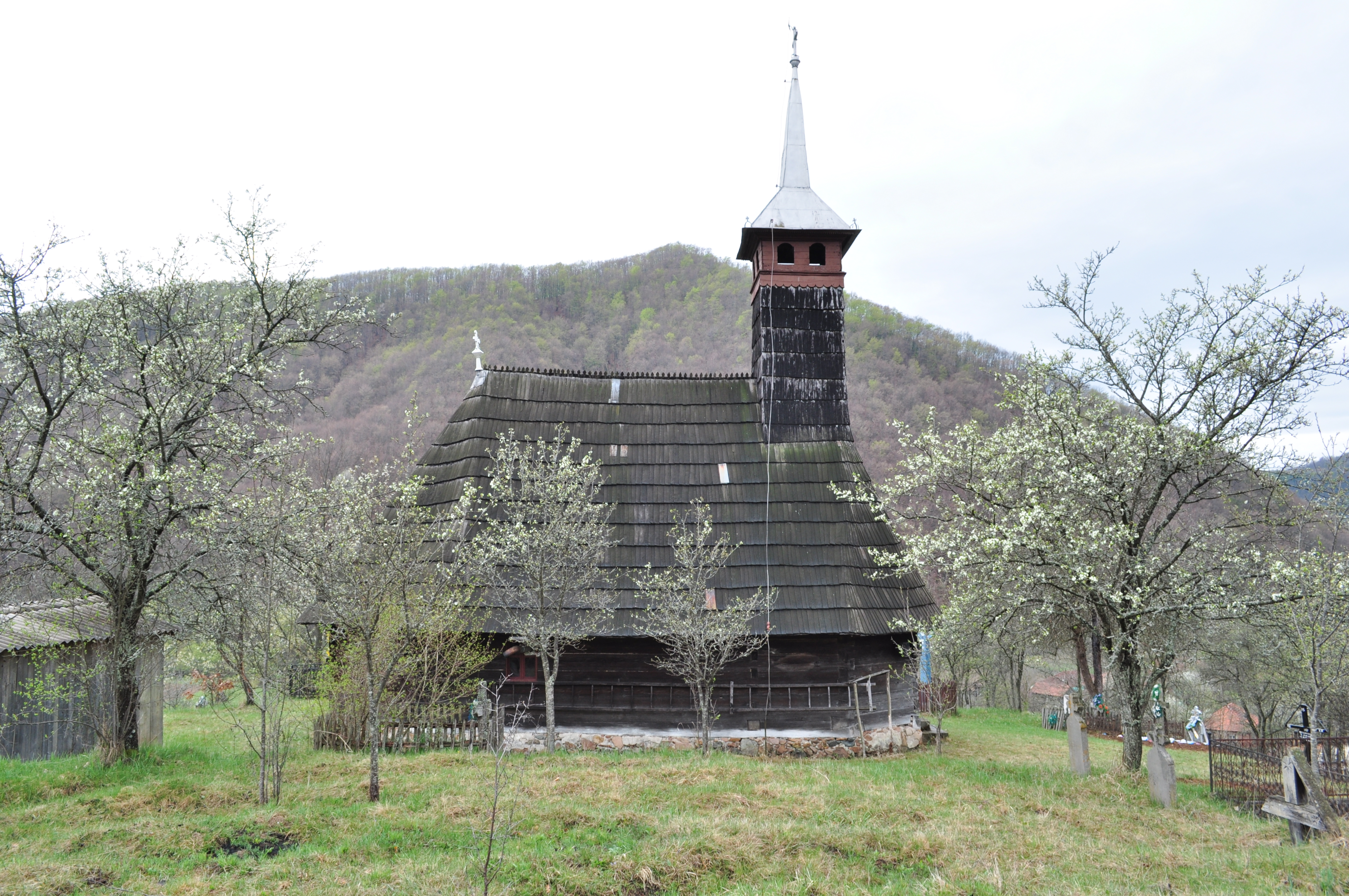
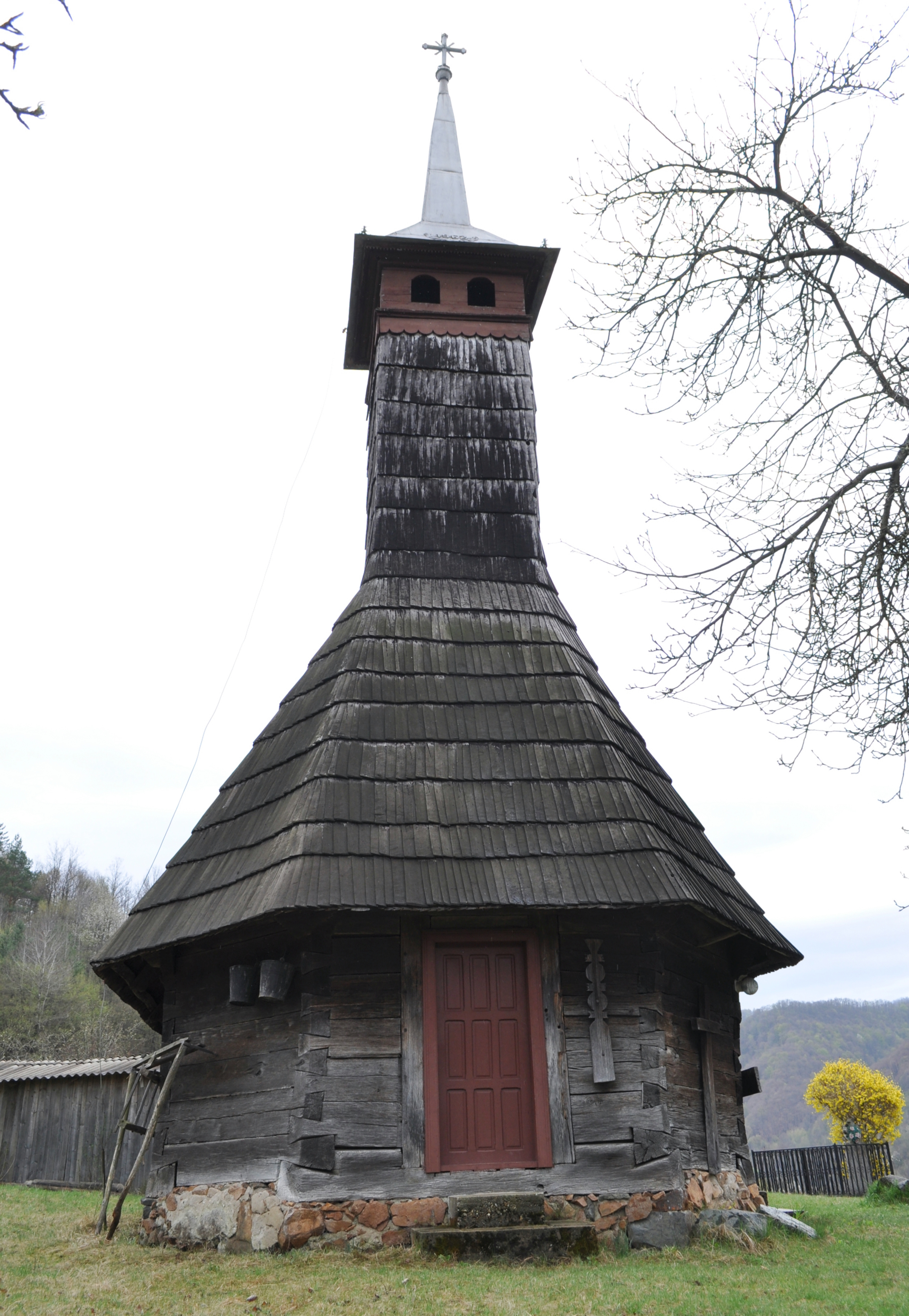
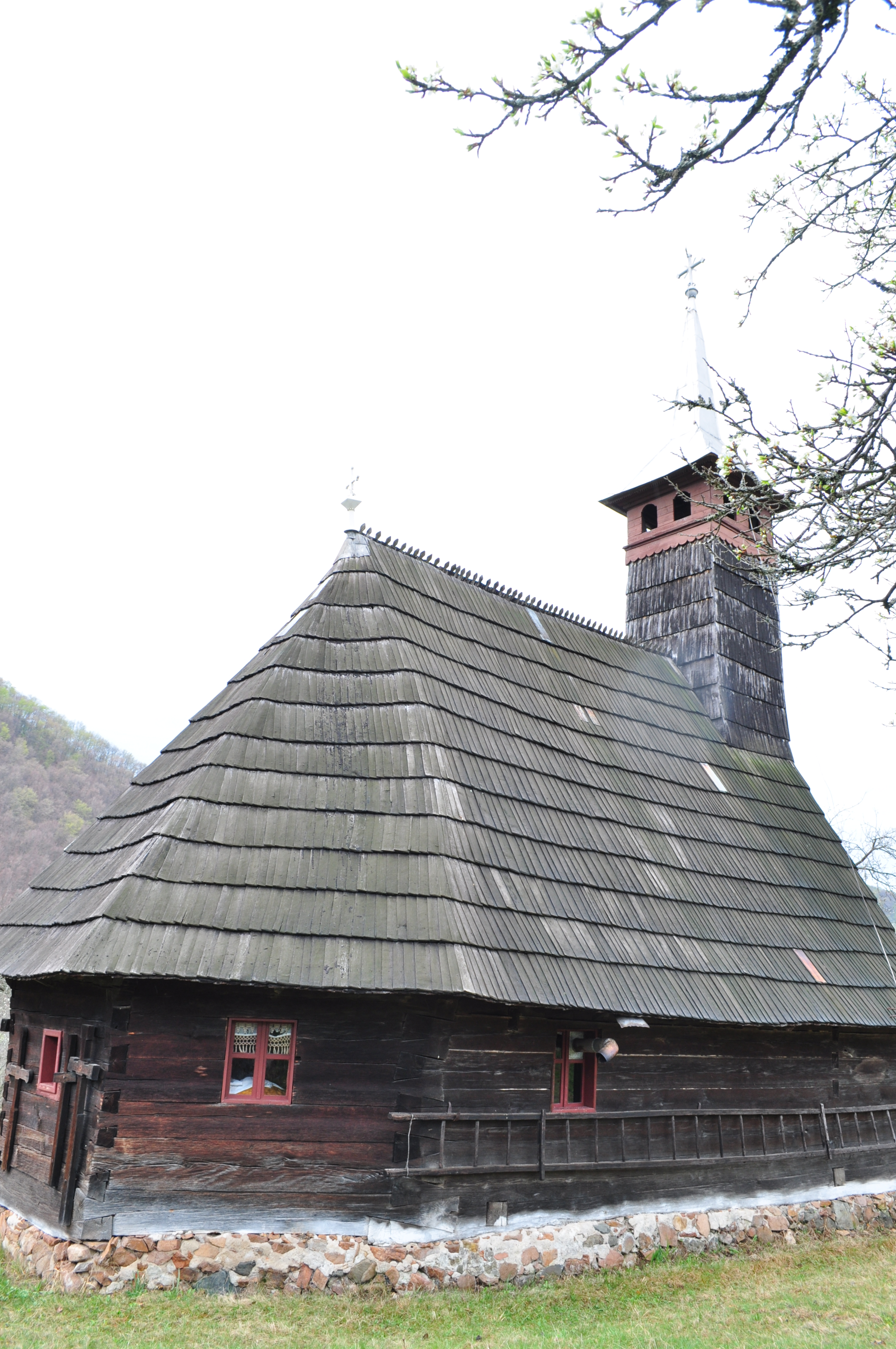
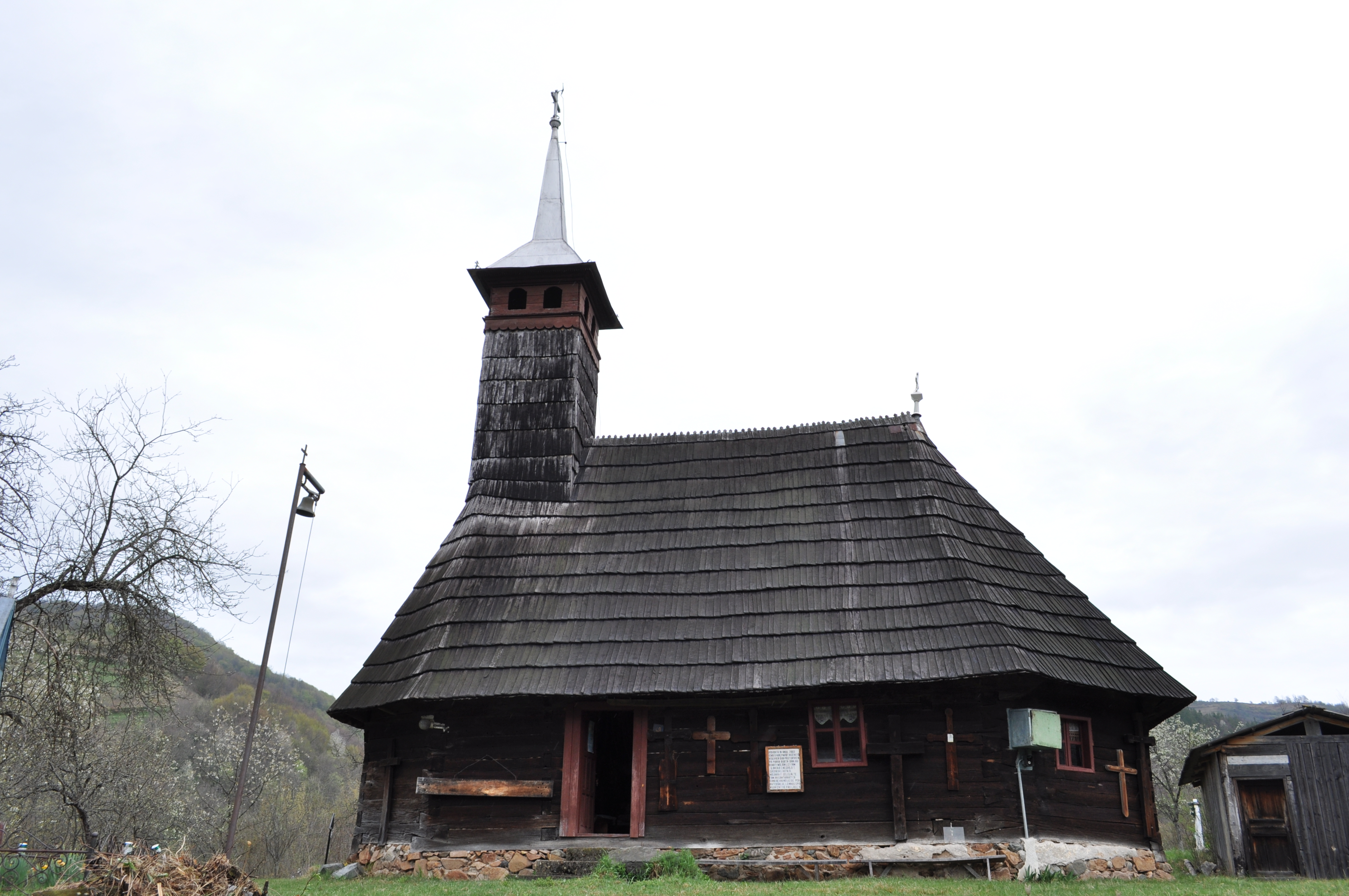
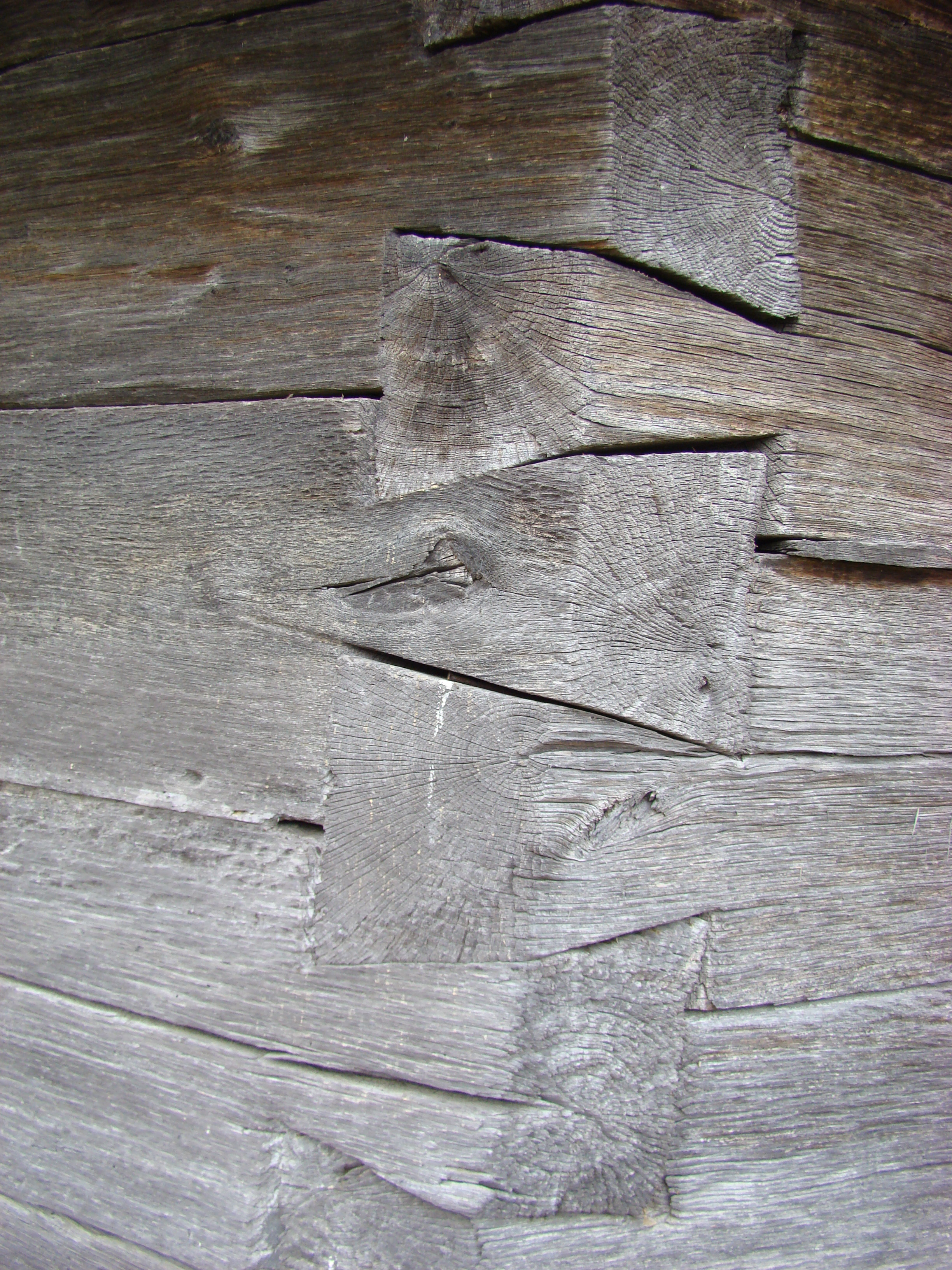
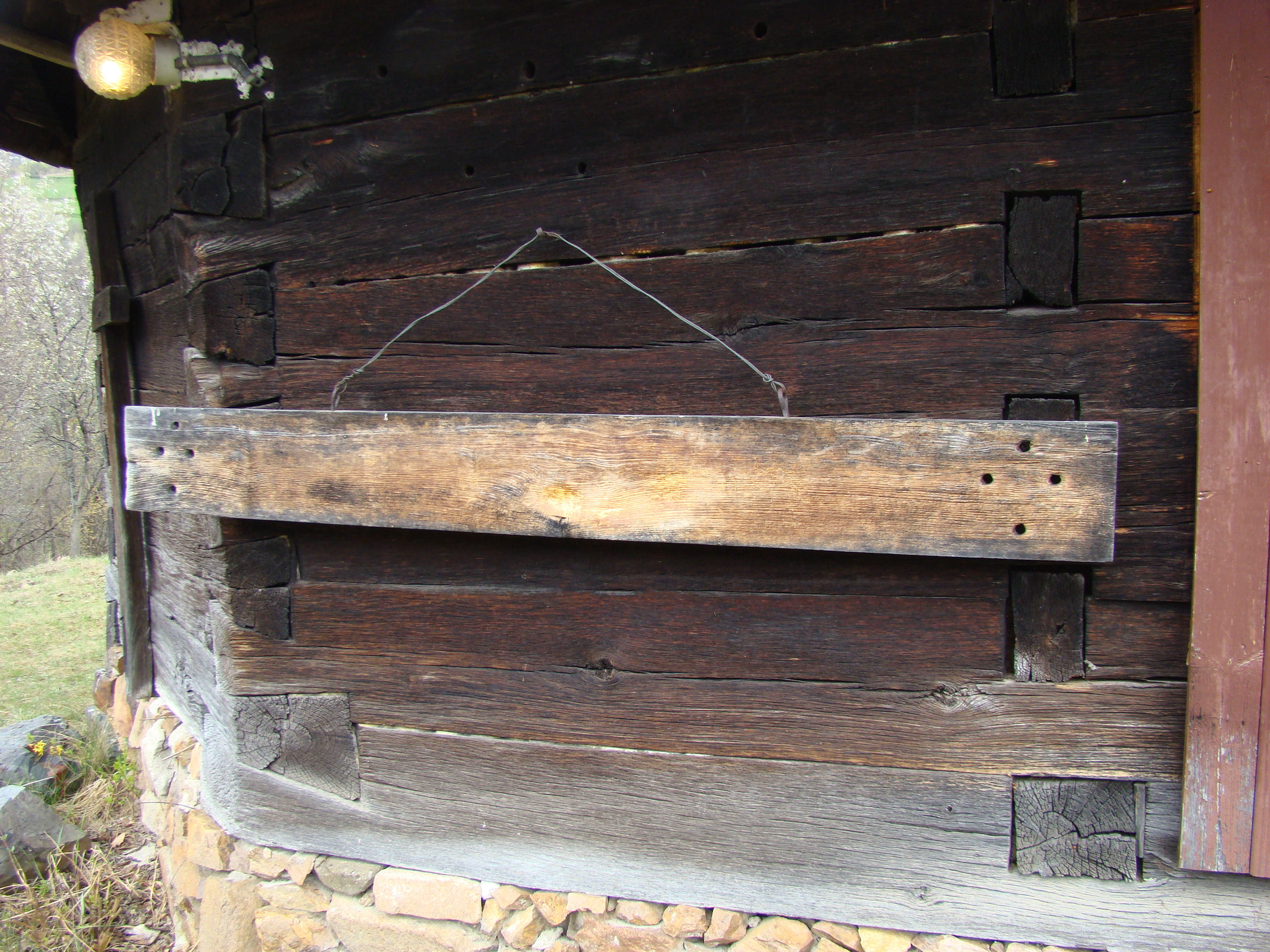
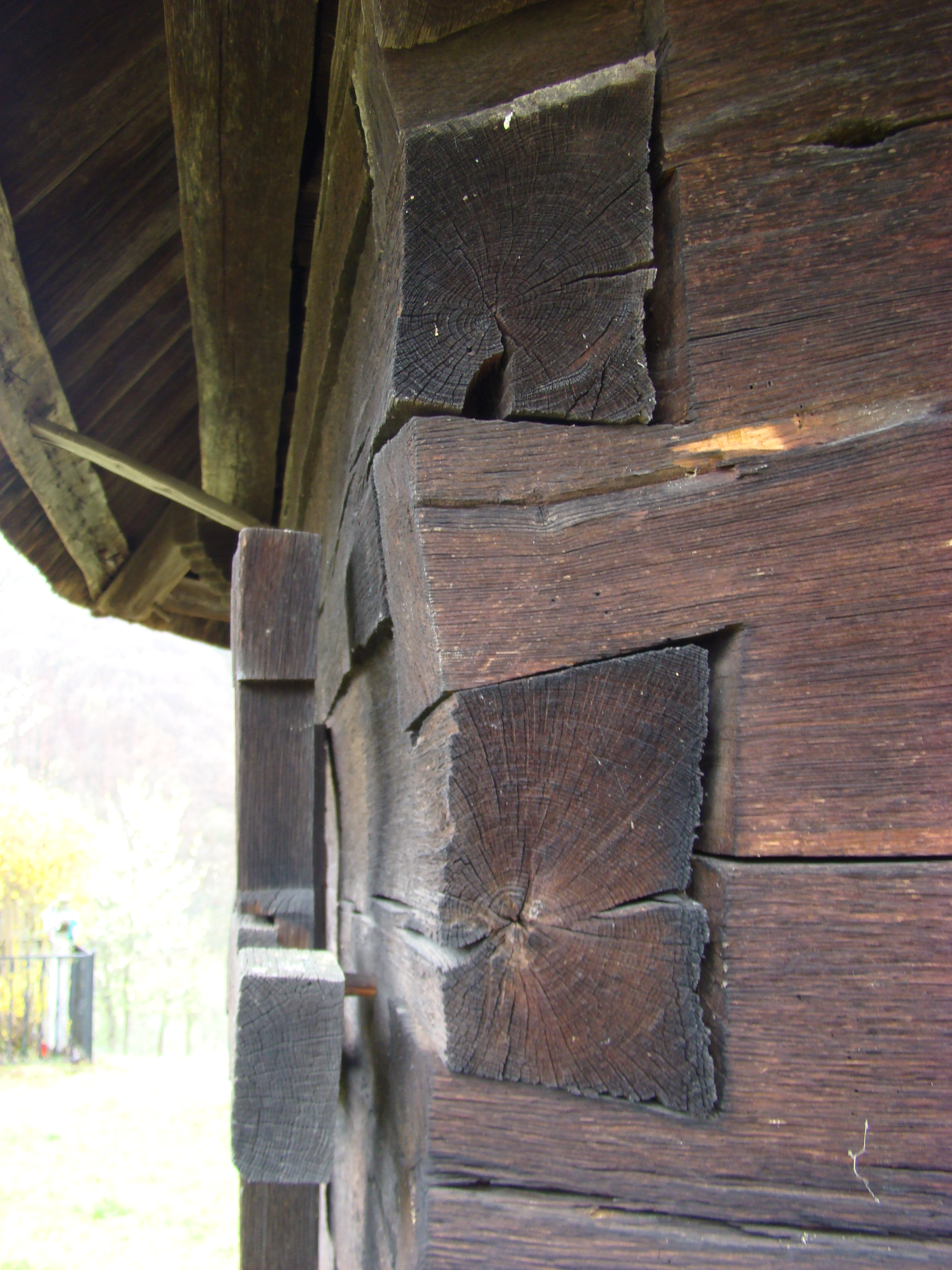
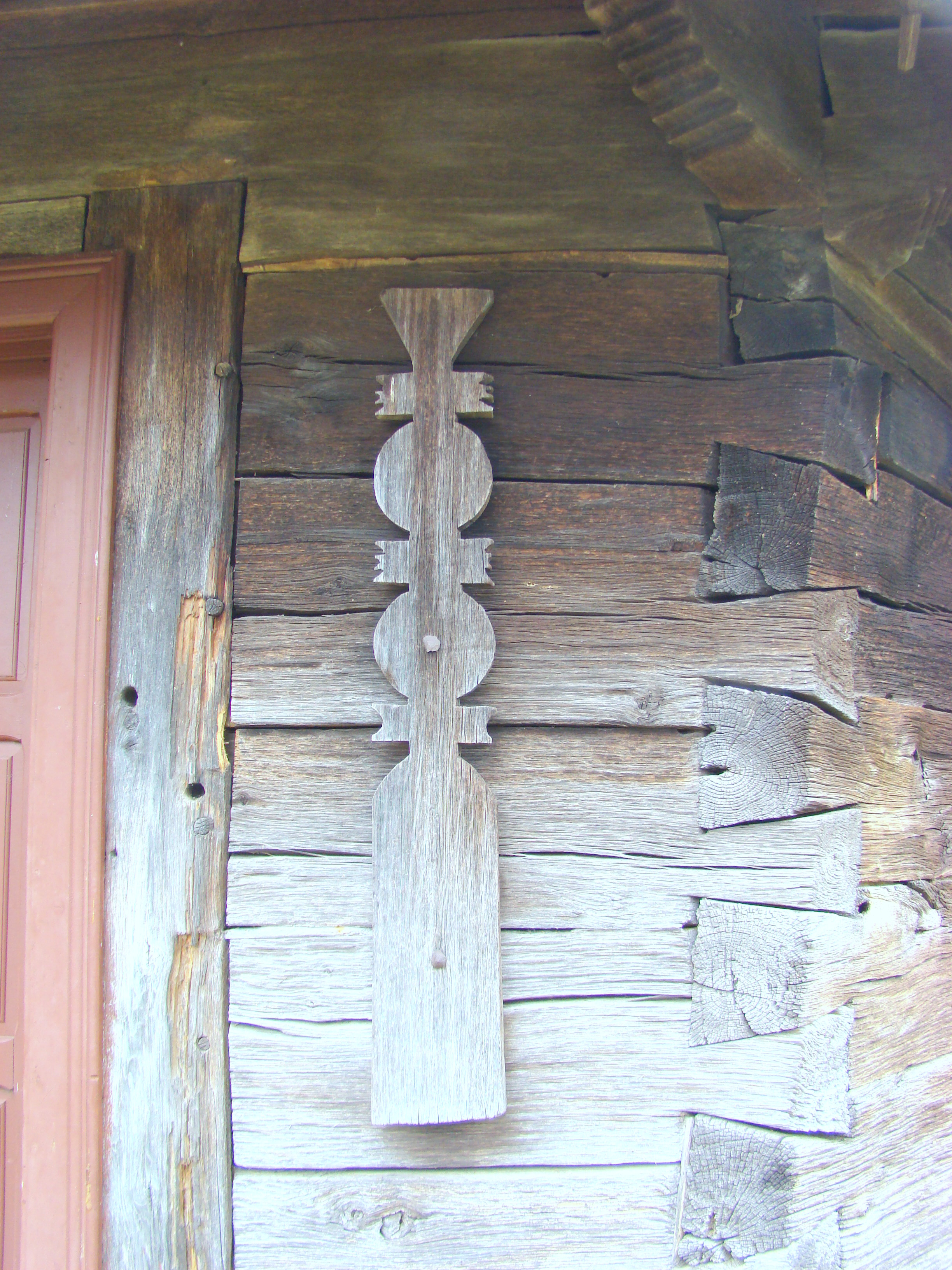

## Imagini din interior

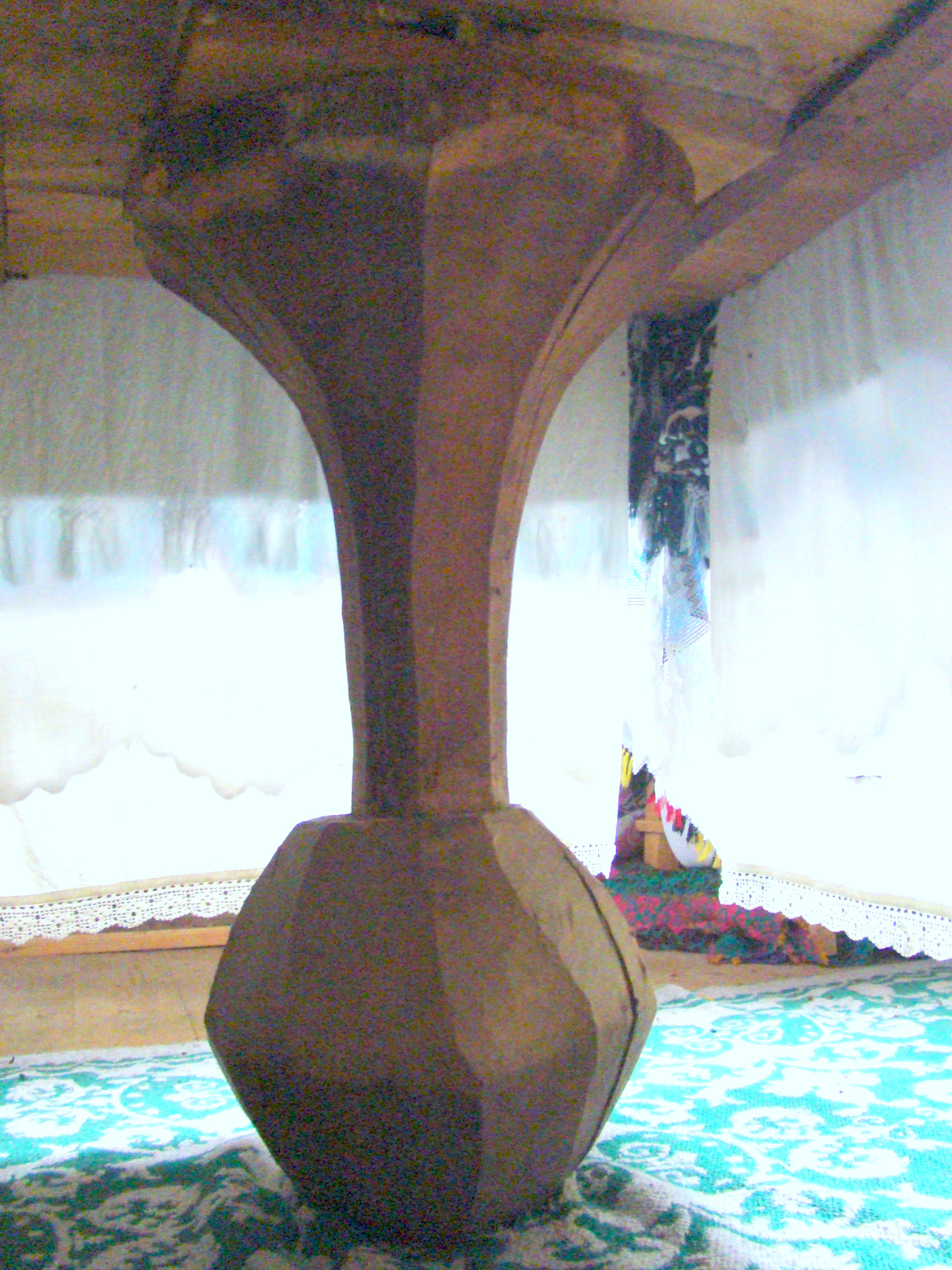
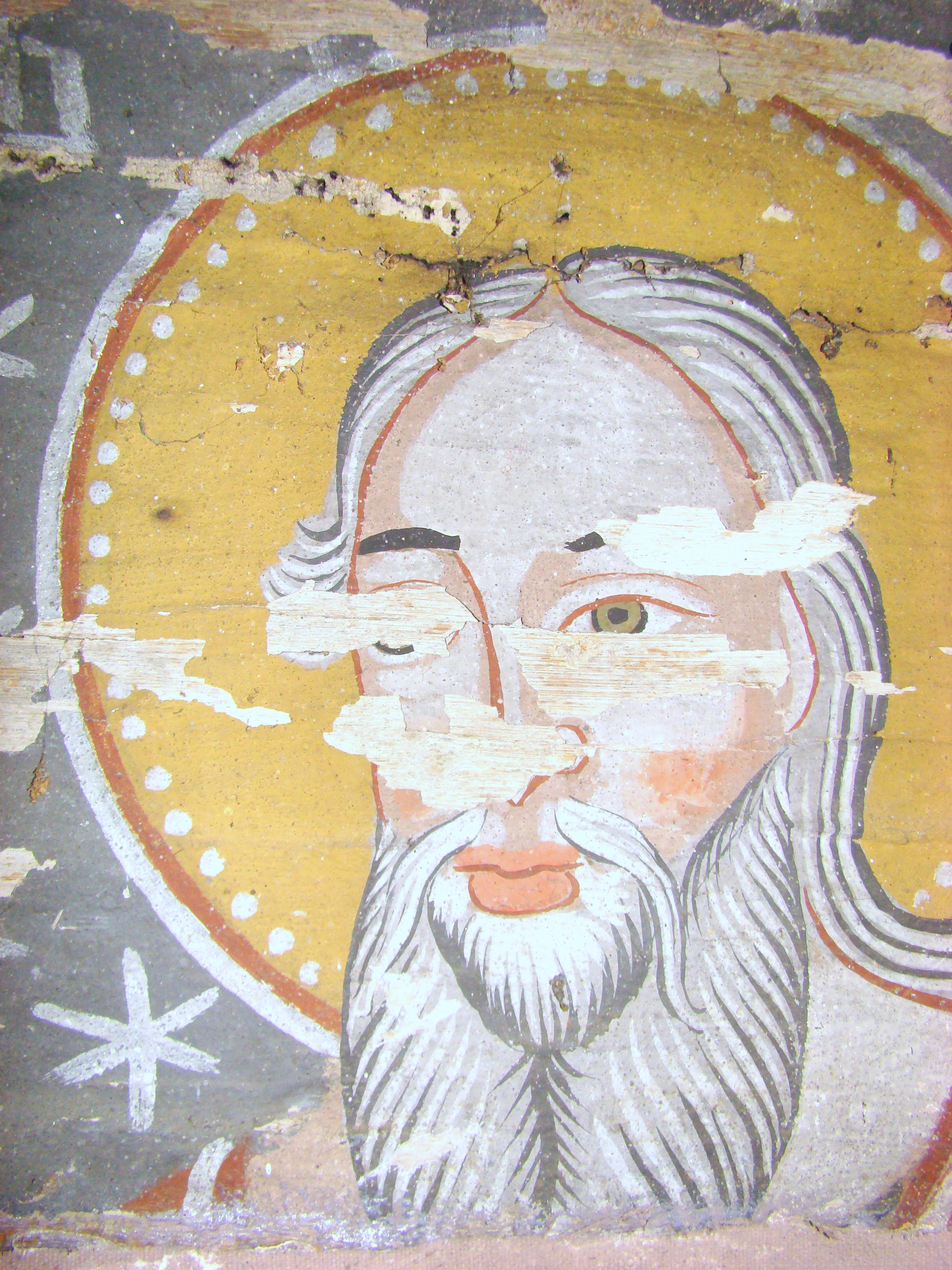
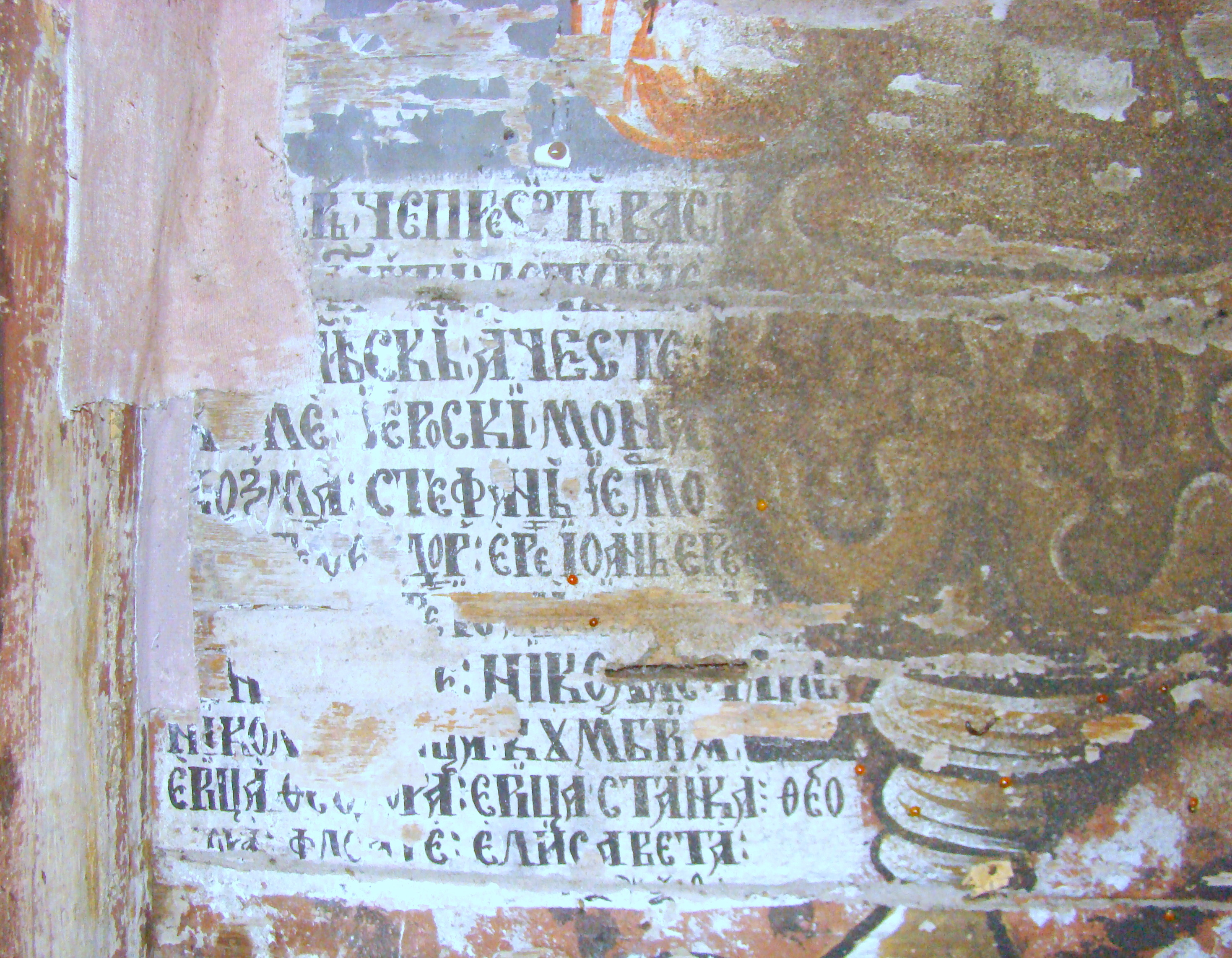
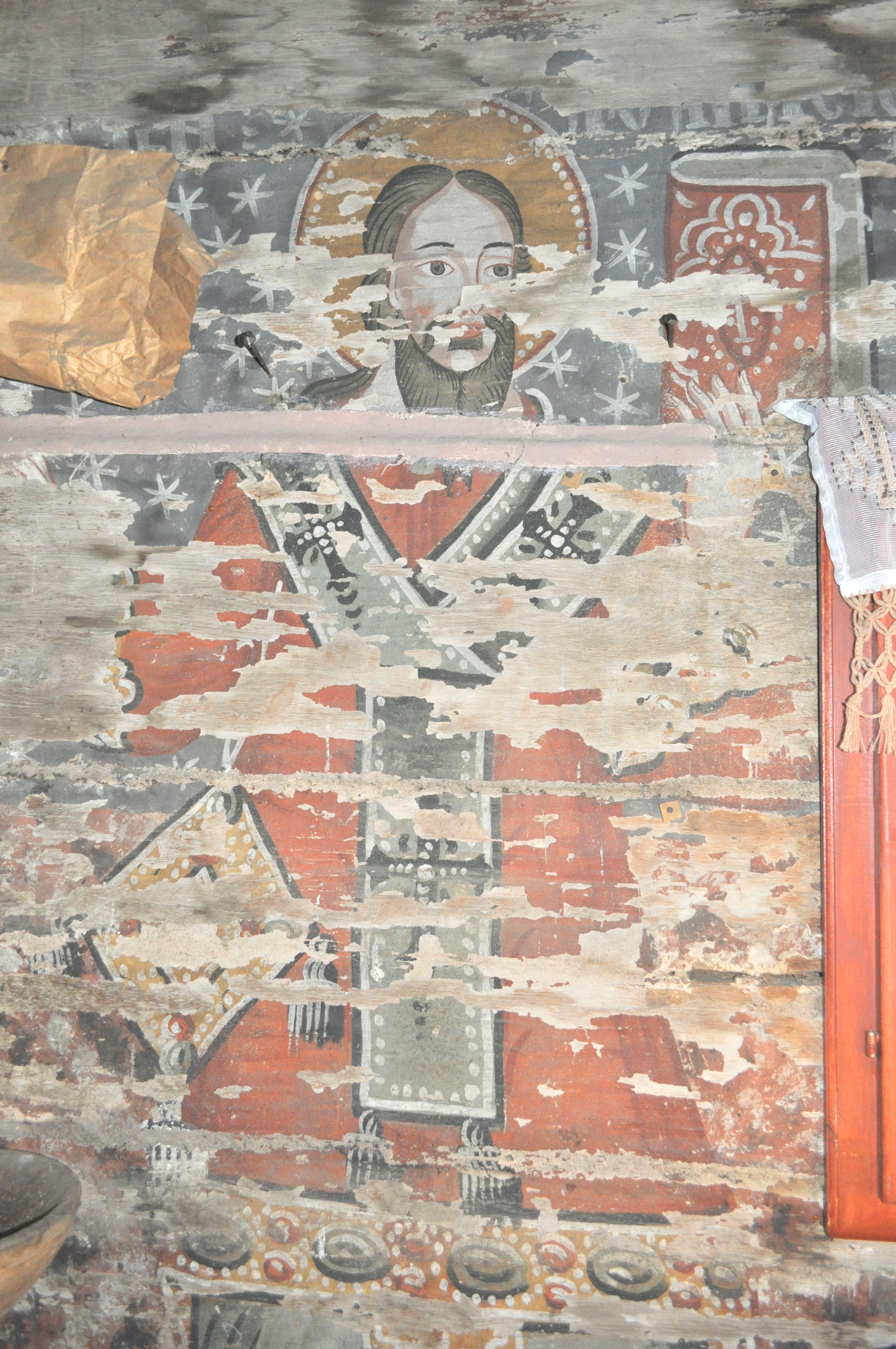
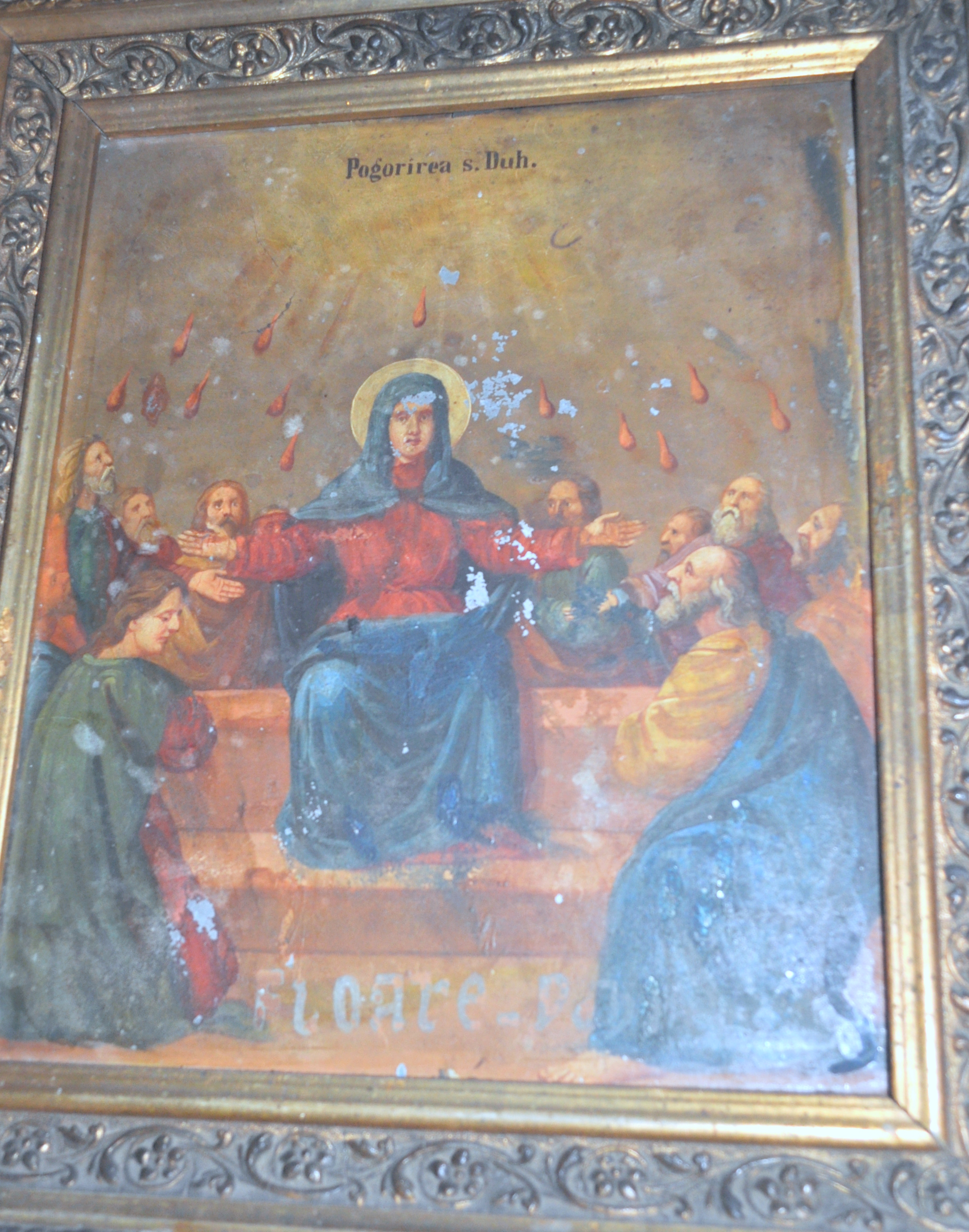
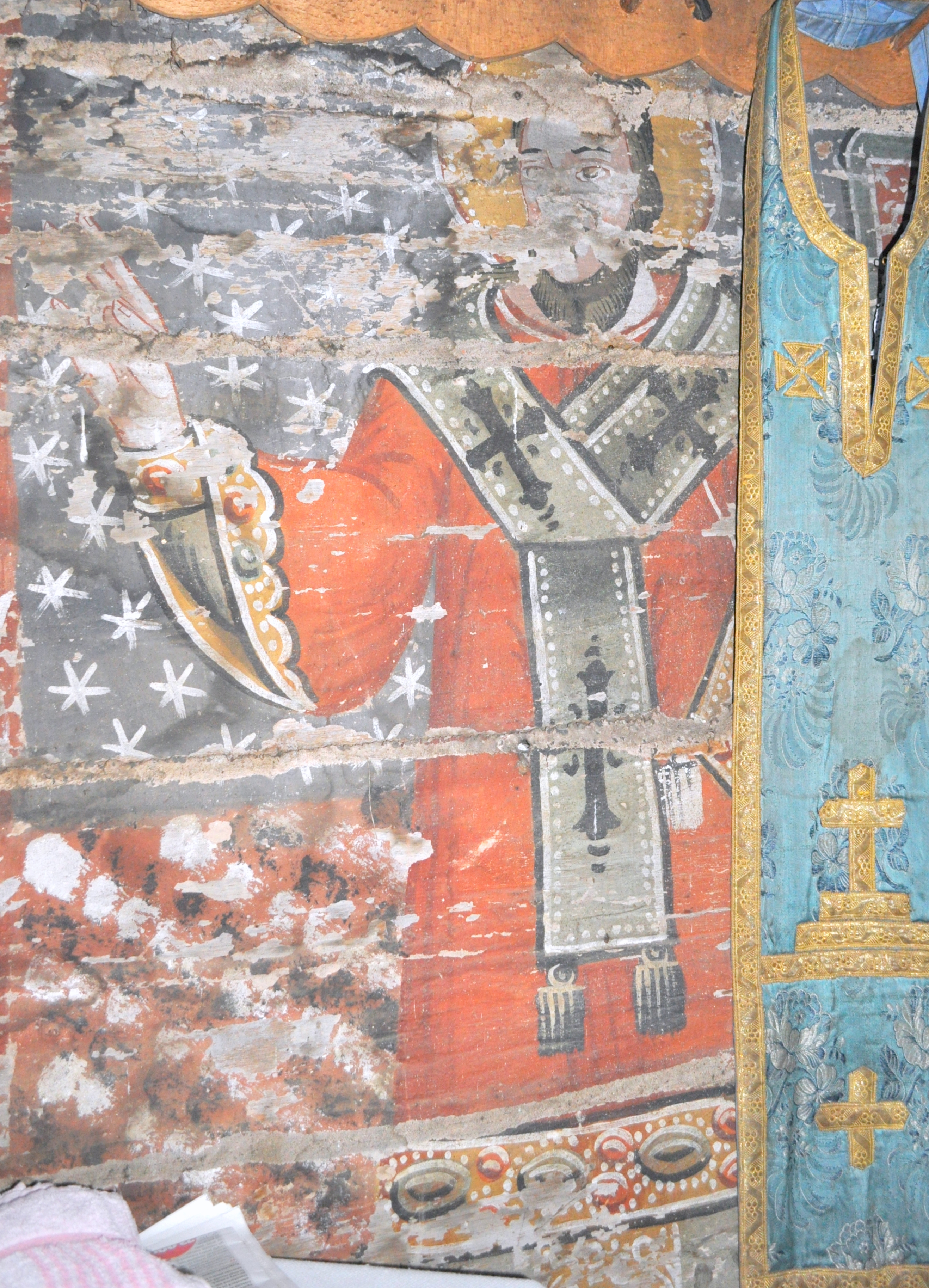
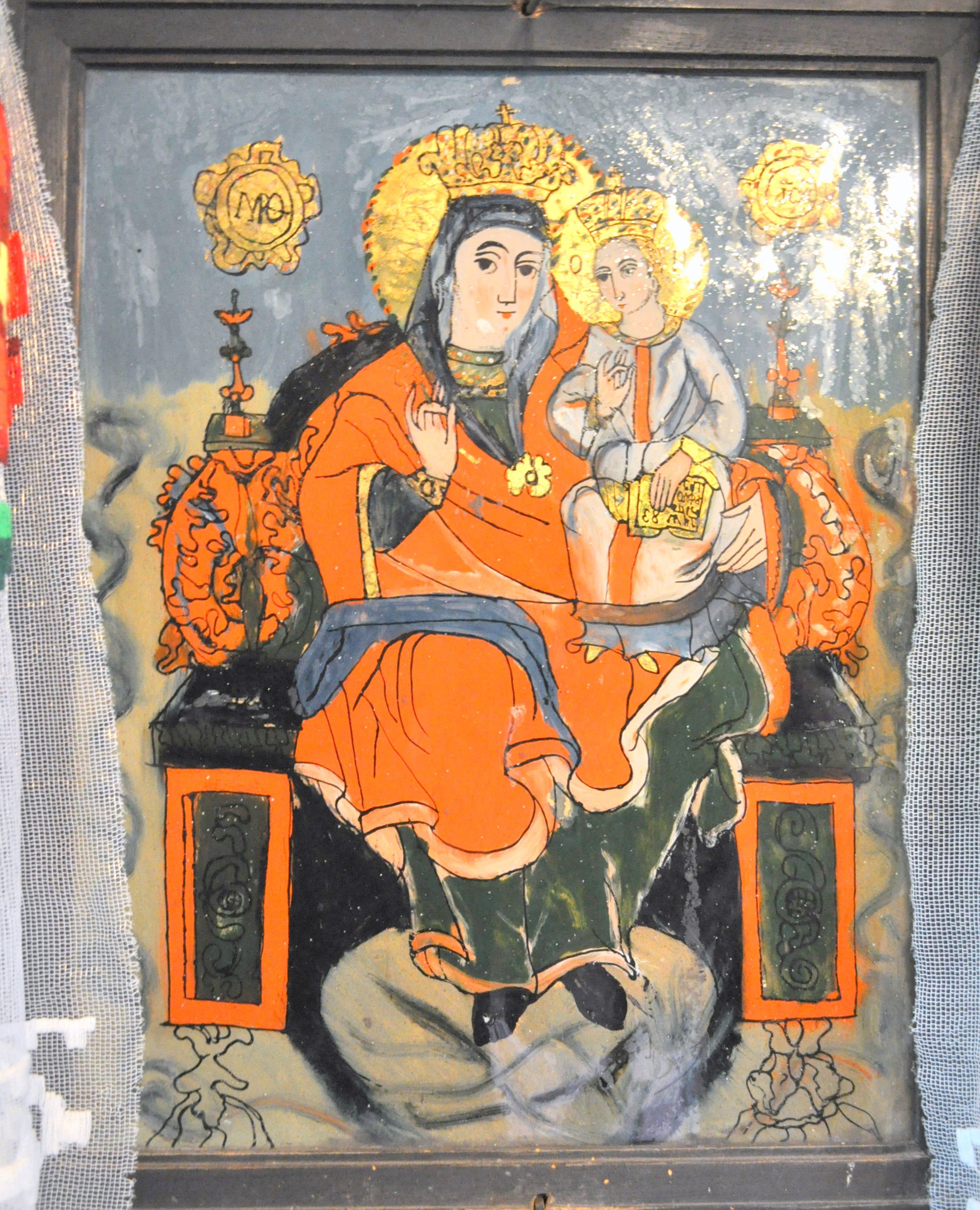
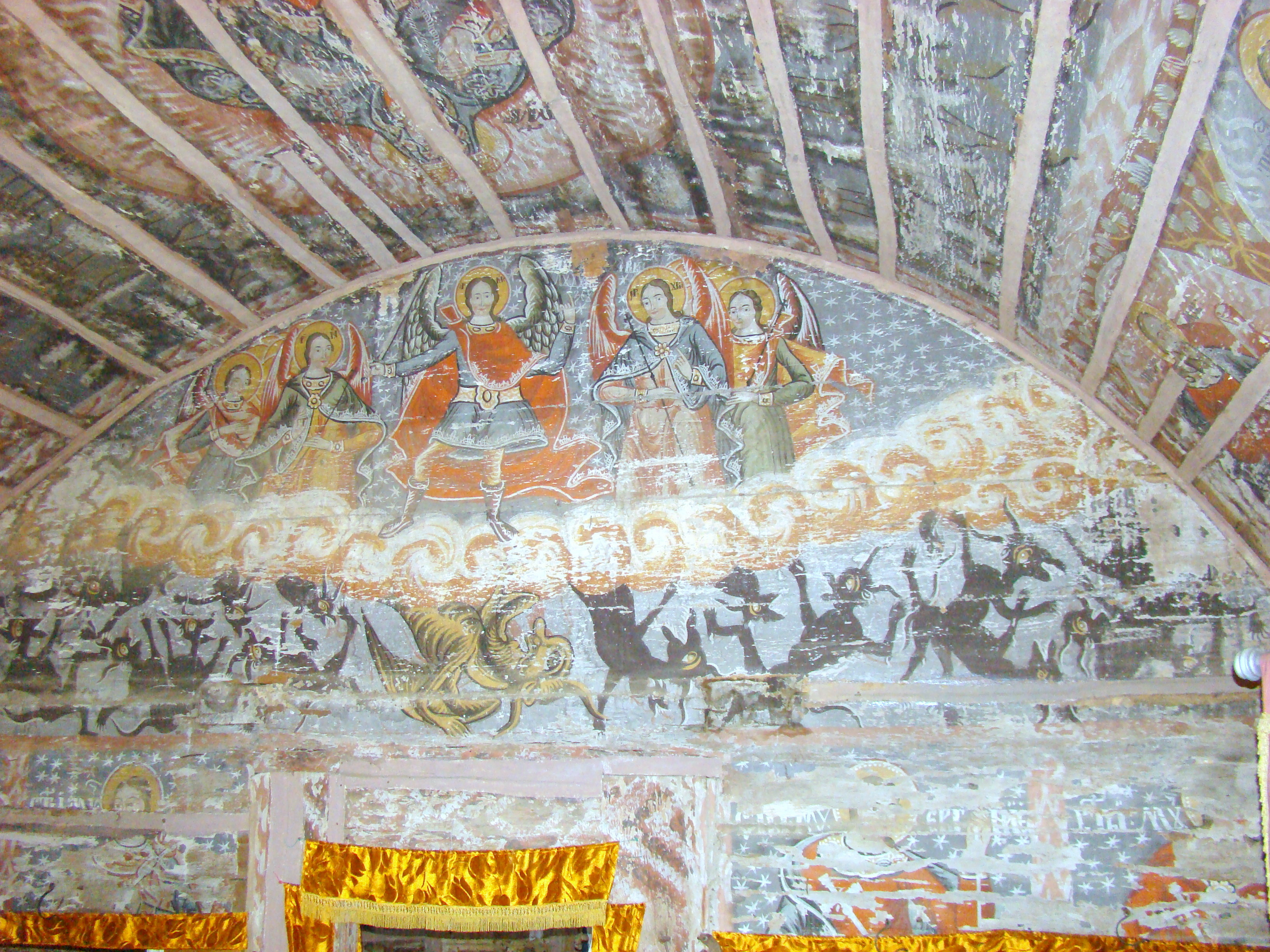
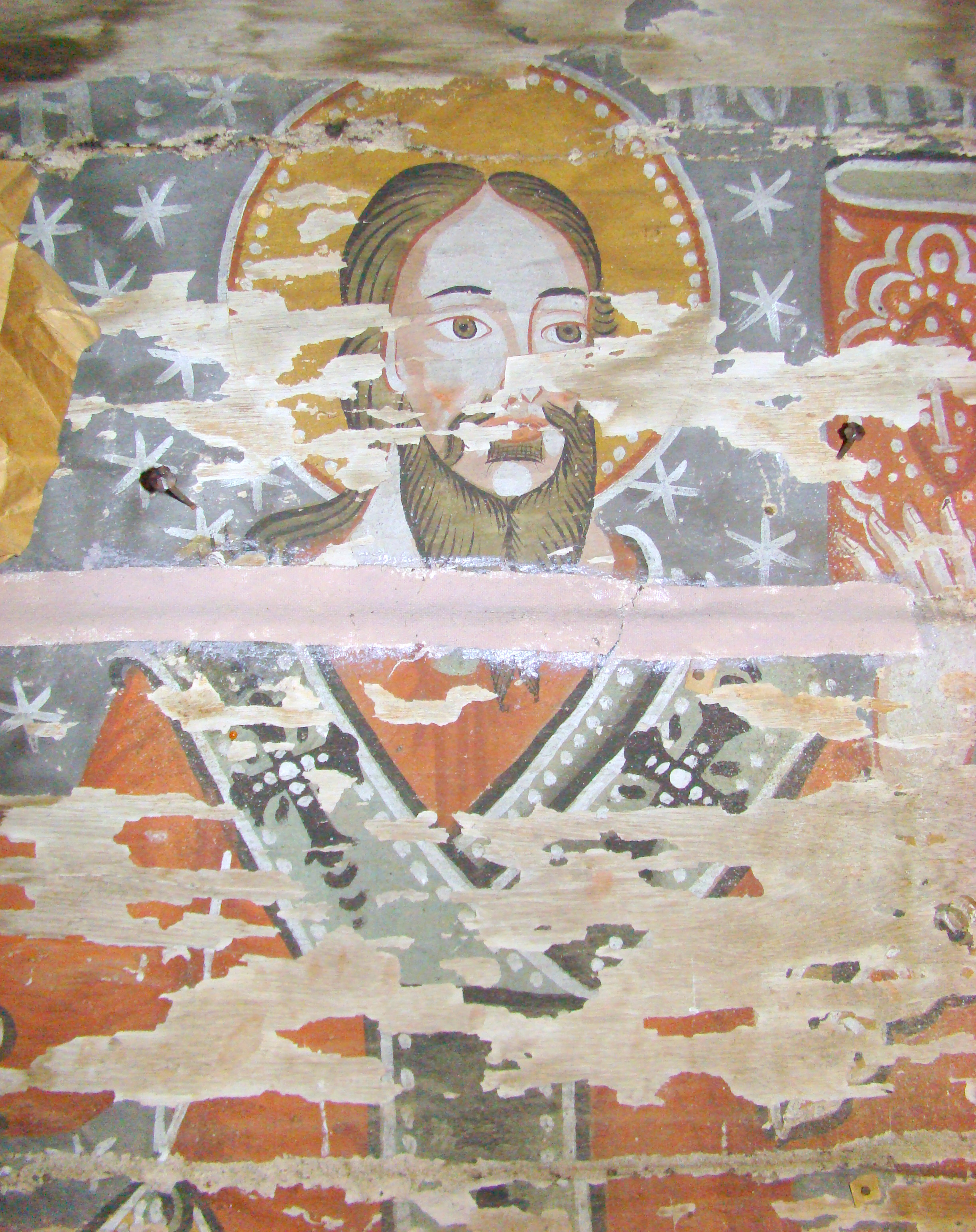
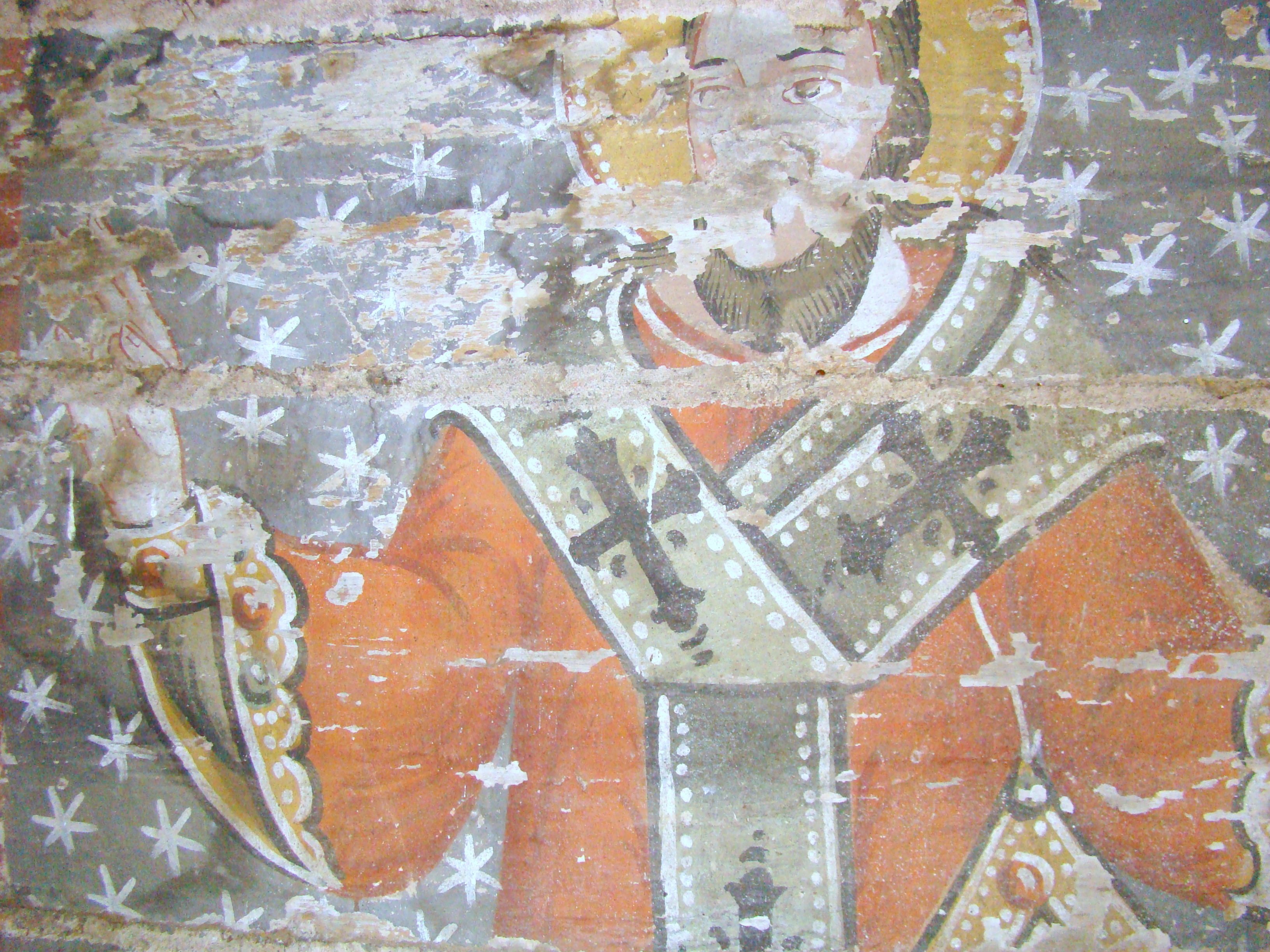
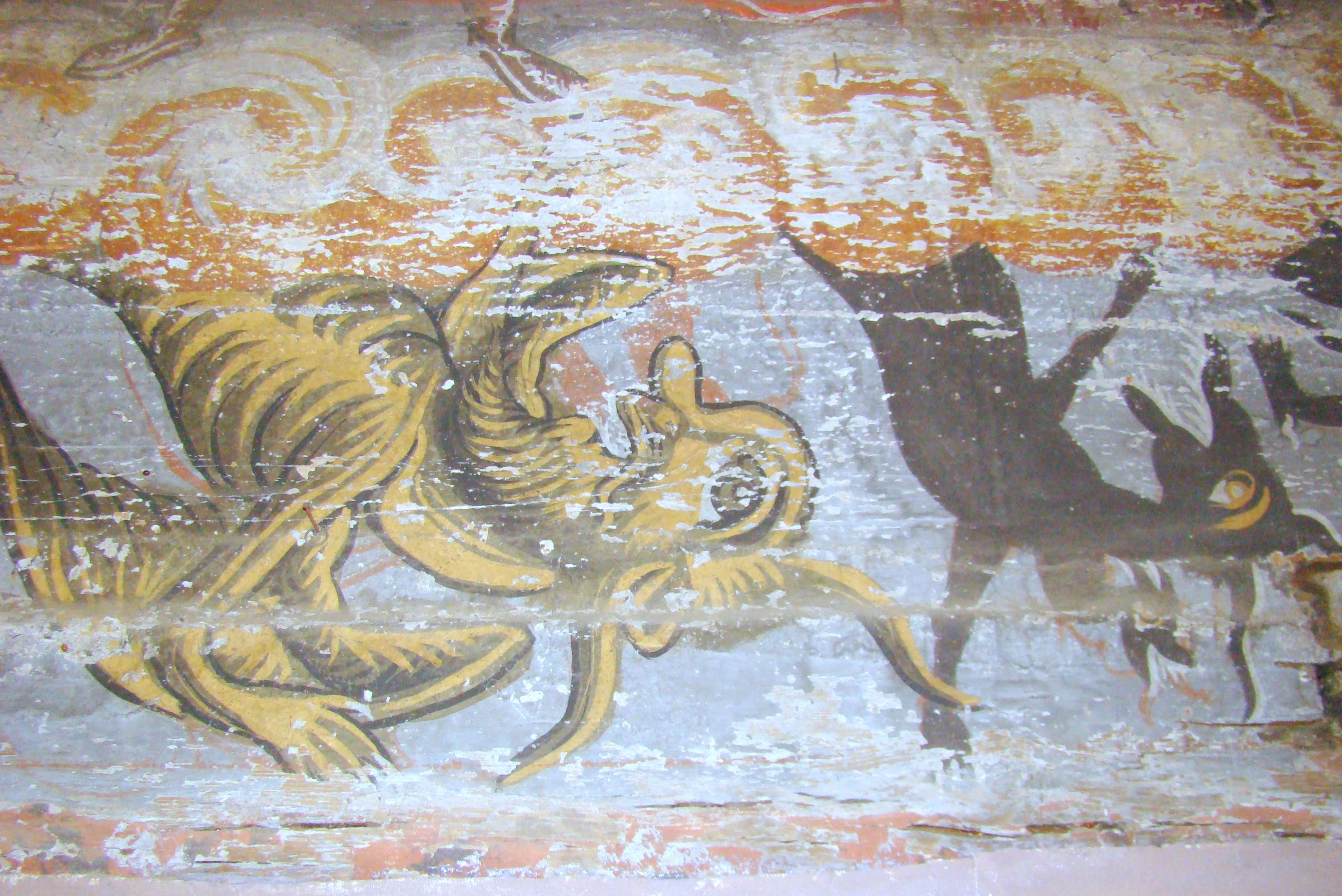
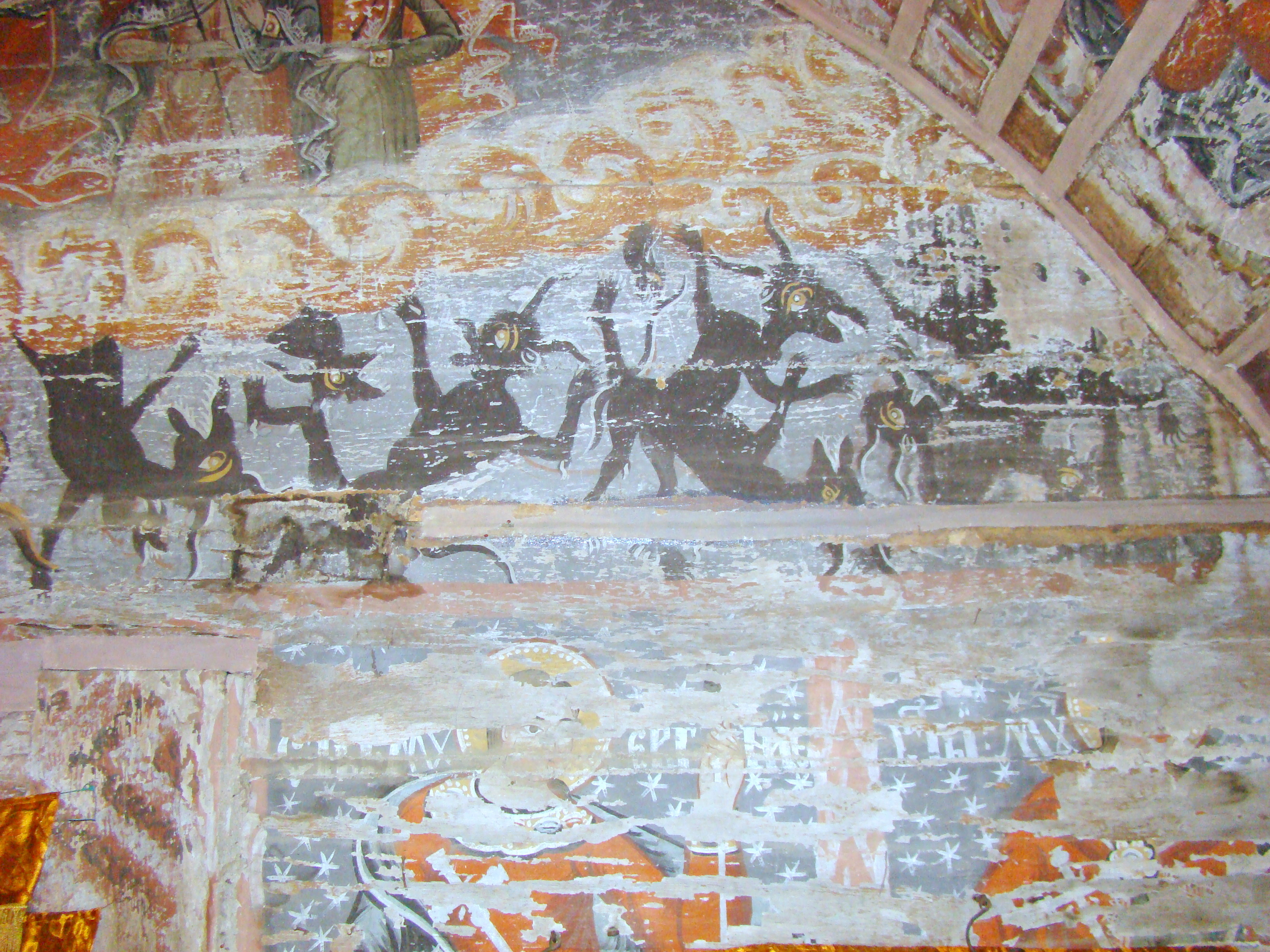
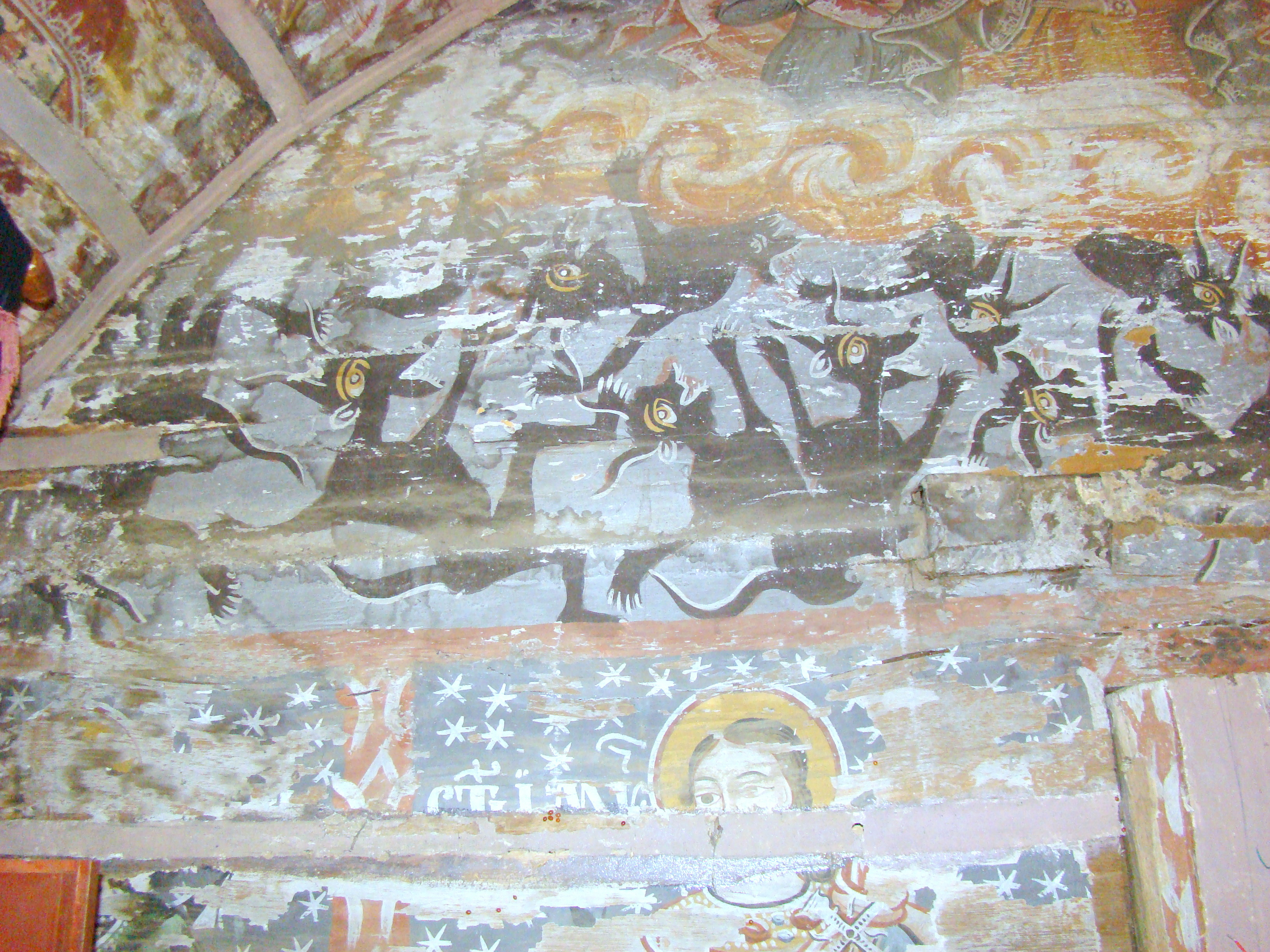
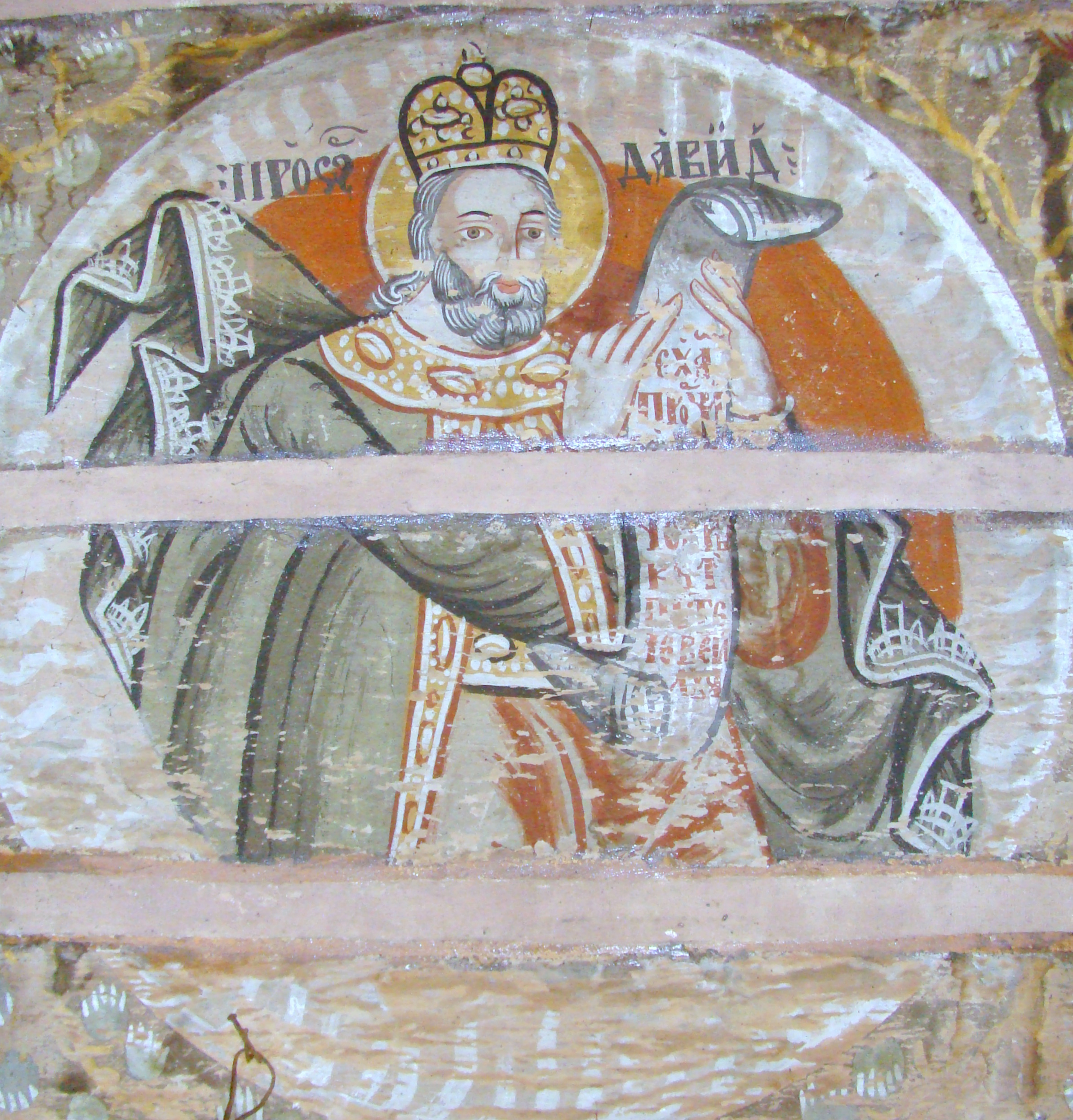
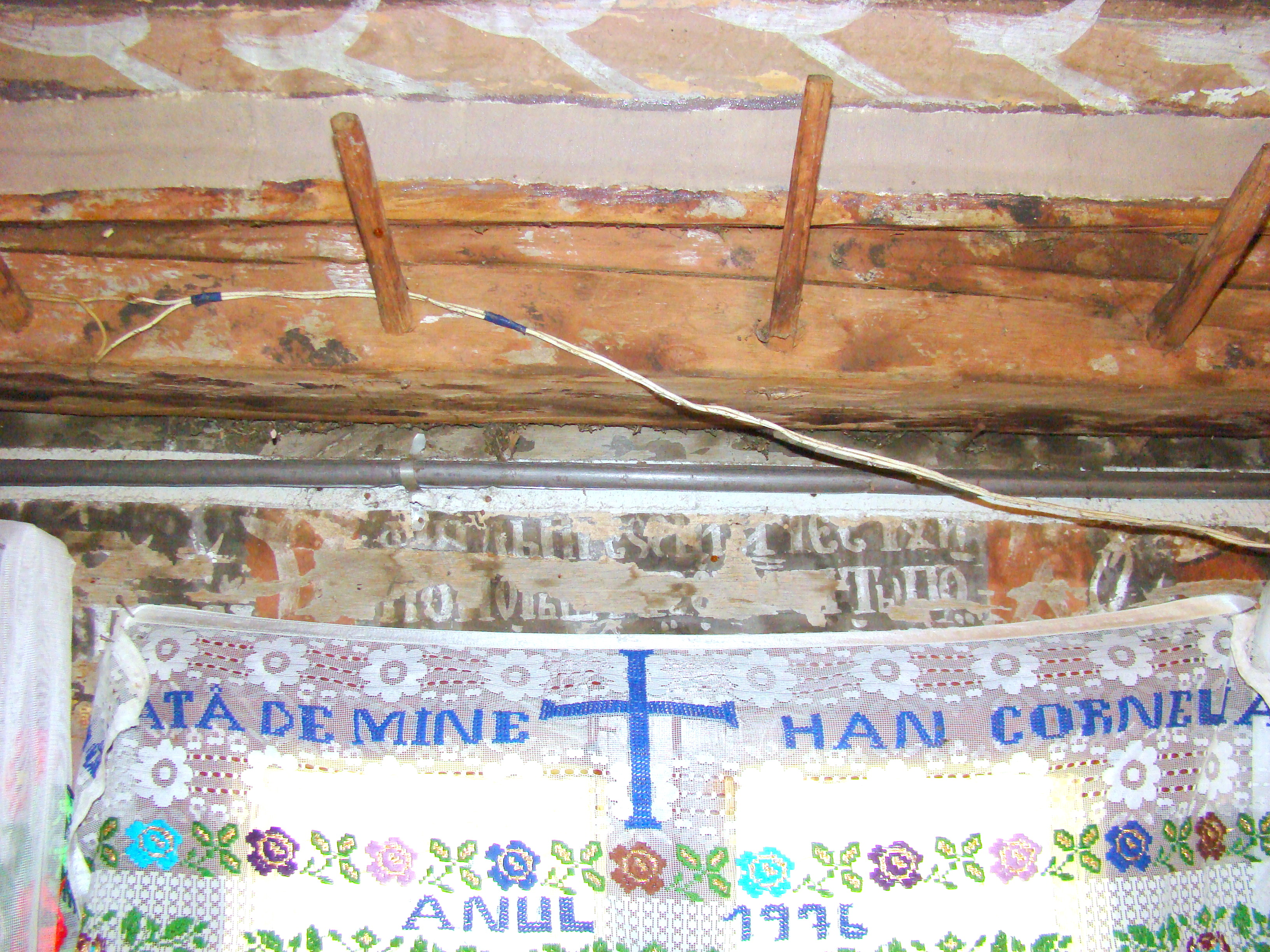
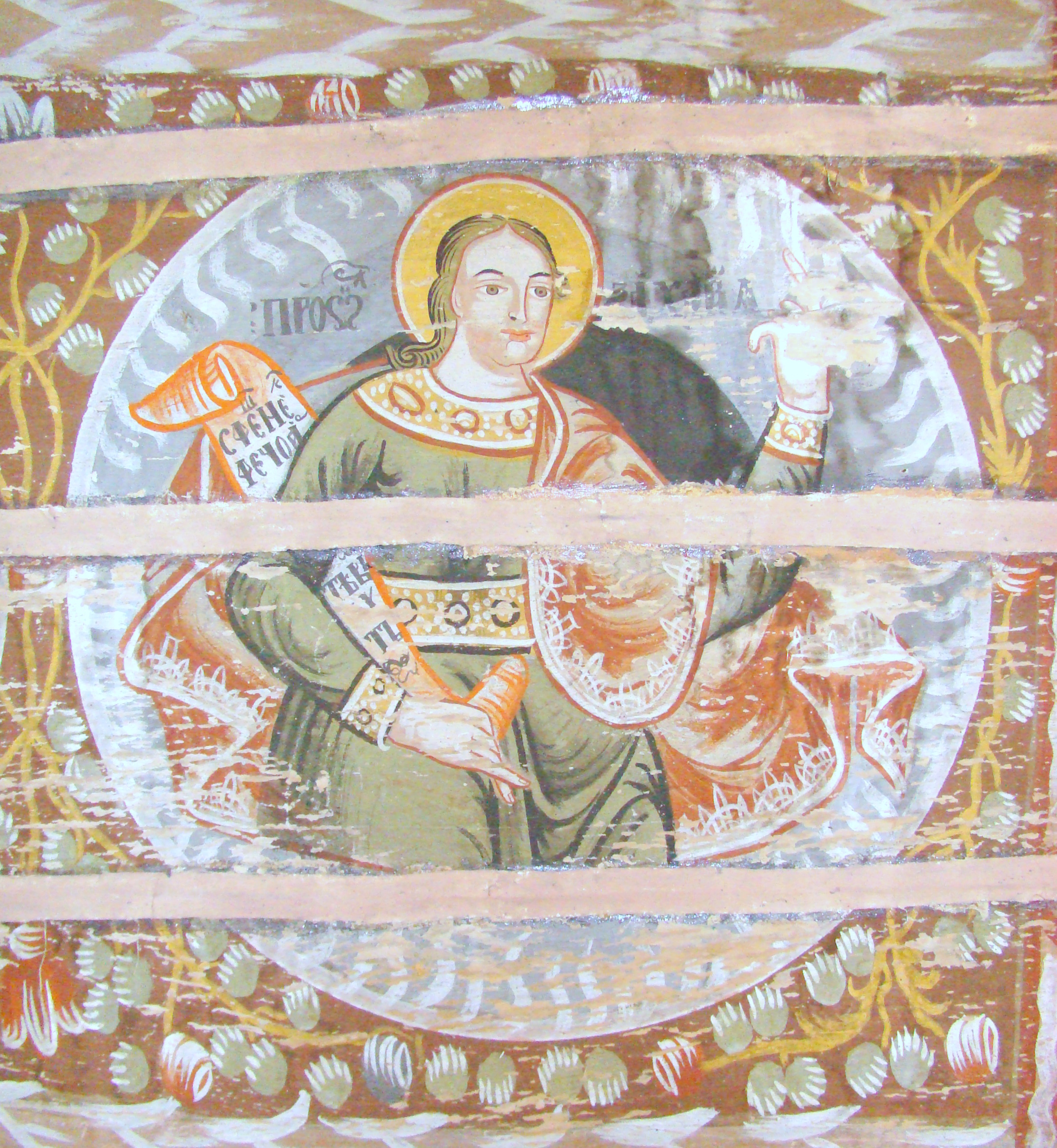
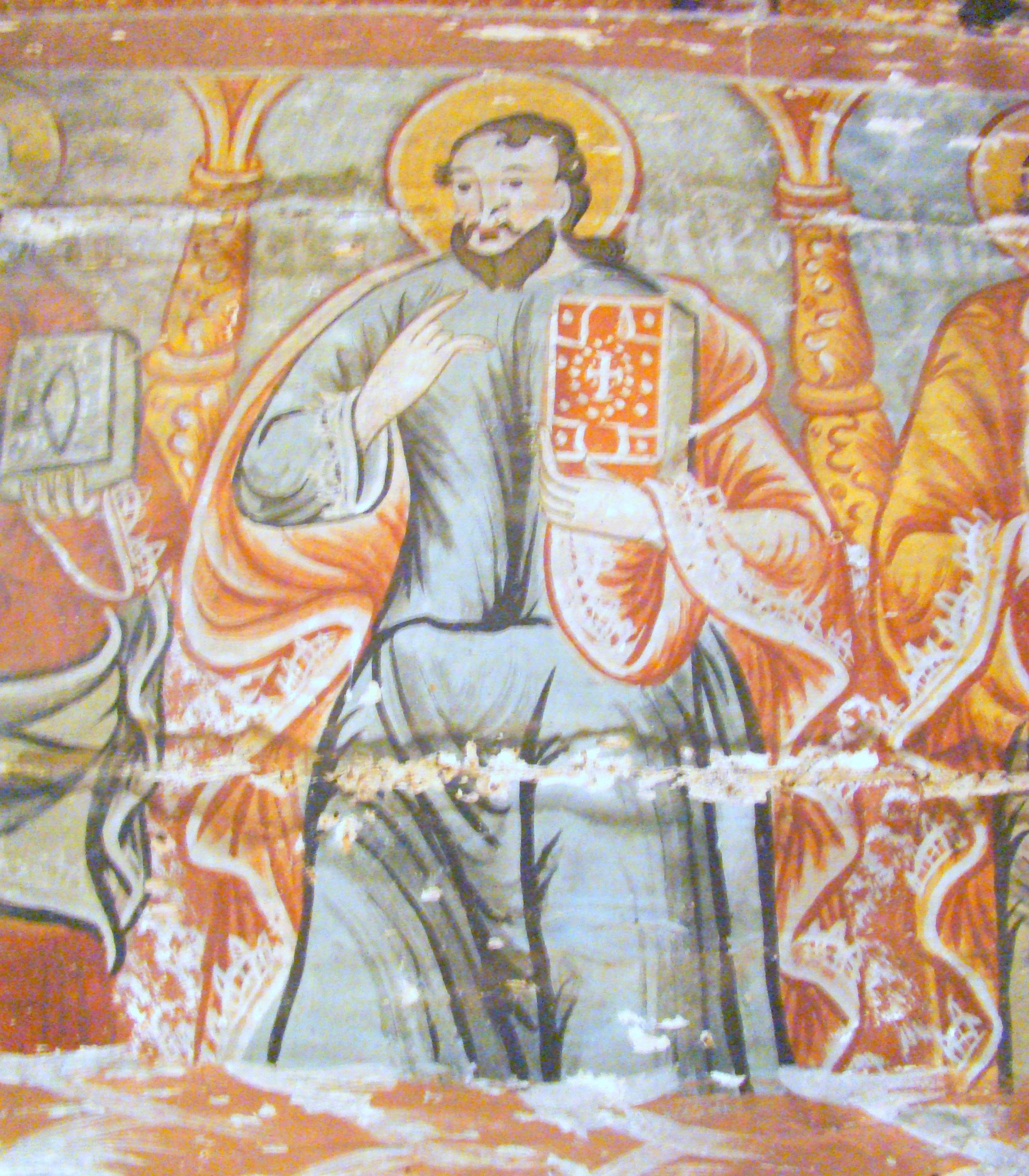
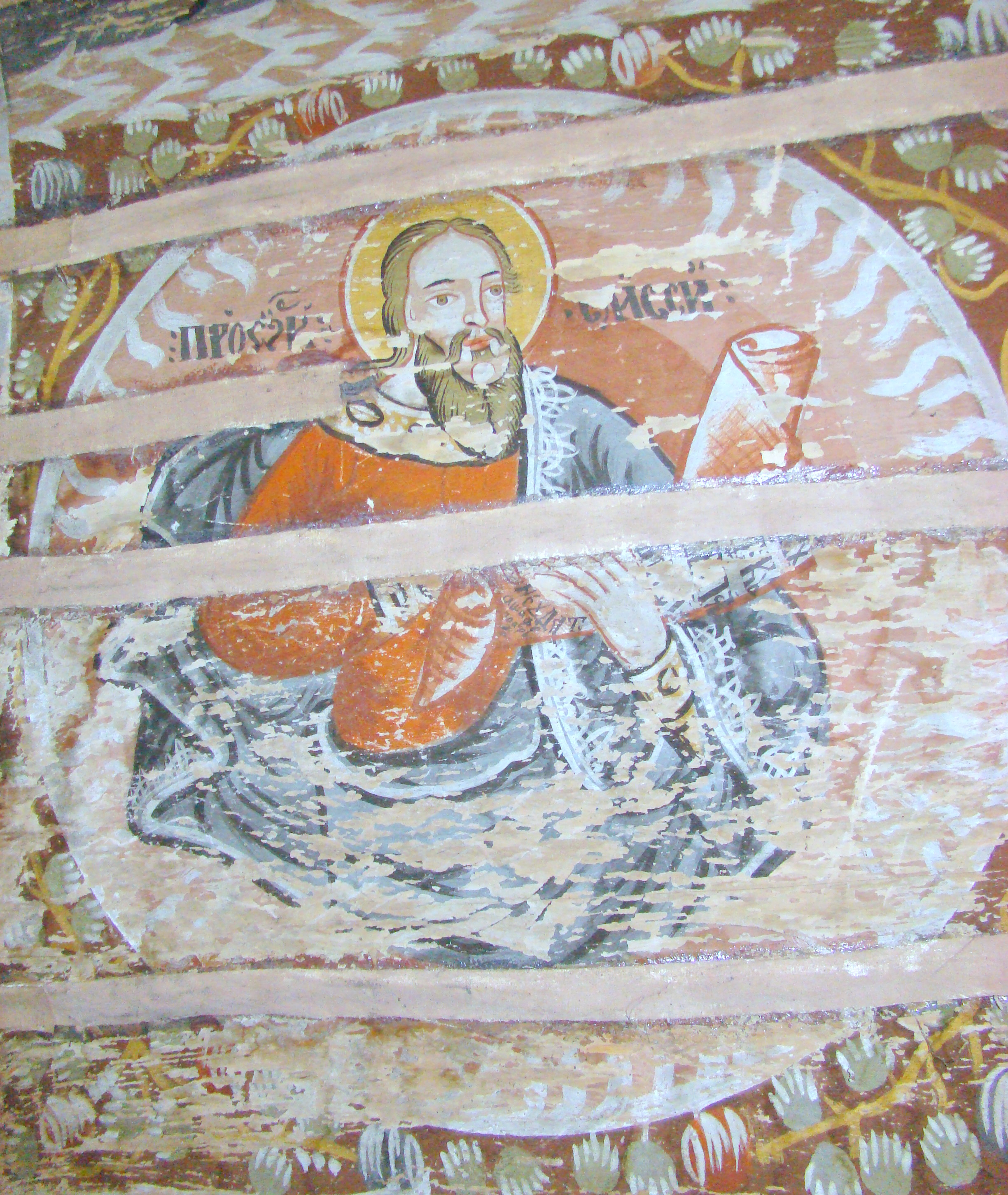
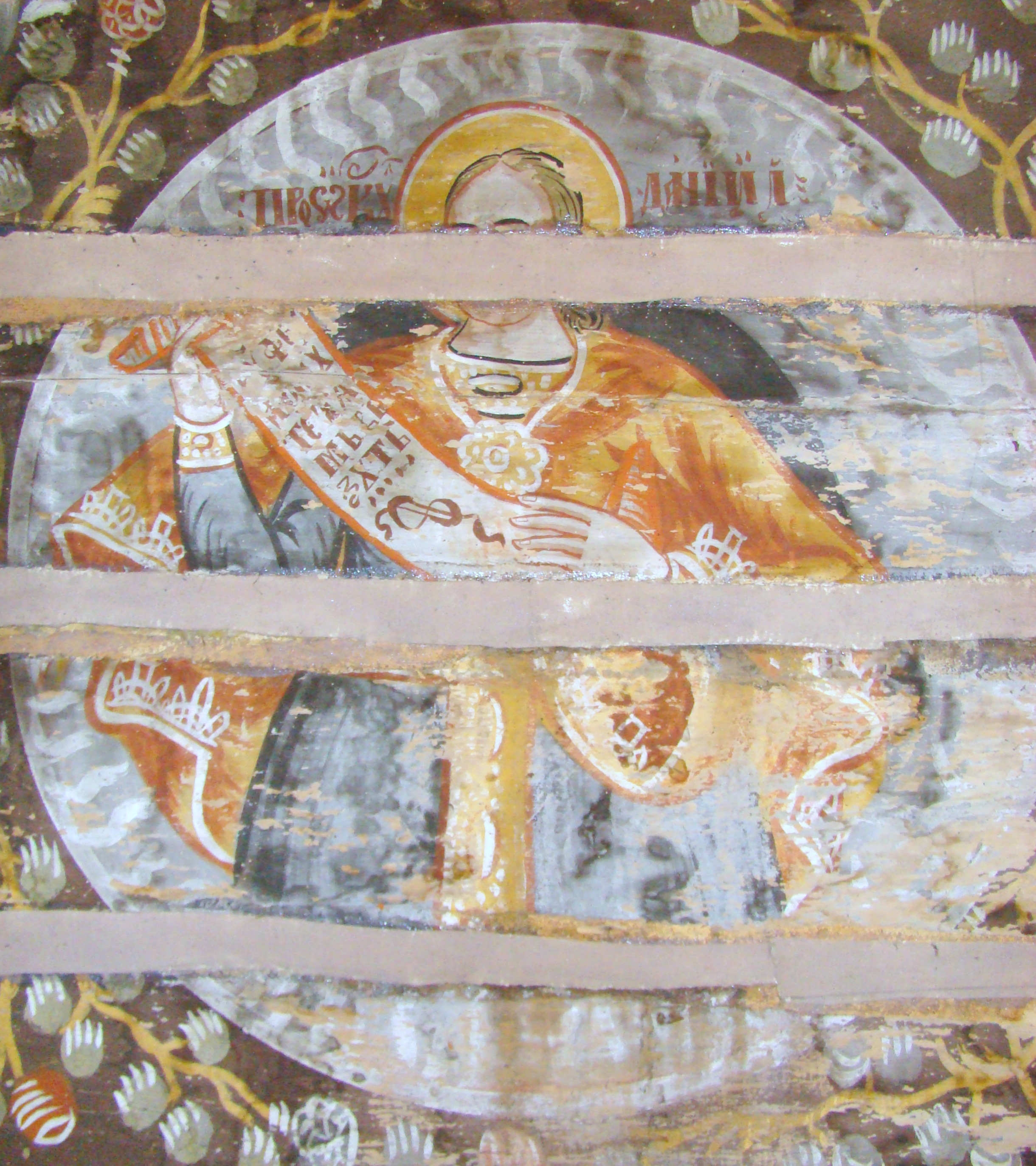
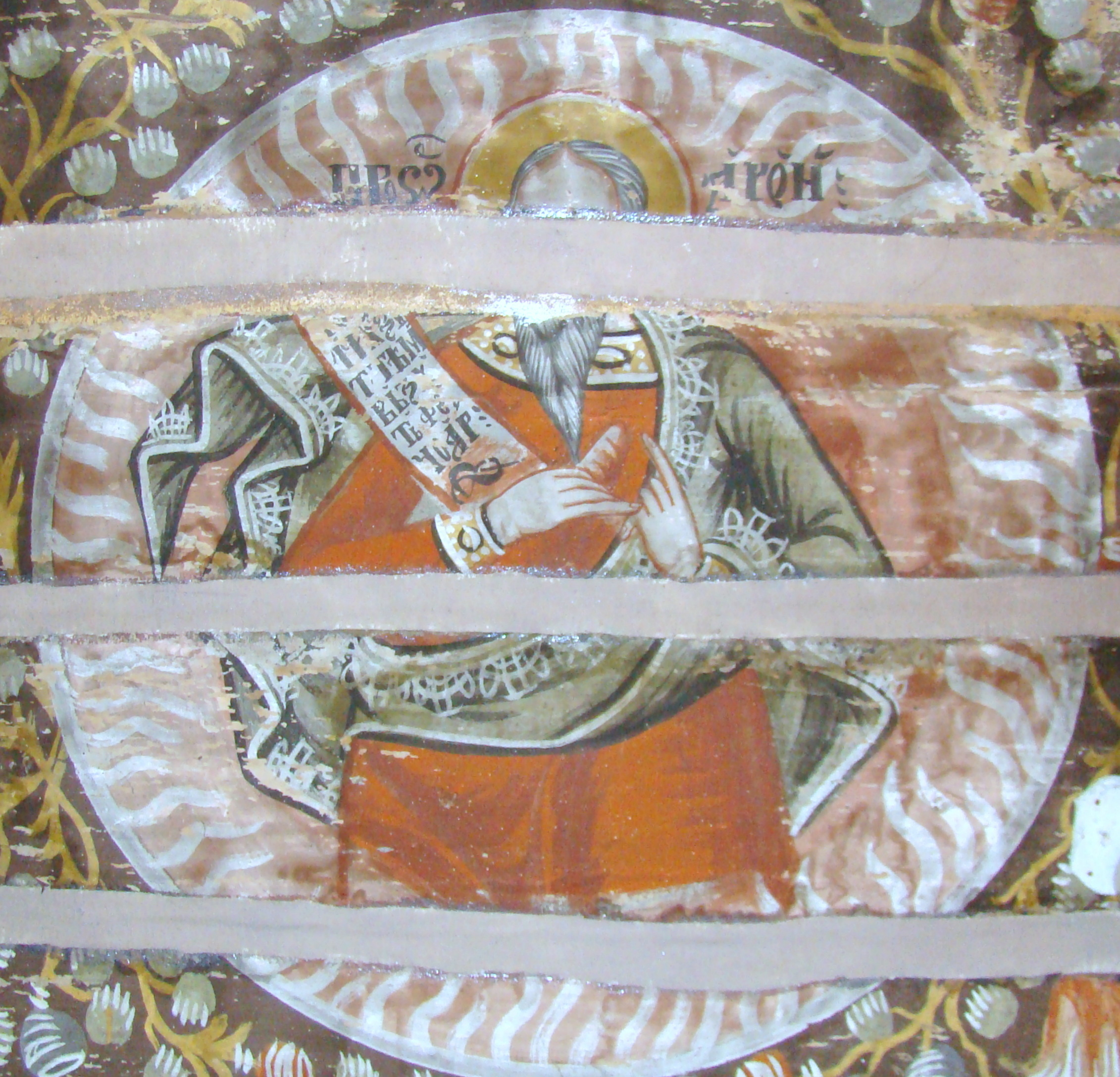
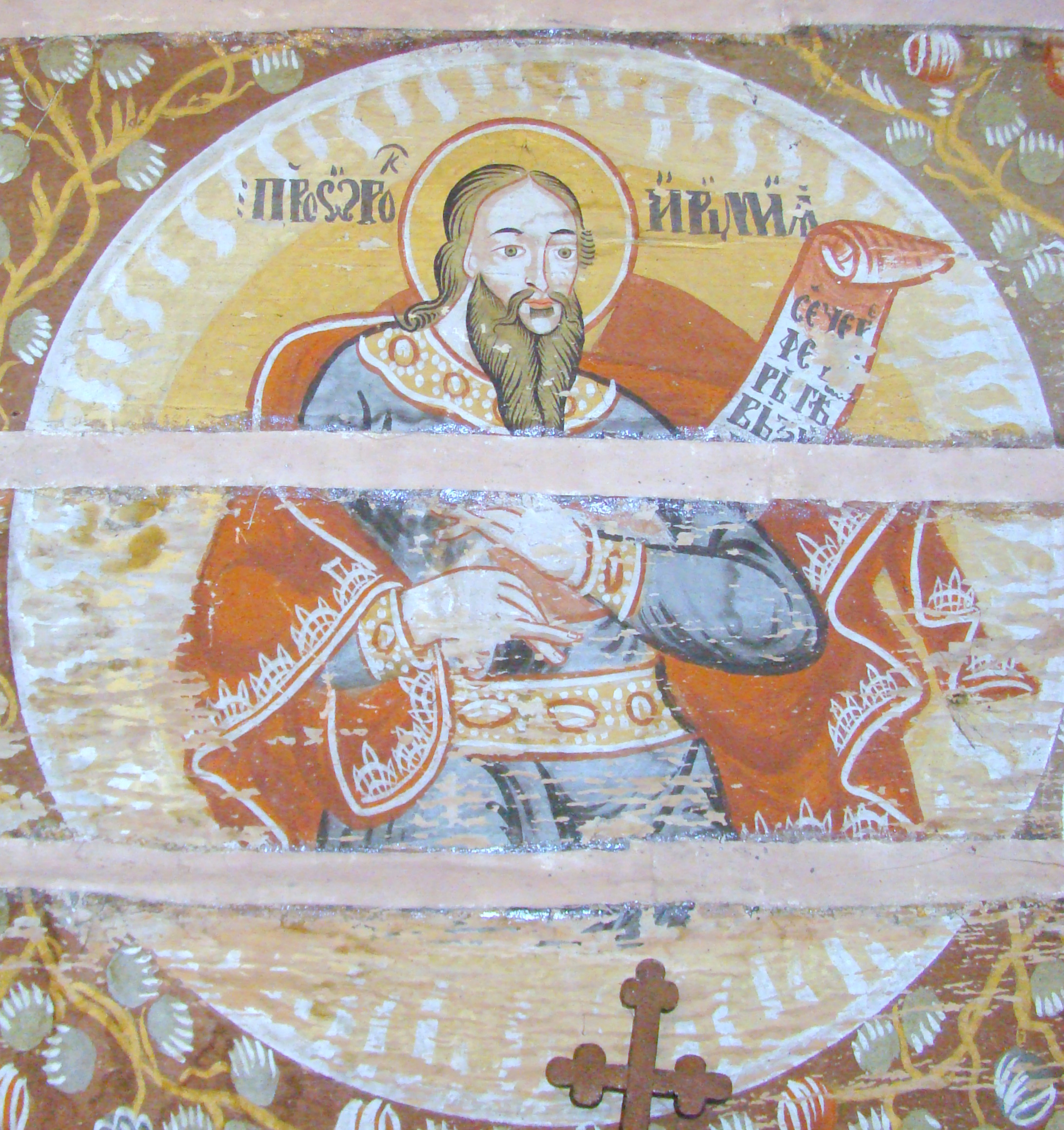
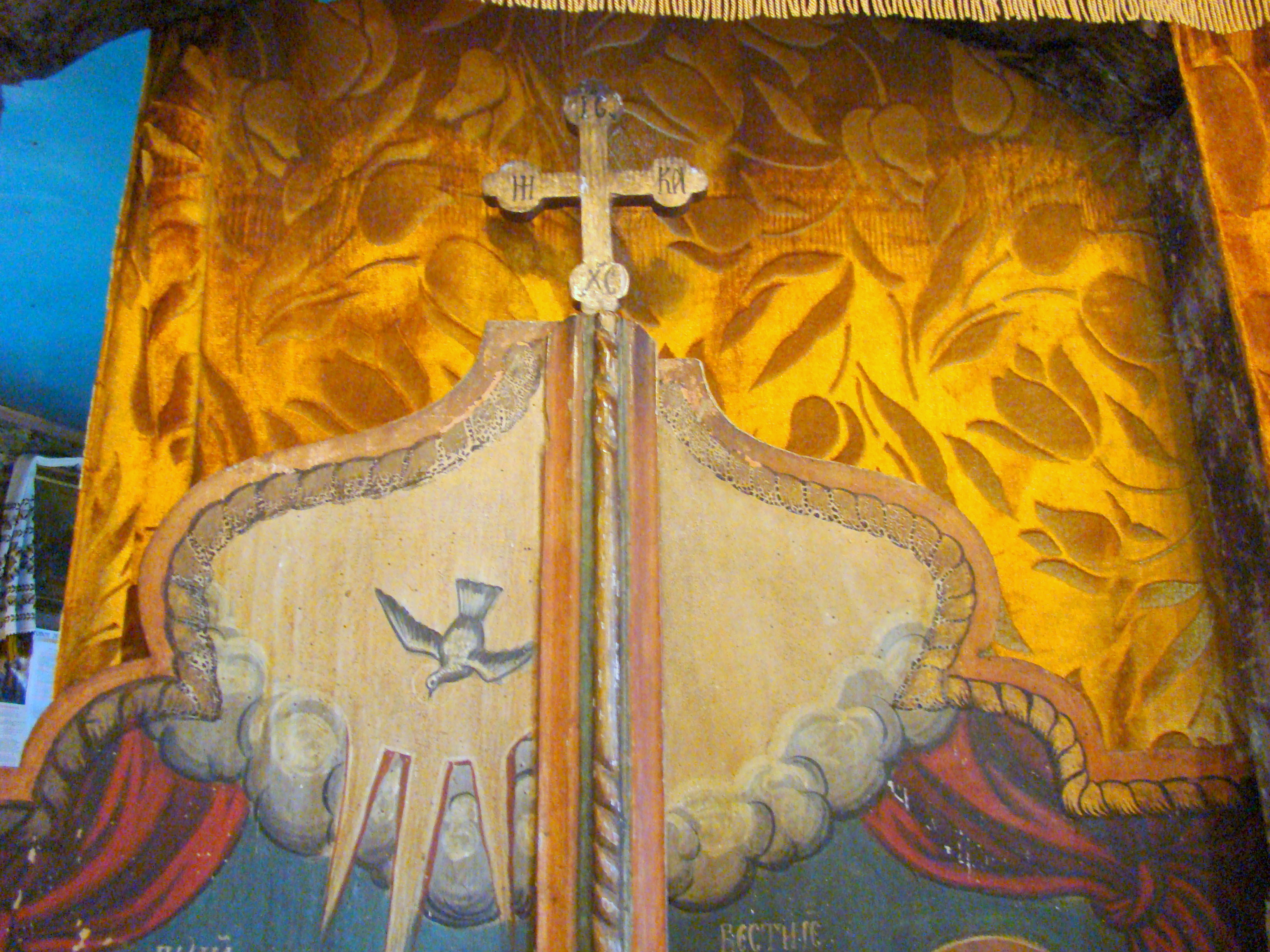
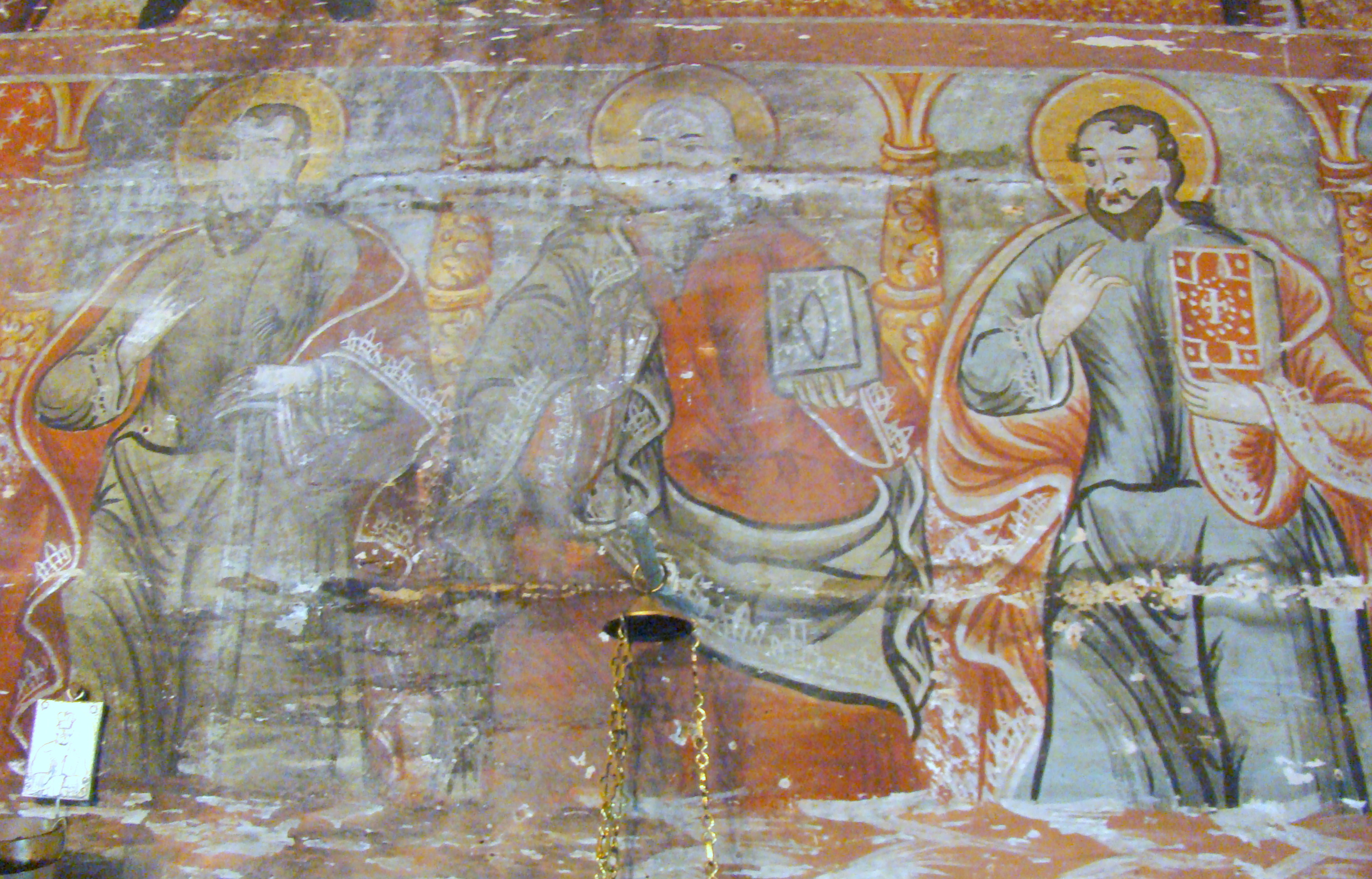
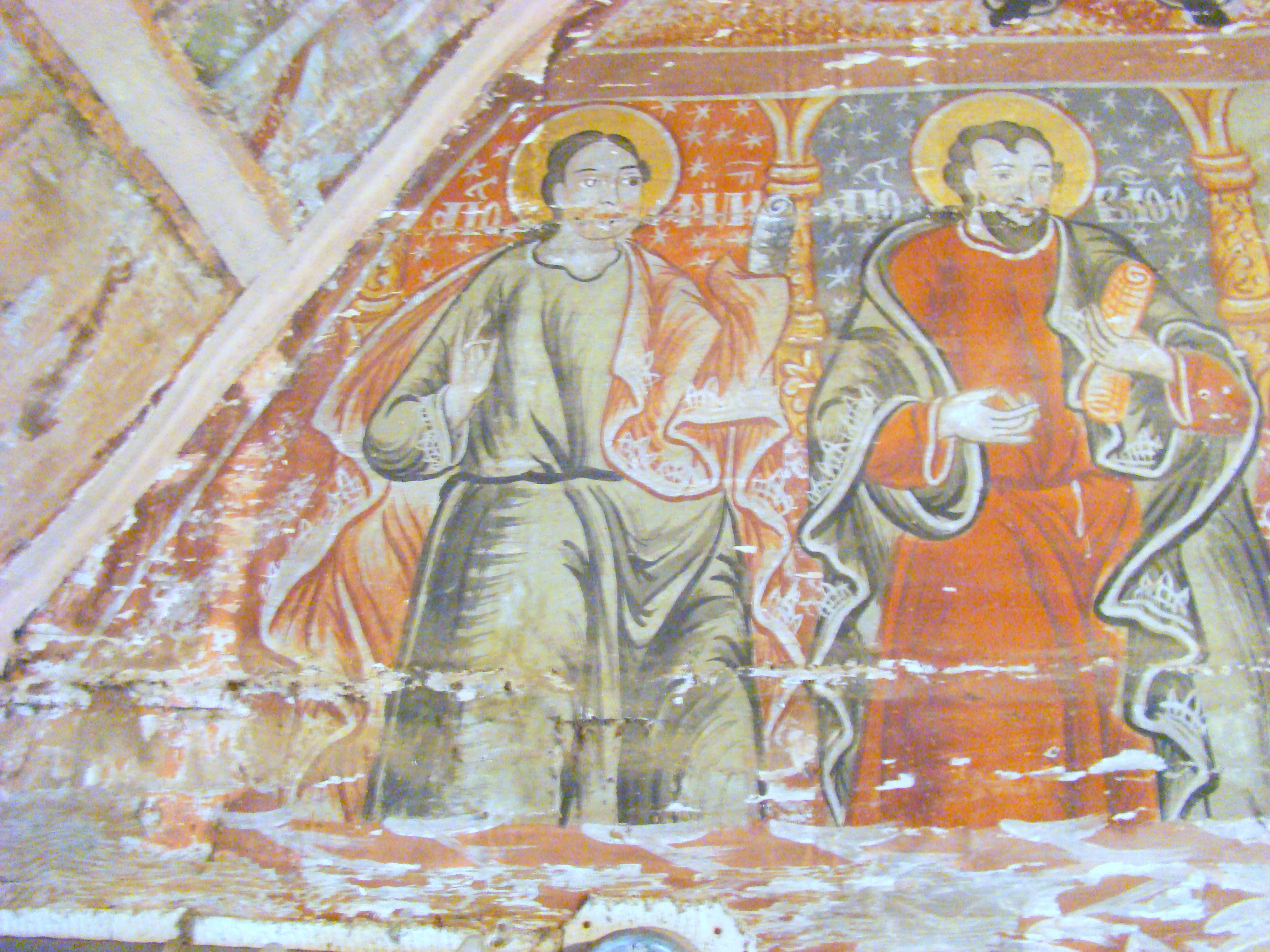
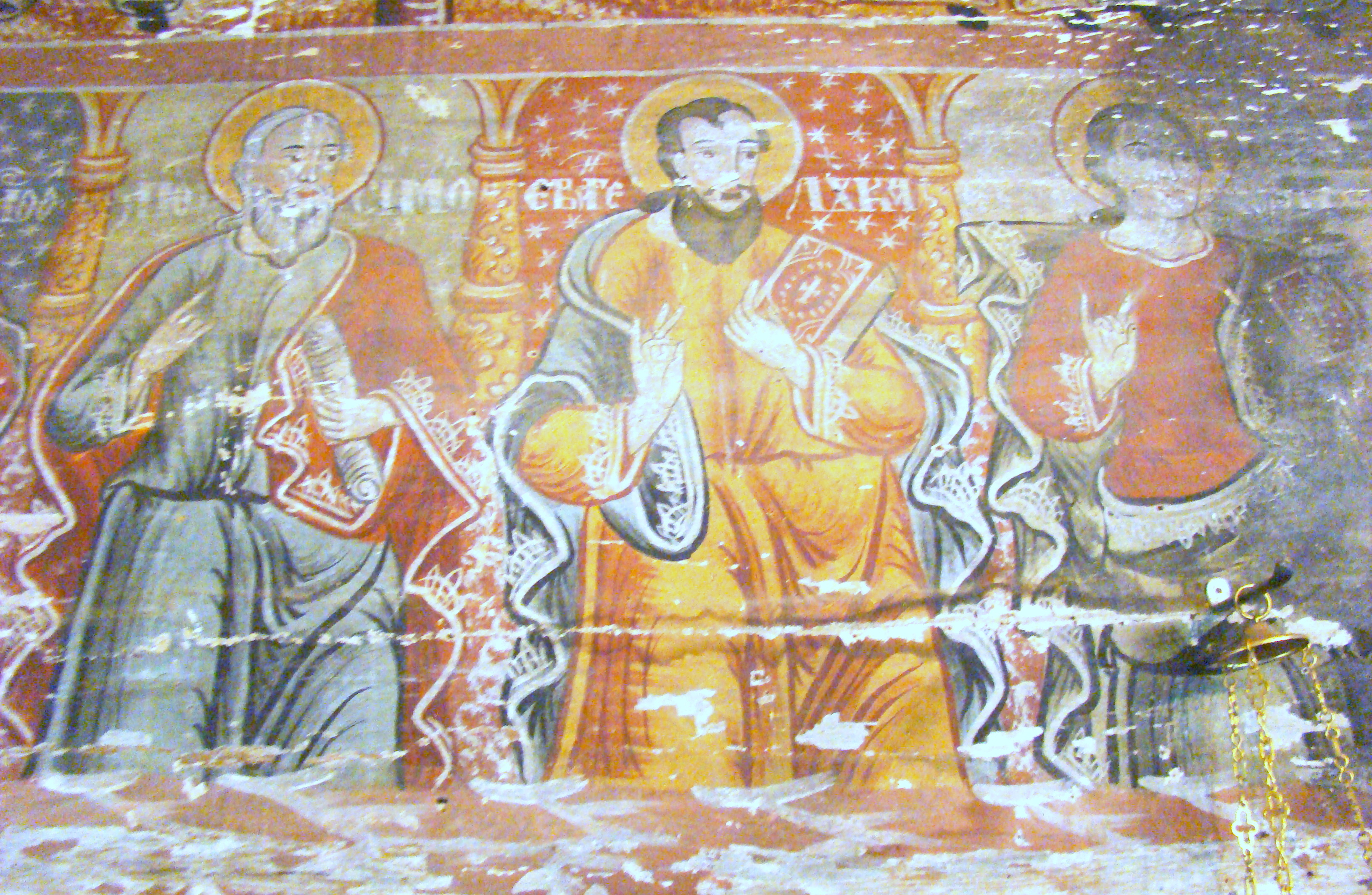
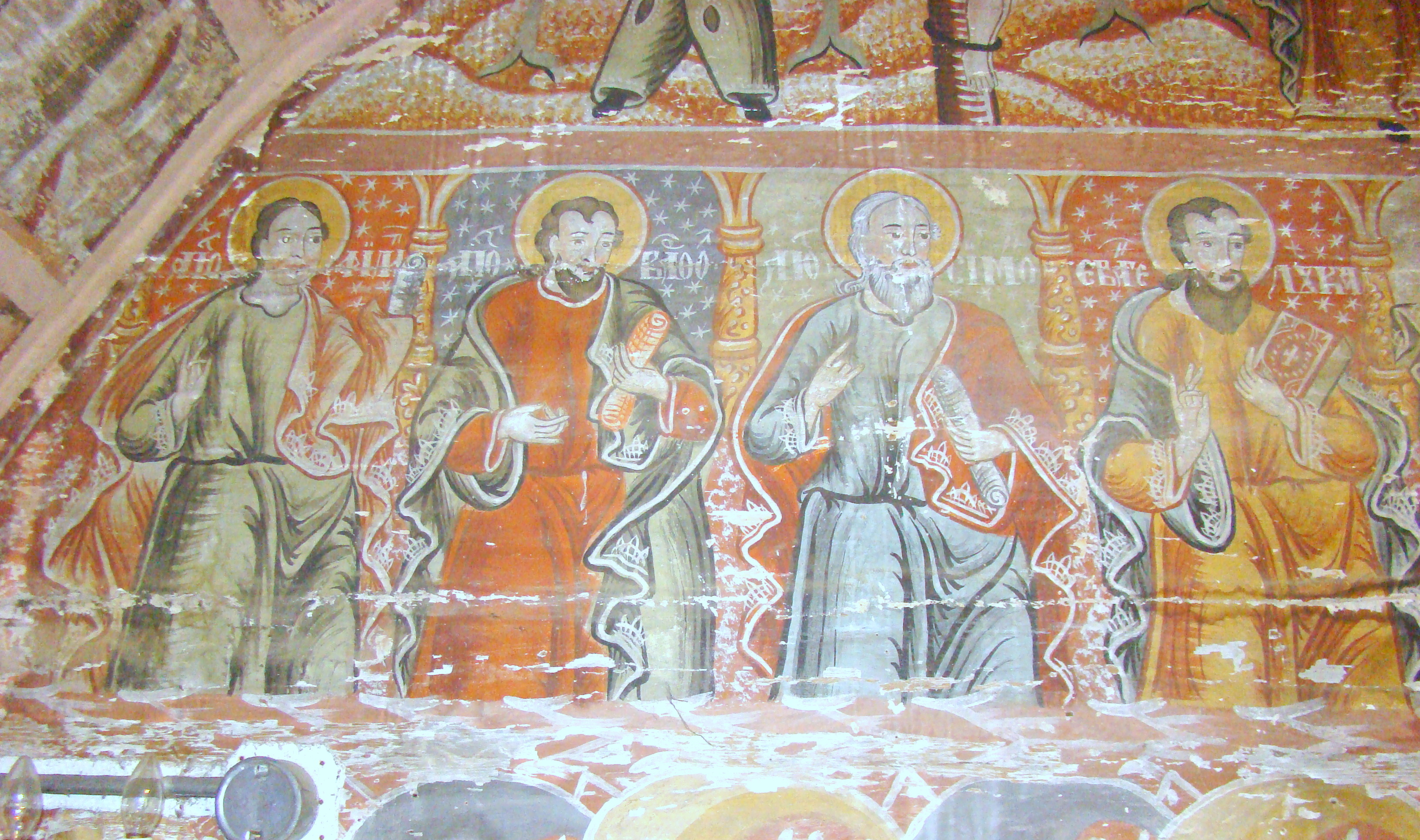
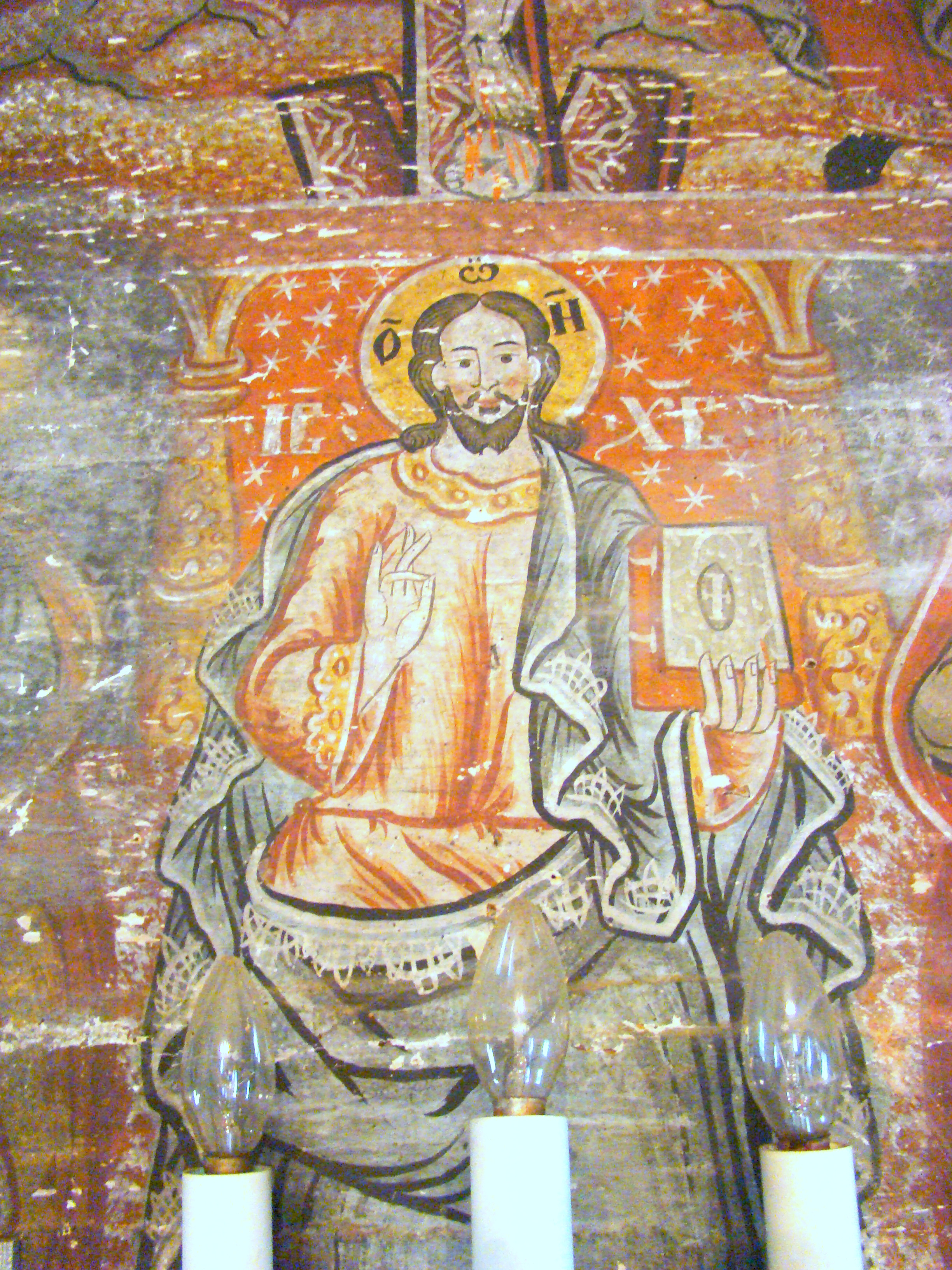
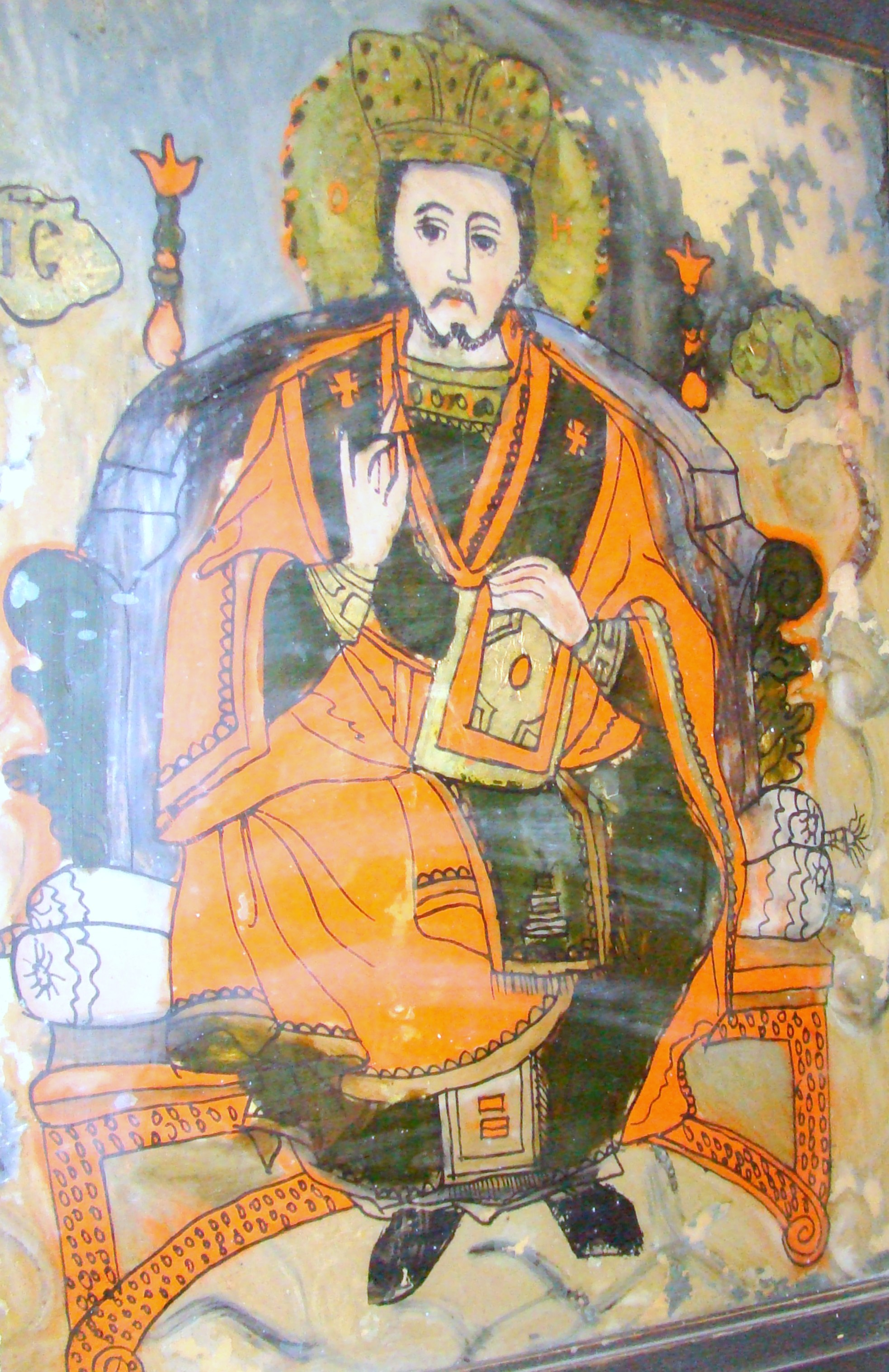
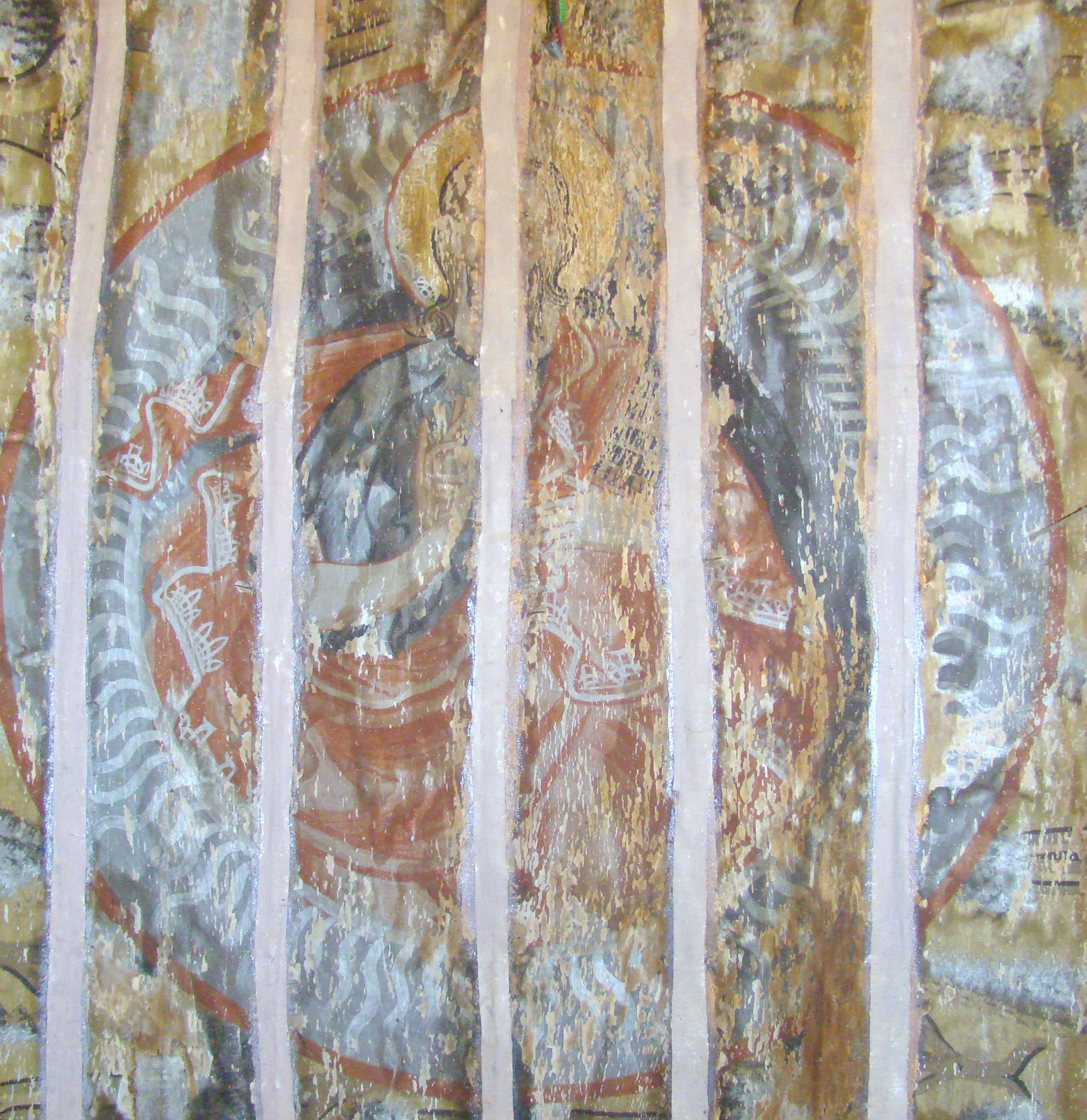
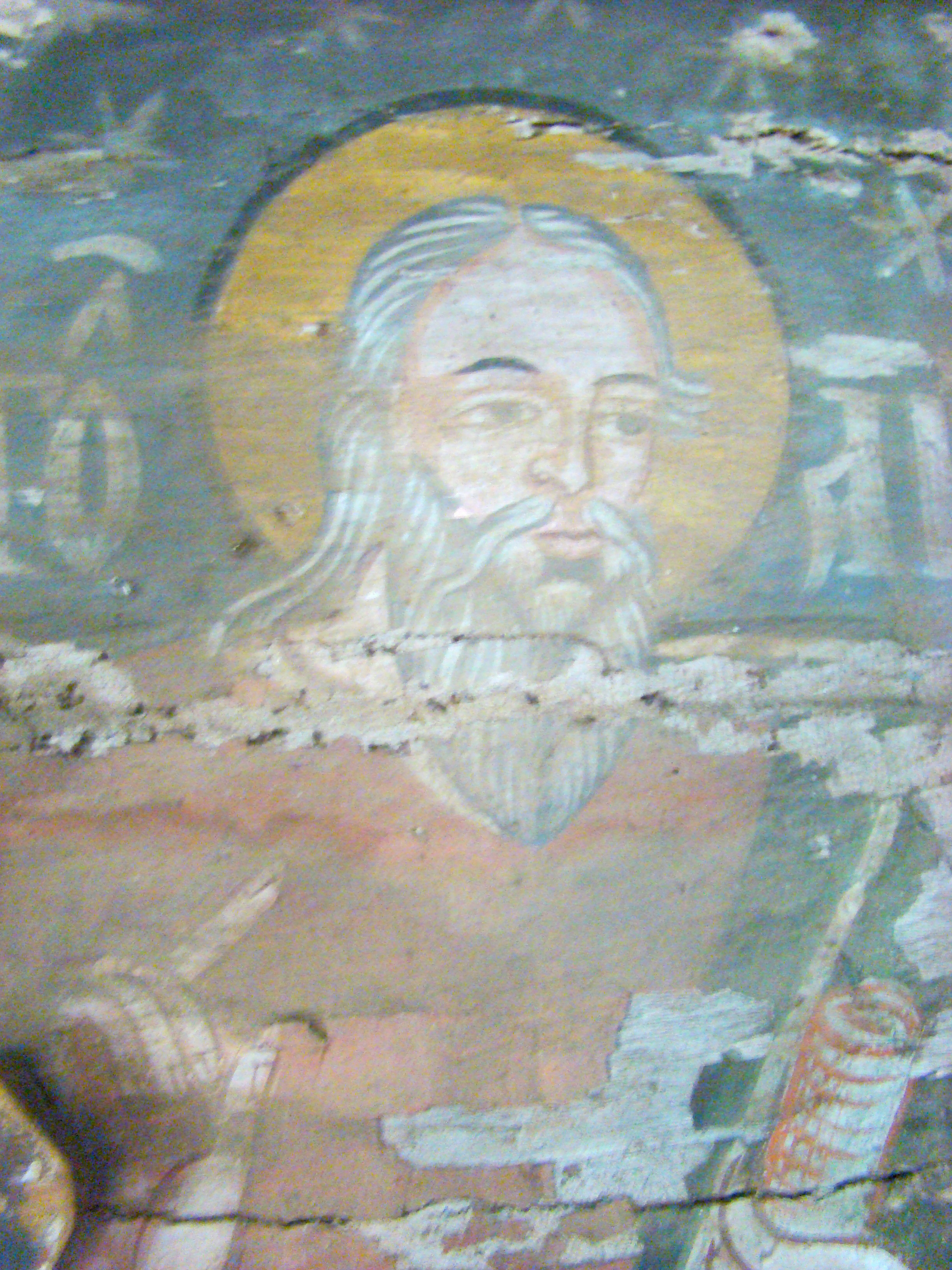
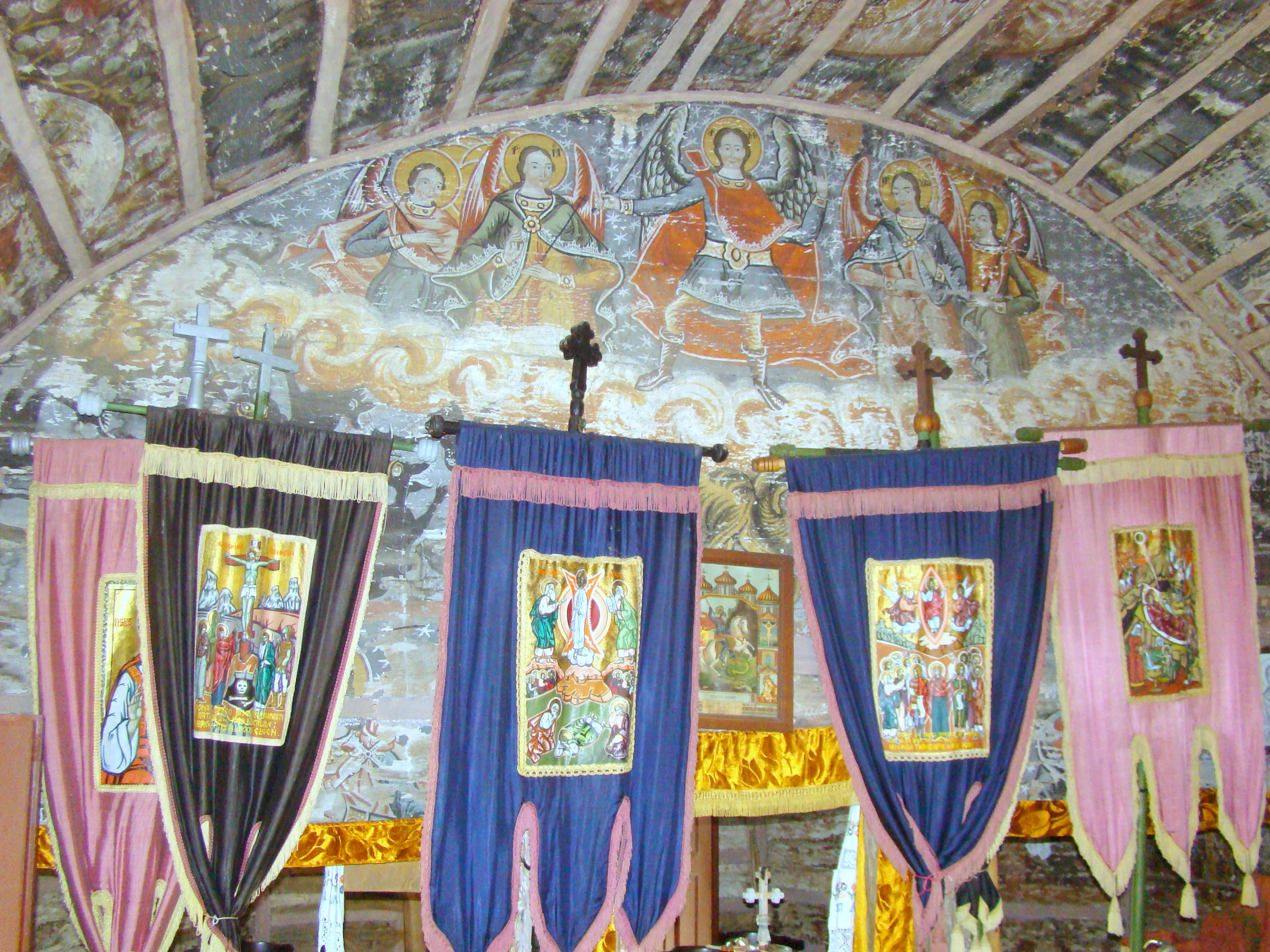
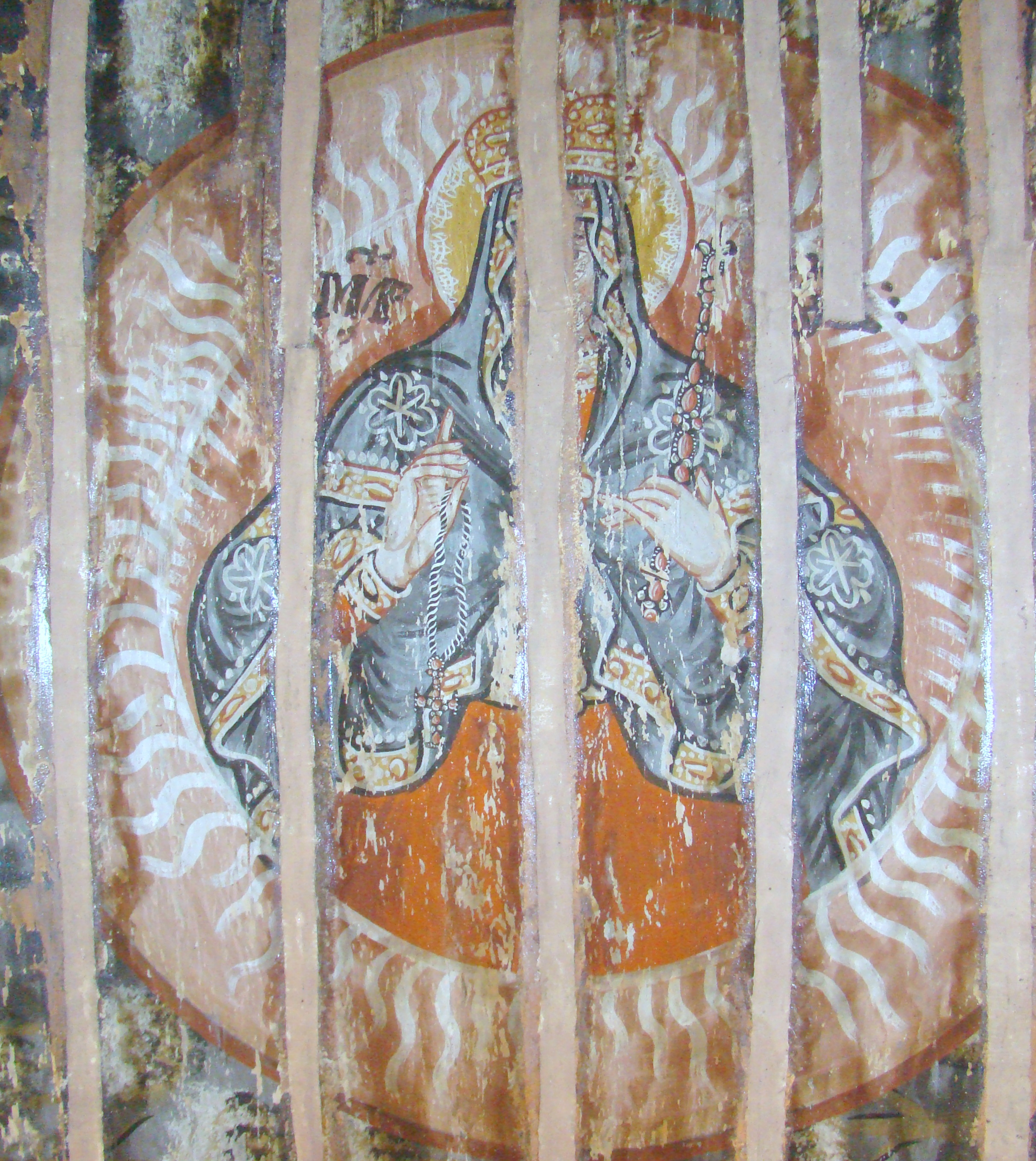
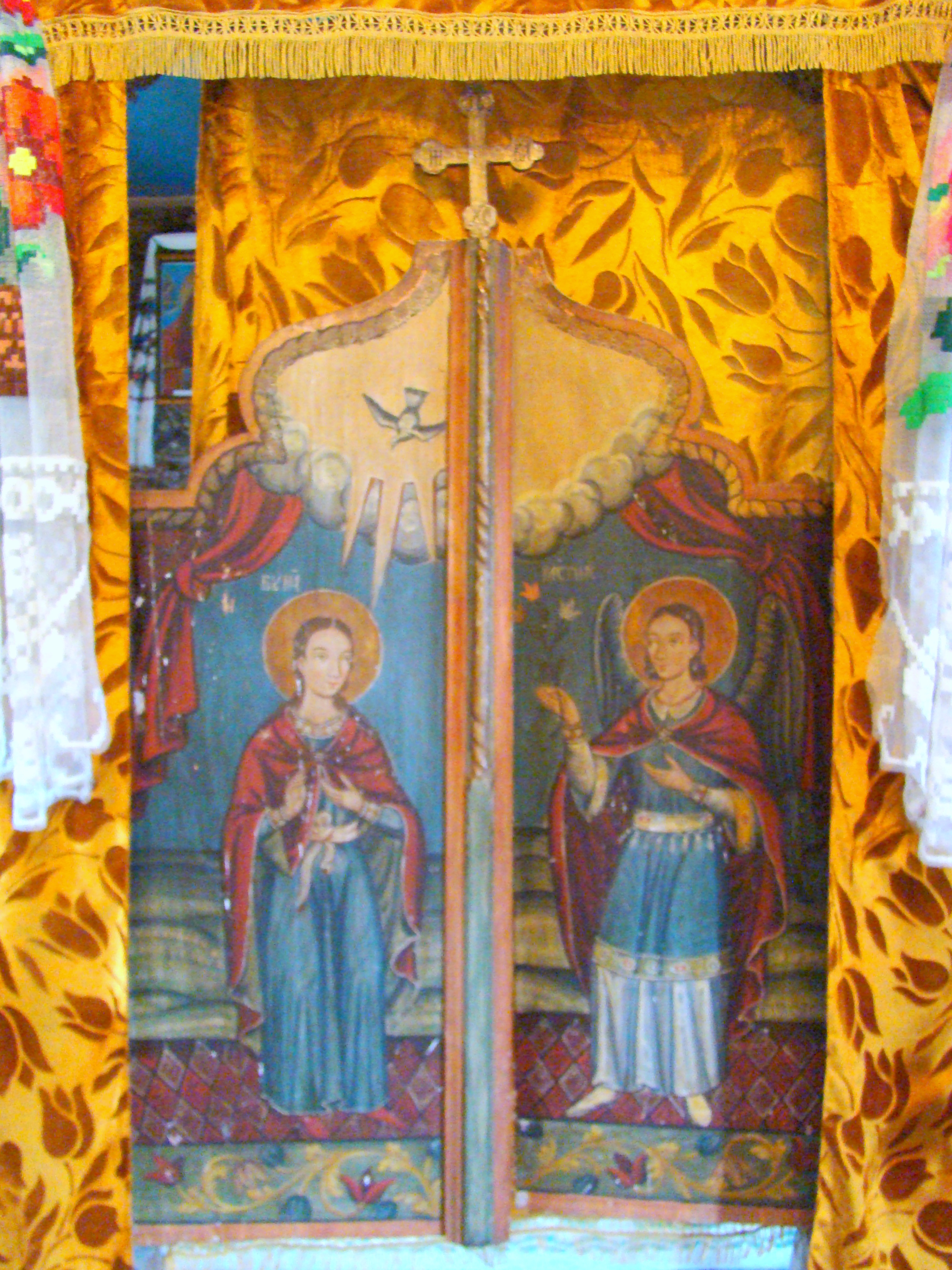
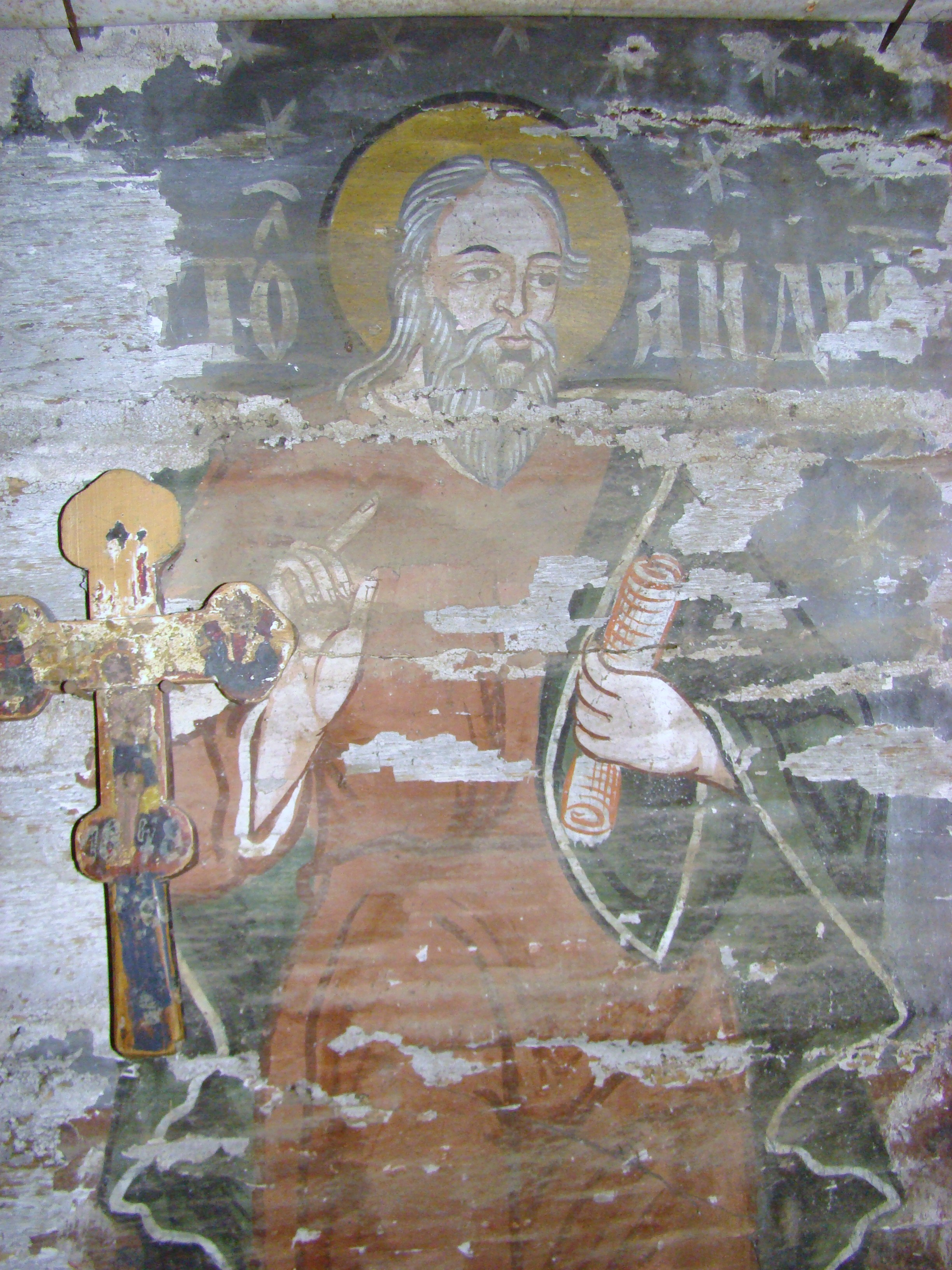
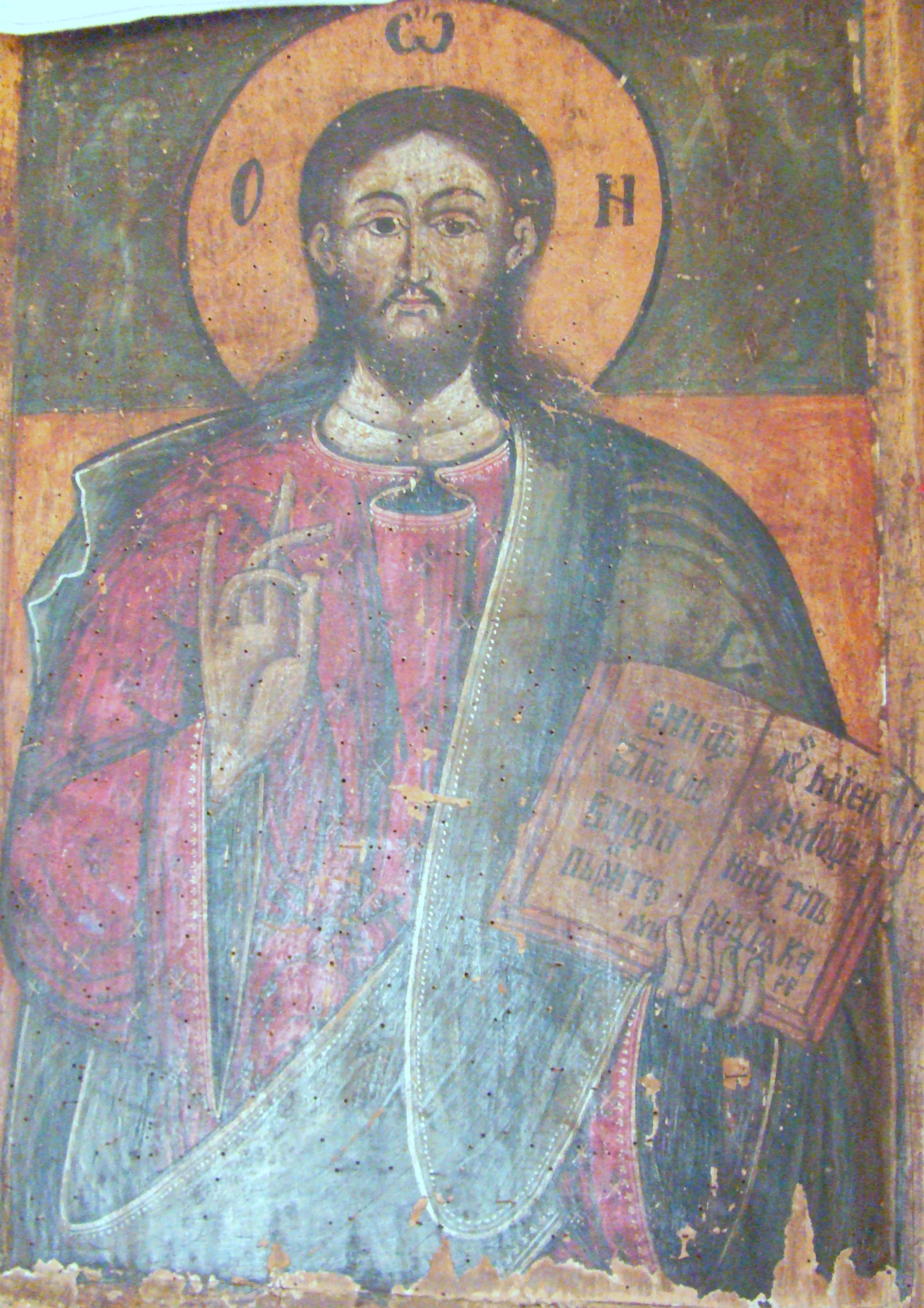
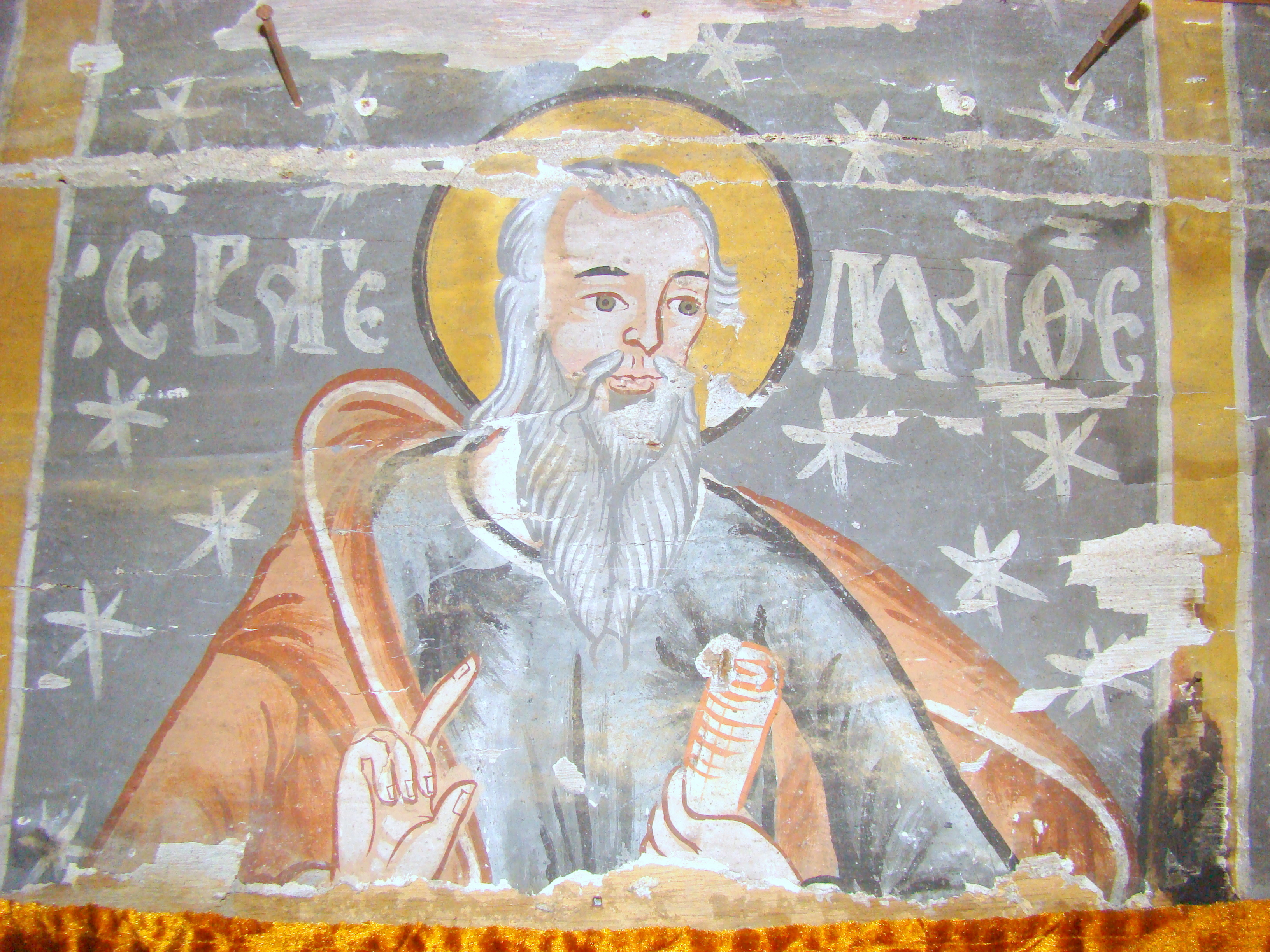
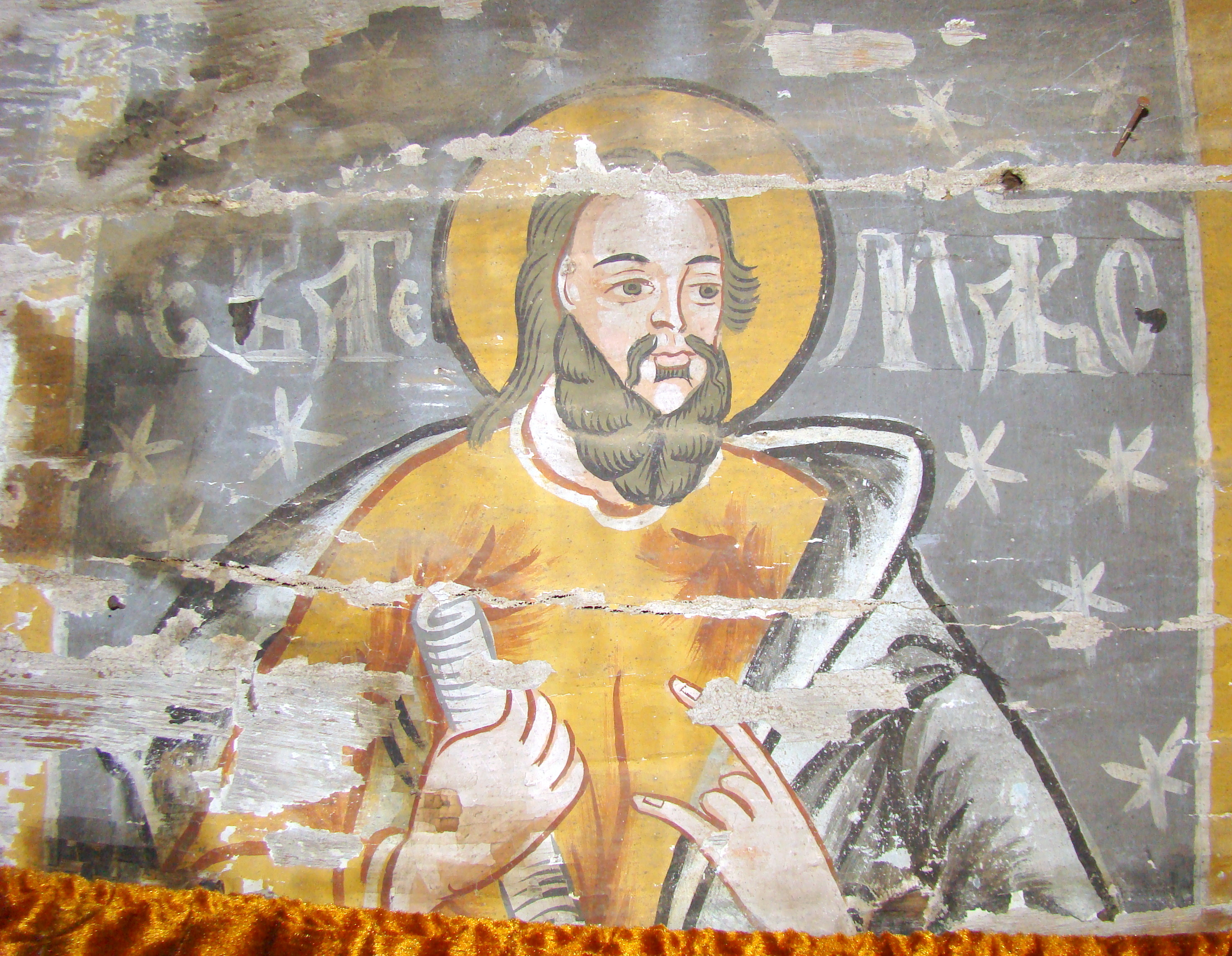
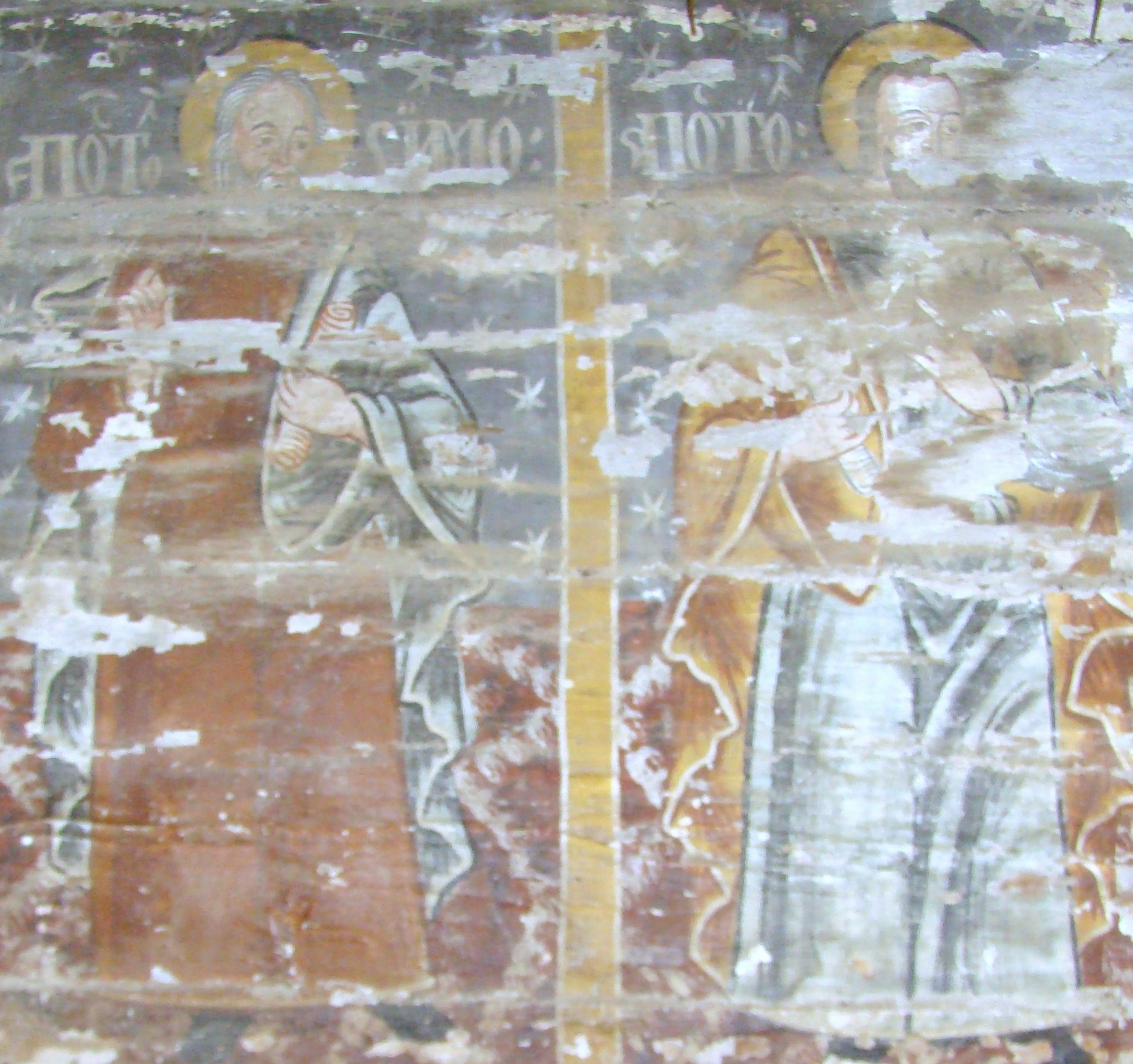
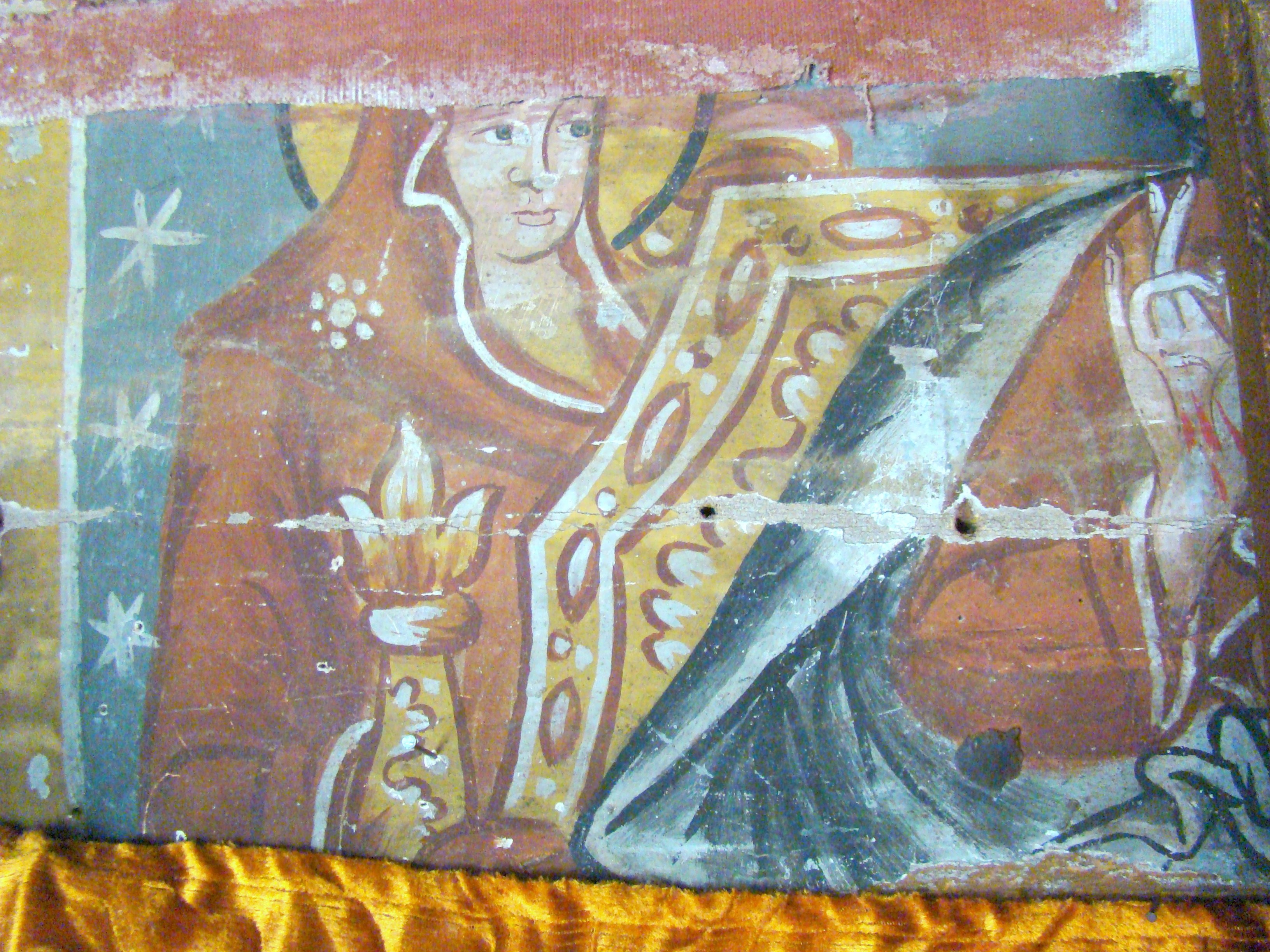
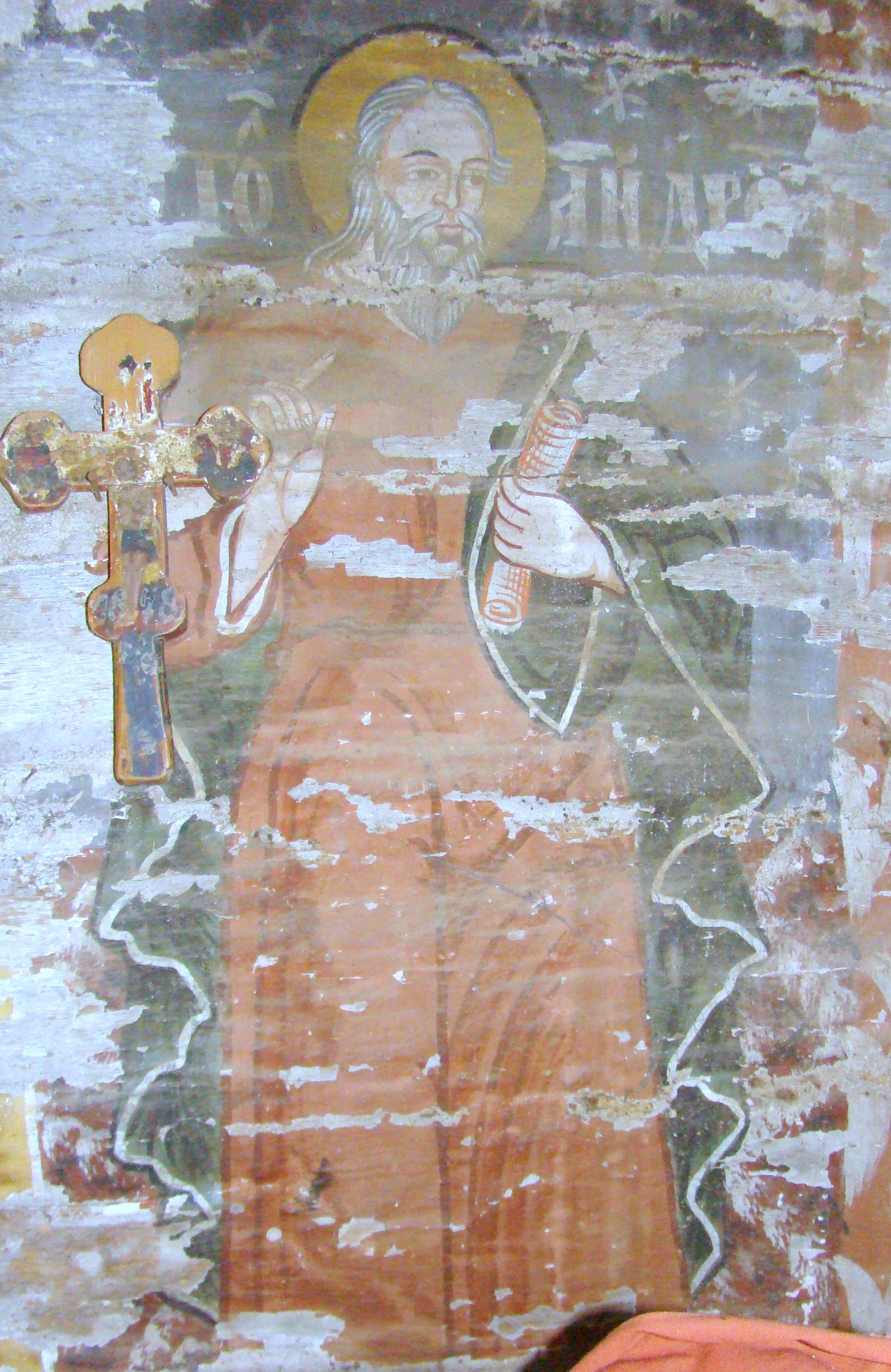